# Pont-l'Abbé
Pour les articles homonymes, voir Pont-l'Abbé et L'Abbé.
Pont-l'Abbé [pɔ̃labe], est une commune du département du Finistère, dans la région Bretagne, en France. C'est la capitale du pays Bigouden.

## Géographie

### Situation
Pont-l'Abbé est située au Sud Finistère, à 20 km au Sud-Sud-Ouest de Quimper et 94 km au Sud de Brest.
| Plonéour-Lanvern | Tréméoc              | Combrit                         |
| Plomeur          | Pont-l'Abbé          | Île-Tudy Rivière de Pont-l'Abbé |
|                  | Plobannalec-Lesconil | Loctudy                         |

### Géologie
Pont-l'Abbé, ainsi que les communes voisines de Plobannalec, Treffiagat, Le Guilvinec, Loctudy, Combrit, les deux-tiers sud de Plomeur et une partie de Penmarch sont constitués de leucogranite dit de Pont-l'Abbé. Ce leucogranite est un granite de teinte claire à deux micas (biotite et muscovite) ; il est le plus souvent à gros grain, mais peut aussi présenter un aspect plus feuilleté ou être fissuré par des diaclases, donnant alors, à cause de l'érosion, des rochers aux formes spectaculaires.

### Un site de fond d'estuaire
Pont-l'Abbé se trouve en site de fond d'estuaire ou plutôt d'aber (ou ria), en l'occurrence la « rivière de Pont-l'Abbé ». La ville est née à l'instar de nombreuses autres villes bretonnes comme Landerneau, Châteaulin, Quimper, Quimperlé, etc., au niveau du dernier pont sur le fleuve côtier, à la limite de la zone d'influence des marées, qui coïncide aussi avec la limite de navigabilité à marée haute, d'où le port avec la cale Saint-Laurent et le quai de Pors Moro. En 1385, un acte du pape Clément VII parle du port de mer de Ponte Abbatis. Le site a été très tôt protégé par l'emplacement du château de Pont-l'Abbé, et les moulins barrant la rivière de Pont-l'Abbé marquent également la limite entre la partie fluviale en amont, y compris l'étang de Pont-l'Abbé, situé juste en amont des moulins à marée, qui constitue une réserve d'eau salée indispensable à leur fonctionnement, et la partie soumise à influence maritime en aval. L'étang de Pont-l'Abbé de nos jours a perdu, à la suite des comblements effectués dans le courant du XXe siècle, les trois quarts de sa superficie antérieure.

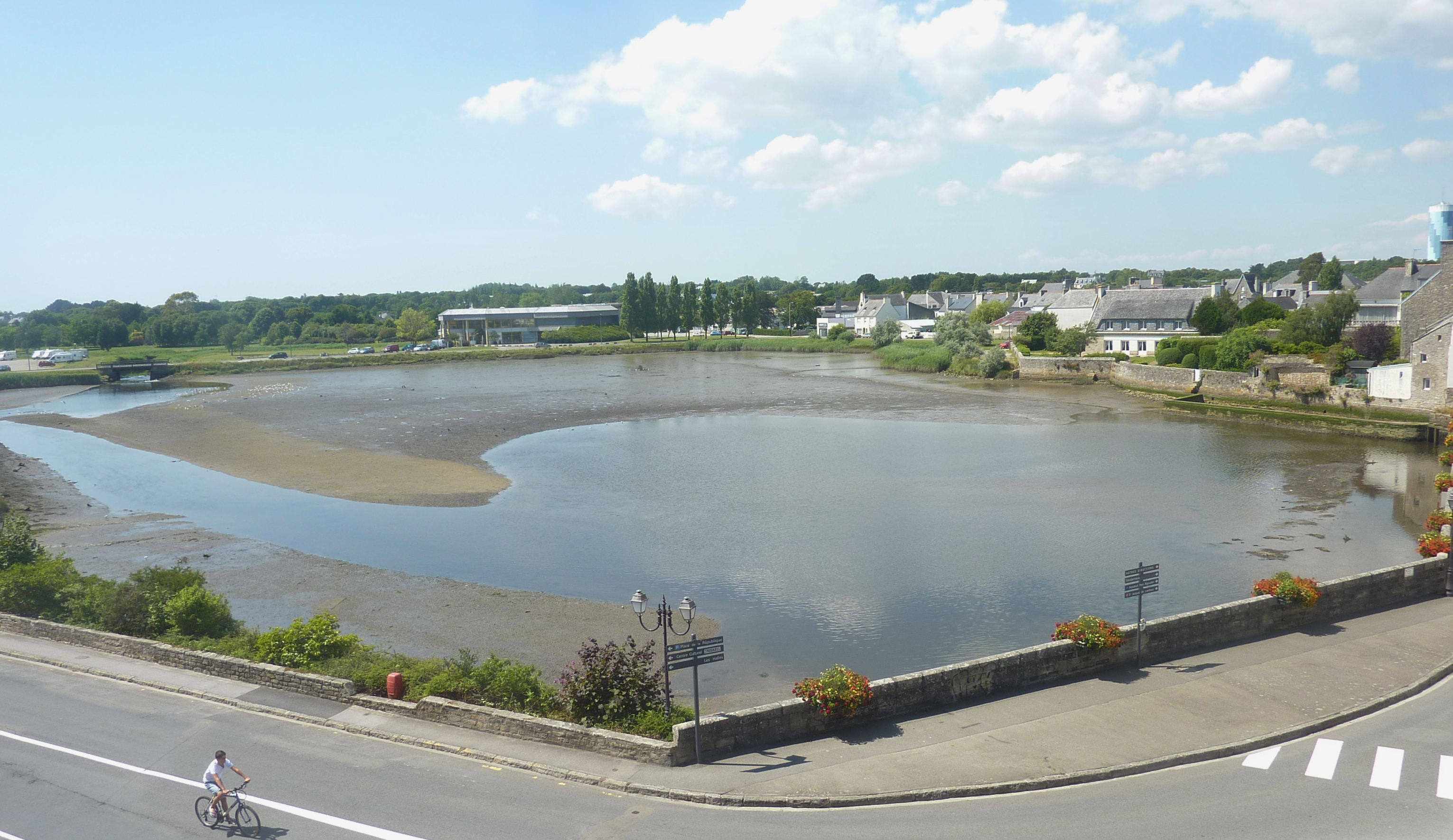
L'étang de Pont-l'Abbé (vu du 2e étage du château, Musée bigouden).
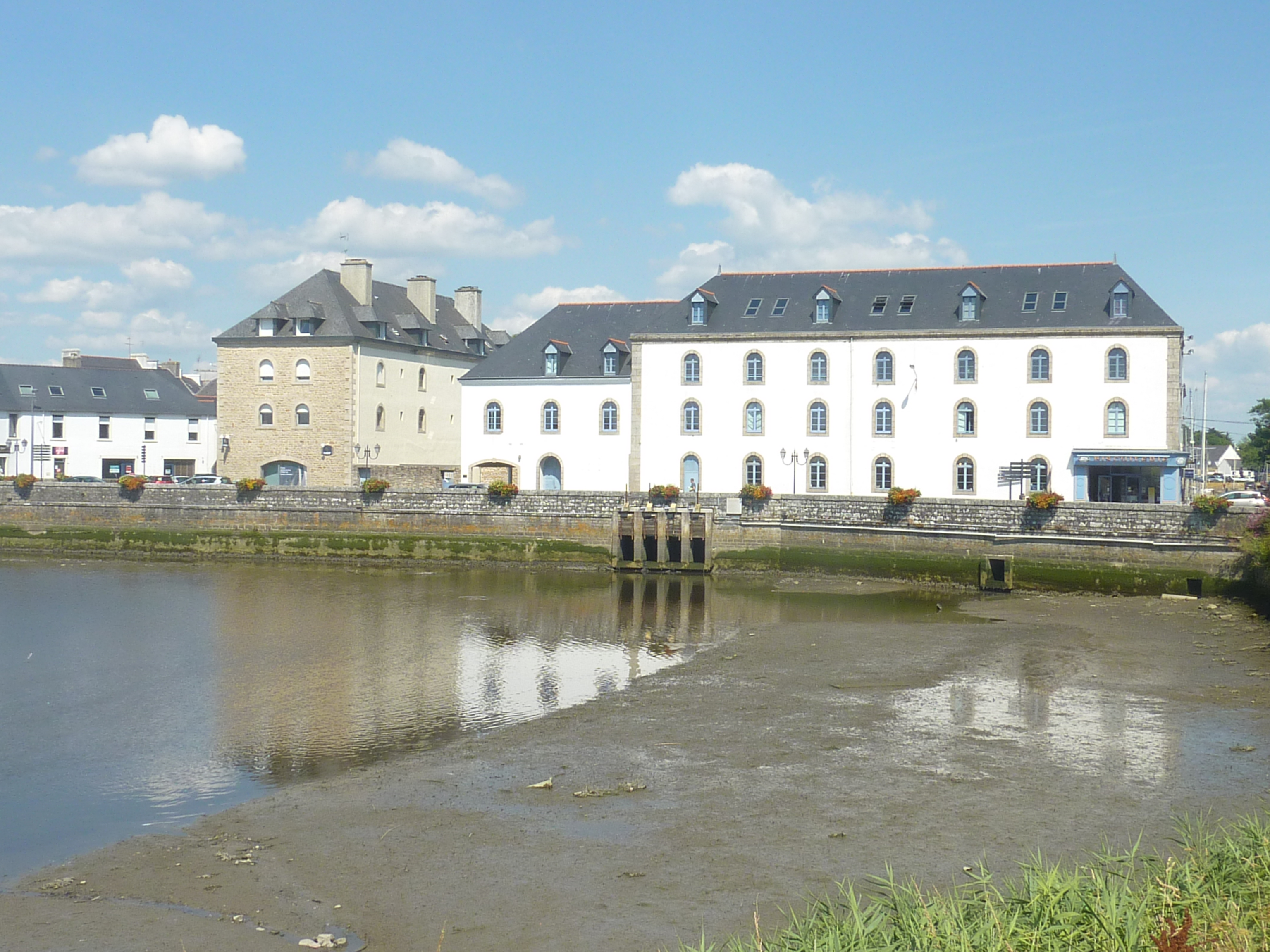
Les moulins de Pont-l'Abbé vus côté étang à marée basse.

Le moulin à marée de Pors Moro s'appelait initialement moulin Foucault (le moulin originel date du XVe siècle), du nom de la famille du même nom, qui était seigneur de Lescoulouarn (le site faisait alors partie de la paroisse de Plonéour), avant de prendre le même nom que le manoir voisin de Pors Moro, qui dépendait de cette seigneurie. Ce moulin a cessé de fonctionner en 1931.

### Transports
Pont-l'Abbé a perdu sa fonction de port de commerce mais reste un modeste port de plaisance accessible à marée haute et n'est plus desservi par des voies ferrées. La ville bénéficie de la route à quatre voies, de type voie express, dite la « Transbigoudène »  (D 785), qui la relie à Quimper où elle se greffe sur la RN 165. Le prolongement de cette route, à deux voies seulement, sert de rocade de contournement de l'agglomération de Pont-l'Abbé afin de desservir les ports du littoral du Pays bigouden, notamment Le Guilvinec et Penmarc'h. Cette rocade routière, attractive, a facilité le développement de zones artisanales et commerciales, particulièrement autour de Canapé et Kerganet, mais qui sont sur le territoire de la commune de Plonéour-Lanvern. Le centre-ville de Pont-l'Abbé garde toutefois un assez grand dynamisme commercial.
La D 44 permet de rejoindre Combrit et, au-delà, via le pont de Cornouaille, Bénodet et Concarneau. La D 2 dessert, depuis Pont-l'Abbé, Plonéour-Lanvern et, au-delà, l'intérieur du Pays bigouden.

### Hydrographie
Pour un article plus général, voir Réseau hydrographique du Finistère.
La commune est située dans le bassin Loire-Bretagne. Elle est drainée par le Pont l'Abbé, le Saint-Jean, le Pont ar Veum, le Tréméoc et divers autres petits cours d'eau,.
Le Pont l'Abbé, d'une longueur de 25 km, prend sa source dans la commune de Plogastel-Saint-Germain et se jette  dans l'anse de Bénodet entre les communes de Loctudy et d'Ile-Tudy, après avoir traversé six communes.  Les caractéristiques hydrologiques du Pont l'Abbé sont données par la station hydrologique située sur la commune de Plonéour-Lanvern. Le débit moyen mensuel est de 0,563 m3/s. Le débit moyen journalier maximum est de 5,49 m3/s, atteint lors de la crue du 26 janvier 2004. Le débit instantané maximal est quant à lui de 5,95 m3/s, atteint le 11 février 2014.

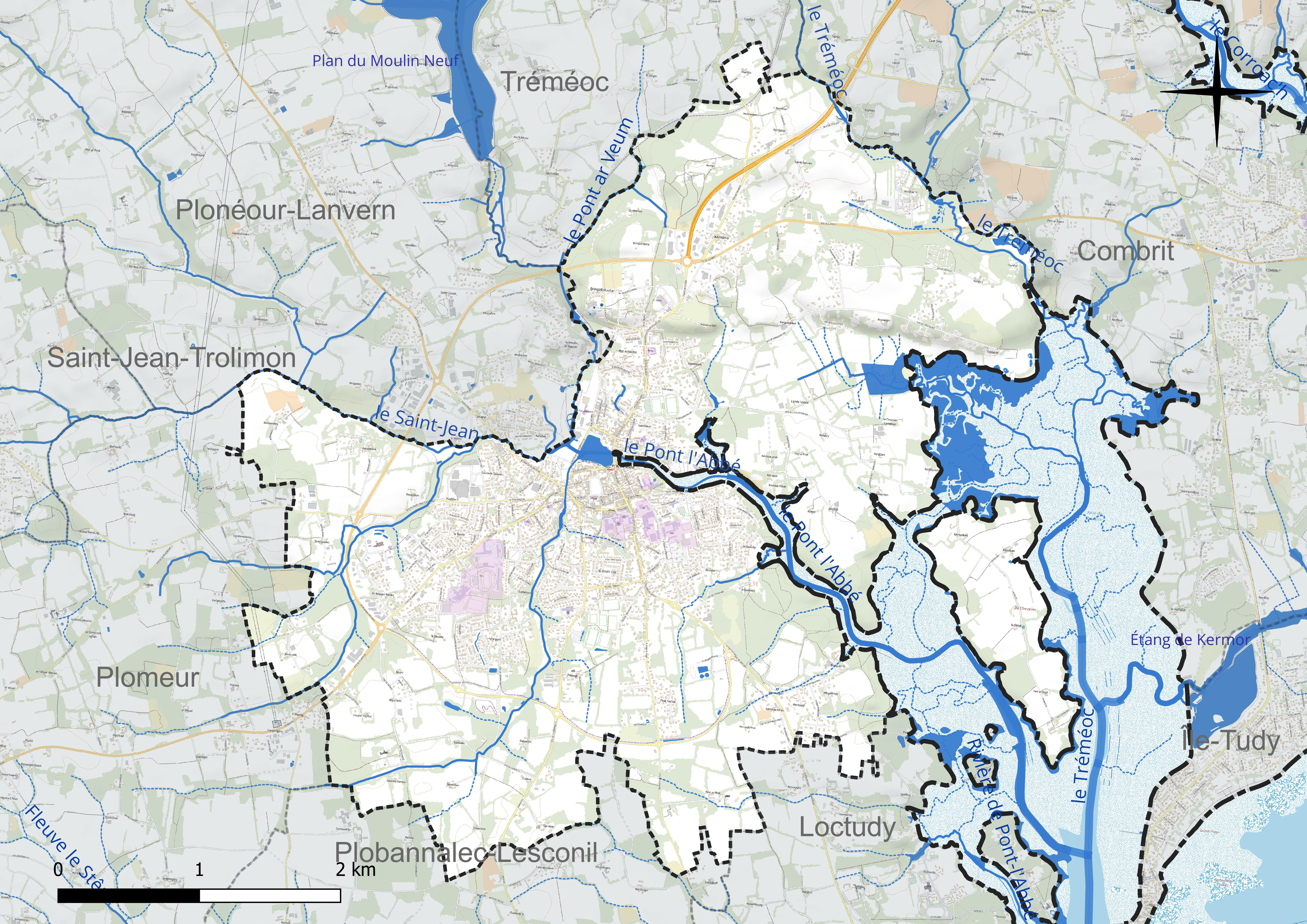
Réseau hydrographique de Pont-l'Abbé.

### Climat
Pour des articles plus généraux, voir Climat de la Bretagne et Climat du Finistère.
En 2010, le climat de la commune est de type climat océanique franc, selon une étude du CNRS s'appuyant sur une série de données couvrant la période 1971-2000. En 2020, Météo-France publie une typologie des climats de la France métropolitaine dans laquelle la commune est exposée à un climat océanique et est dans la région climatique Bretagne orientale et méridionale, Pays nantais, Vendée, caractérisée par une faible pluviométrie en été et une bonne insolation. Parallèlement l'observatoire de l'environnement en Bretagne publie en 2020 un zonage climatique de la région Bretagne, s'appuyant sur des données de Météo-France de 2009. La commune est, selon ce zonage, dans la zone « Littoral », exposée à un climat venté, avec des étés frais mais doux en hiver et des pluies moyennes.
Pour la période 1971-2000, la température annuelle moyenne est de 12,1 °C, avec une amplitude thermique annuelle de 10,3 °C. Le cumul annuel moyen de précipitations est de 985 mm, avec 15 jours de précipitations en janvier et 7,4 jours en juillet. Pour la période 1991-2020, la température moyenne annuelle observée sur la station météorologique installée sur la commune est de 13,0 °C et le cumul annuel moyen de précipitations est de 1 012,0 mm,. Pour l'avenir, les paramètres climatiques de la commune estimés pour 2050 selon différents scénarios d'émission de gaz à effet de serre sont consultables sur un site dédié publié par Météo-France en novembre 2022.
| Mois                                  | jan.             | fév.          | mars          | avril         | mai            | juin          | jui.          | août          | sep.          | oct.            | nov.          | déc.            | année      |
| ------------------------------------- | ---------------- | ------------- | ------------- | ------------- | -------------- | ------------- | ------------- | ------------- | ------------- | --------------- | ------------- | --------------- | ---------- |
| Température minimale moyenne (°C)     | 4,5              | 4,3           | 5,1           | 6,4           | 9,2            | 11,9          | 13,6          | 13,4          | 11,5          | 10              | 7,1           | 5,2             | 8,5        |
| Température moyenne (°C)              | 7,9              | 8,1           | 9,5           | 11,5          | 14,3           | 17            | 18,6          | 18,6          | 16,7          | 14,1            | 10,7          | 8,5             | 13         |
| Température maximale moyenne (°C)     | 11,3             | 11,9          | 14            | 16,5          | 19,4           | 22,1          | 23,5          | 23,8          | 22            | 18,1            | 14,4          | 11,8            | 17,4       |
| Record de froid (°C) date du record   | −10,8 02.01.1997 | −6,6 28.02.18 | −7 01.03.05   | −1,6 11.04.06 | 0,3 14.05.1995 | 4,1 01.06.11  | 6,5 10.07.04  | 6,1 21.08.14  | 3,2 30.09.12  | −1,6 29.10.1997 | −3,7 29.11.10 | −7,7 29.12.1996 | −10,8 1997 |
| Record de chaleur (°C) date du record | 16,7 06.01.1999  | 18,6 24.02.19 | 25,5 26.03.12 | 28 25.04.11   | 31,4 25.05.12  | 35,4 19.06.17 | 37,1 16.07.06 | 36,6 09.08.03 | 32,3 06.09.06 | 28,1 01.10.1997 | 21,5 01.11.16 | 19,1 19.12.15   | 37,1 2006  |
| Précipitations (mm)                   | 123,7            | 100,8         | 73,8          | 71,8          | 62,3           | 47,9          | 50,7          | 58,9          | 58,8          | 103,9           | 129,2         | 130,2           | 1 012      |

## Urbanisme

### Typologie
Au 1er janvier 2024, Pont-l'Abbé est catégorisée petite ville, selon la nouvelle grille communale de densité à 7 niveaux définie par l'Insee en 2022.
Elle appartient à l'unité urbaine de Pont-l'Abbé, une agglomération intra-départementale dont elle est ville-centre,. Par ailleurs la commune fait partie de l'aire d'attraction de Quimper, dont elle est une commune de la couronne,. Cette aire, qui regroupe 58 communes, est catégorisée dans les aires de 200 000 à moins de 700 000 habitants,.
La commune, bordée par l'océan Atlantique, est également une commune littorale au sens de la loi du 3 janvier 1986, dite loi littoral. Des dispositions spécifiques d'urbanisme s'y appliquent dès lors afin de préserver les espaces naturels, les sites, les paysages et l'équilibre écologique du littoral, tel le principe d'inconstructibilité, en dehors des espaces urbanisés, sur la bande littorale des 100 mètres, ou plus si le plan local d'urbanisme le prévoit.

## Toponymie
Dans les actes anciens, Pont-l'Abbé est attesté sous les formes latines Pons en 1224 et Pons Abatis en 1289, puis en français dès 1294 sous la forme Le Pont et en 1318 sous la forme Le Pont l'Abbe.
Le nom de la commune fait référence au pont qui franchit le bras de mer qui coule au pied du château des barons du Pont. Ce pont ancien fut la propriété de l'abbaye de Loctudy qui lui a laissé son nom ("pont construit par l'abbé de Loctudy").
Le nom breton de la commune est Pont-'n-Abad, prononcé « Ponnabatte », de même sens que le toponyme français.
Le quartier situé en rive gauche de la rivière de Pont-l'Abbé, trève de Combrit avant 1790, est nommé Lambour en français et Lambourc'h (prononcé « Lambour ») en breton. Ce toponyme est noté Lanvourch en 1350, Lanmourch en 1372, Lanmorouch en 1426. La forme francisée Lanbourg apparaît en 1601. Ce nom est composé de deux éléments. L'origine du premier, lam, ne fait pas consensus chez les toponymistes. Pour Bernard Tanguy, il renvoie au mot breton lann (« lande »), alors que pour Albert Deshayes, il s'agit du mot lan, « lieu sacré, ermitage ». Le second, bour, renvoie unanimement au mot d'origine germanique bourg ici sous sa forme bretonne bourc'h. Le sens de « Lambour » est donc la « lande du bourg » ou l'« ermitage du bourg » selon les auteurs,.

## Histoire

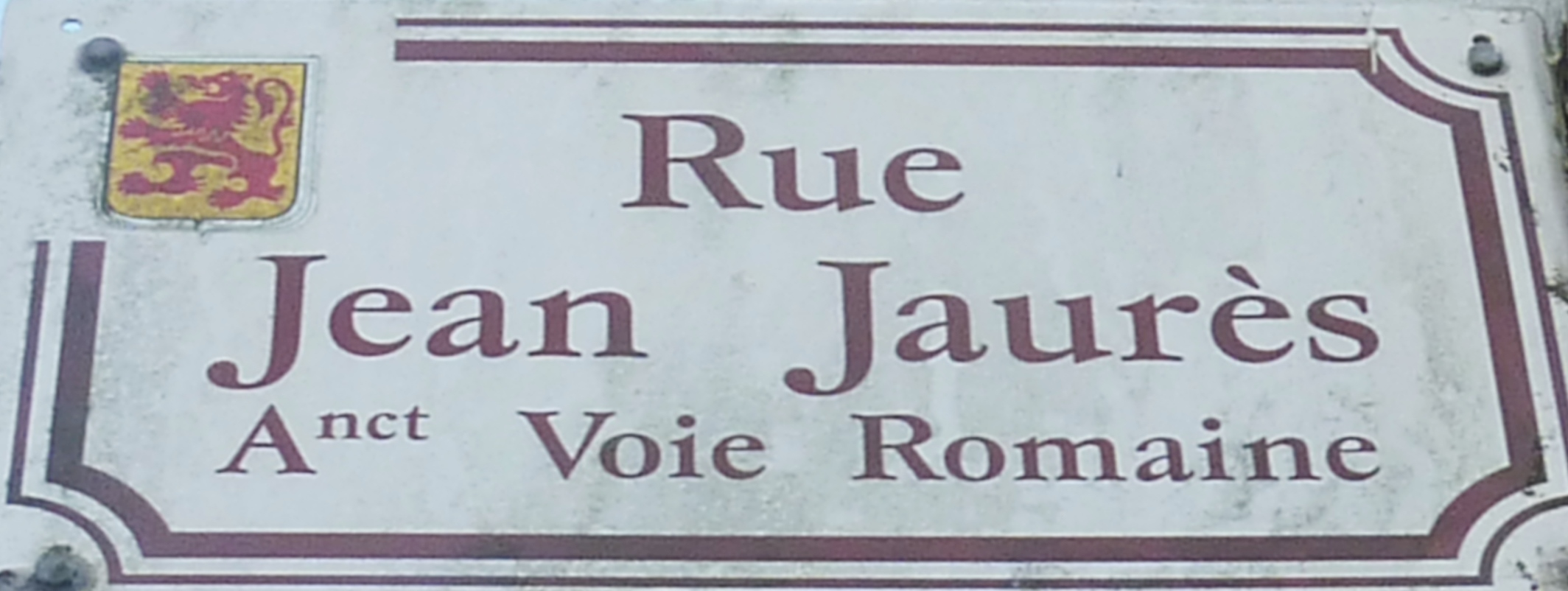
Plaque de rue illustrant le tracé de l'ancienne voie romaine.

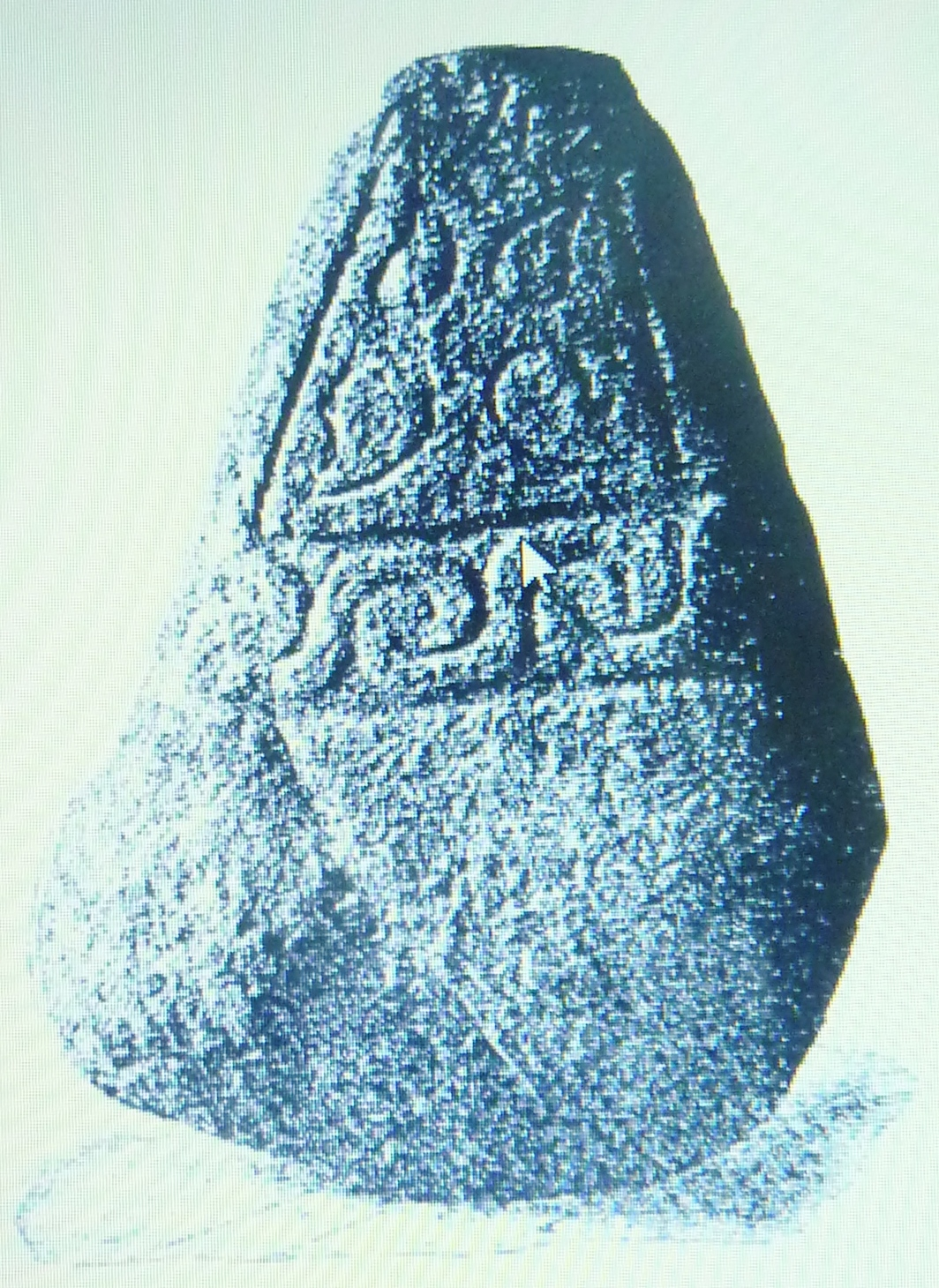
La stèle de l'âge du fer de Kermaria (musée des antiquités nationales de Saint-Germain-en-Laye).

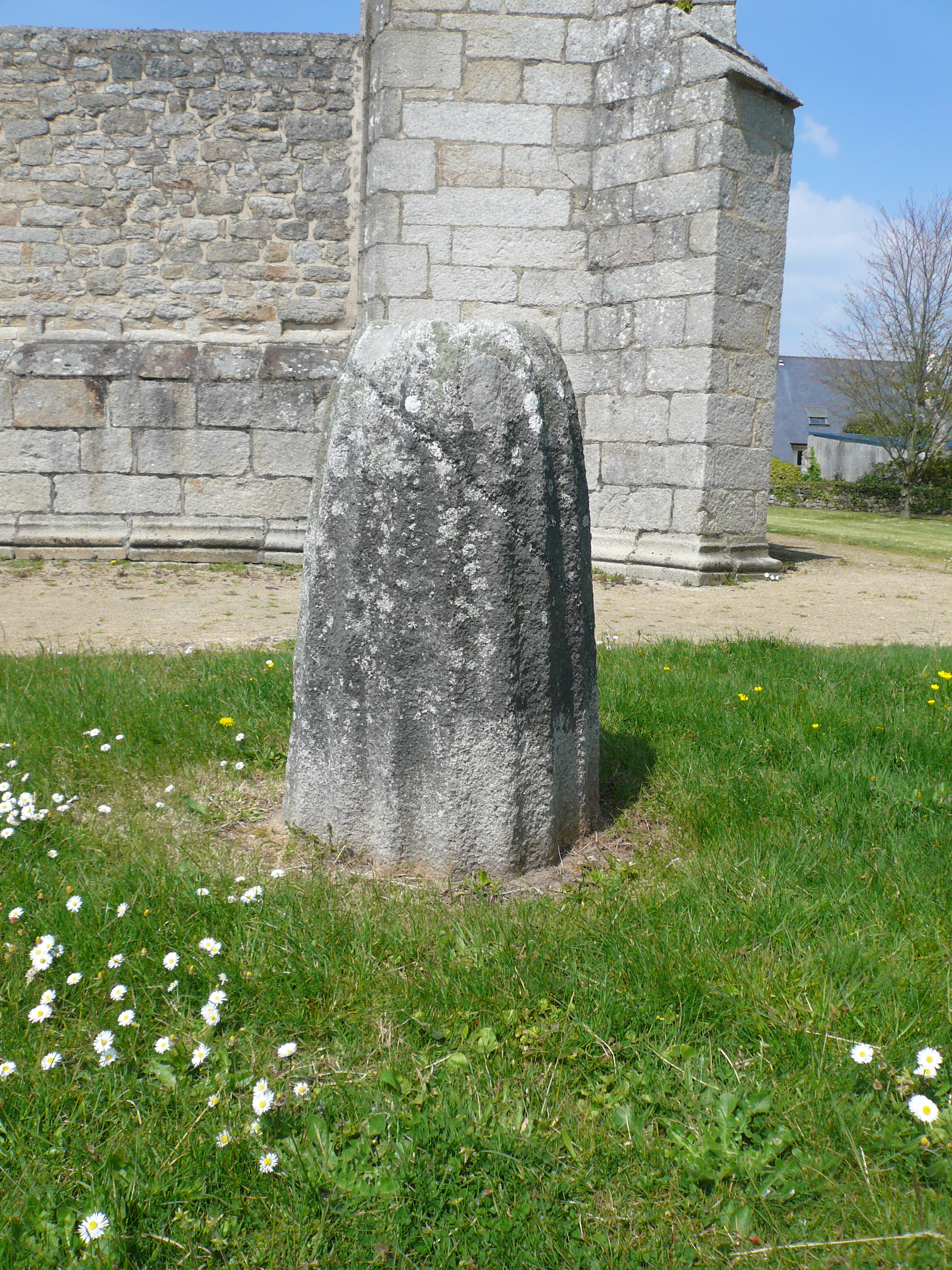
La stèle gauloise de Lambour.

### Préhistoire et Antiquité
La présence humaine est attestée à Pont-l'Abbé dès le paléolithique et le néolithique. De nombreux vestiges d'un ancien village gaulois ont été trouvés à Keralio (le site est en partie occupé par l'actuel cimetière de Pont-l'Abbé). Une stèle sculptée datant de l'âge du fer, trouvée en 1898 par Paul du Chatellier, à Kermaria est conservée au musée des antiquités nationales de Saint-Germain-en-Laye.
Une autre stèle de l'âge du fer, débitée et enfouie dans une fosse, a été trouvée dans une parcelle dénommée "Parc Menhir" à proximité de l'habitat gaulois de Keralio en 2001. Elle date d'environ - 400 av. J.-C. et illustre l'abandon des petits cimetières familiaux jusque-là utilisés dans la péninsule bretonne.
Une autre stèle gauloise cannelée, en leucogranite de Pont-l'Abbé, se trouve devant l'église de Lambour.
Les Romains occupèrent aussi le site de Keralio, ainsi que les sites voisins de Tréougy et de Kernuz. Une voie romaine partait de Quimper et aboutit à la Pointe de Penmarch, en passant par Pont-l'Abbé.

### Moyen Âge

#### La légende du roi Guinvarc'h
Le vieux roi Guinvarc'h, dit aussi "Marc'h" (le nom "marc'h" en breton signifie "cheval"), auquel on attribue à tort la construction du manoir de Pratanroux en Penhars (ce dernier datait seulement du XVe siècle et en l'an III déjà, selon Jacques Cambry, il n'en subsistait plus que quelques ruines), aurait fait sculpter sur la cheminée de ce manoir son portrait en relief, portant sa couronne et sa barbe étalée et montrant ses oreilles pointues rappelant celles des chevaux et dont il était fort mortifié et qu'il cachait généralement sous sa coiffure, seul son barbier connaissant son secret et ayant l'interdiction d'en parler. Mais le barbier aurait confié son secret à la terre au pied d'une touffe de sureaux et l'année suivante un sonneur de biniou aurait utilisé l'une des tiges de ces sureaux pour refaire l'anche de son biniou ; du biniou s'échappa alors l'épouvantable secret, répété à satiété (en breton) : Le grand roi Guinvarc'h a des oreilles de cheval. Furieux, le roi Guinvarch alla alors cacher sa honte dans l'île Chevalier, en Pont-l'Abbé, où subsistent quelques vestiges de son château.

#### La seigneurie de Pont-l'Abbé
La seigneurie de Pont-l'Abbé fut une des puissantes seigneuries de Cornouaille. Elle occupe le centre d'une châtellenie ducale qui dut être créée en même temps que le fief d'Abbas Tudi au XIe siècle. En 1294, lors de la convocation de l'ost ducal à Ploërmel, le sire du Pont reconnut devoir deux chevaliers pour son fief de Pont-l'Abbé, ce qui faisait de celui-ci le premier de Cornouaille avec ceux de Rostrenen et de Fouesnant. Au XVe siècle, le sire du Pont fut chargé de l'organisation de la montre générale des nobles de Cornouaille à plusieurs reprises. Il lui arriva aussi de porter le diadème du duc lors du couronnement.

#### Les barons du Pont au Moyen Âge
En 1038 ou 1058 apparaît un certain Eudon, chapelain de Saint-Tudy, témoin du testament du comte de Cornouaille Alain Canhiart. Ce titre de chapelain de Saint-Tudy figure dans l'acte de restitution de droits d'églises où paraît le premier seigneur de Pont-l'Abbé connu, en 1223, dans le cartulaire de Quimper, et il y a donc tout lieu de croire qu'à ce chapelain de Saint-Tudy ont succédé les "Abbas Tudi" que l'on trouve dans plusieurs actes des cartulaires de Landévennec et de Quimperlé au cours des XIe et XIIe siècles. Ces Abbas Tudi ont donc précédé les seigneurs de pont-l'Abbé dont le patronyme est, dès 1223, du Pont.
Leurs armoiries étaient d'abord d'or au lion de gueules armé, lampassé et couronné d'azur, comme l'attestent l'armorial de Bayeux (vers 1360) et le minu de rachat de la seigneurie en 1480. Après l'érection de la terre de Pont-l'Abbé en baronnie (1492 ou 1493), elles devinrent simplement d'or au lion de gueules comme l'atteste le minu de rachat de cette époque. À un moment indéterminé, ces armes ont été accompagnées de la devise Heb Ken ou Heb Chench, que l'on traduit par « nous seul » ou par "Sans varier".
Le premier seigneur que certains historiens attribuent à cette seigneurie est Juhel du Pont, fait prisonnier par le roi d'Angleterre au siège de Dol. Il n'est délivré qu'en 1174 après avoir donné caution pour sa rançon à l'occasion du traité fait par Henri II et ses enfants. Mais il est improbable qu'il ait appartenu à la maison de Pont-l'Abbé.
Le premier qui soit documenté l'est dans la pancarte (ou cartulaire) de la cathédrale de Quimper, dans les années 1220, est Hervé Ier du Pont. Il est possible qu'il ait succédé à une lignée laïque désignée en latin comme "Abbas Tudi", ou abbés de Saint-Tudy. Des Abbas Tudi sont mentionnés parmi les témoins laïques d'actes officiels dans les cartulaires des abbayes de Landévennec et de Quimperlé au XIIe siècle. Hervé Ier du Pont fonda le couvent des Cordeliers à Quimper où les barons du Pont prirent l'habitude de se faire inhumer jusqu'à la création du couvent des Carmes de pont-l'Abbé en 1383.
La baronnie de Pont-l'Abbé comprenait les paroisses ou trèves de Loctudy, Plonivel, Treffiagat, Treguennec, Tréméoc, Combrit, Lambour (alors trève de Combrit), Bodivit, Saint-Jean-Trolimon, Plonéour, Saint-Honoré (trève de Lanvern), Tréoultré et Penmarc'h. Les barons possédaient le château de Coëtmeur (Coz-Maner) situé près de Saint-Honoré en Plonéour et le château de Kerobéran (ou Kerobéron) en Tréméoc.
Armand du Châtellier décrit ainsi la puissance des barons du Pont au Moyen Âge :

« Au comble de leur puissance, vers les XIVe et XVe siècles, les seigneurs du Pont tinrent pendant tout ce temps le premier rang parmi les seigneurs de la Cornouaille. Chargés (...) de la levée des hommes de guerre dans l'évêché de Cornouaille, tant pour les armées de terre que de mer, ce sont eux qui sont toujours désignés dans les commandements des ducs pour faire l'ost et passer la revue des hommes pourvus de leurs montures et de leurs armes. (...) Au moment de leur pleine puissance, les seigneurs de Pont-l'Abbé s'intitulaient barons du Pont, vicomtes de Coatmeur (ou Coëtmeur) et de Kerobéran, seigneurs de Trivilit et de Kerdégace, de Kerleoguy et de Lestimbeach, seigneur de Langoet, baron de Lescoulouarn. Ils fournissaient leurs aveux, suivant la coutume, devant la chambre des comptes séant [siégeant] à Nantes »

Le château de Pont-l'Abbé (le premier château en pierre est construit en 1240 ; avant il était en bois) avait un périmètre de 630 mètres, de forme presque ovale. « Une muraille épaisse, de 3 mètres sur une élévation de 5 à 6, avec mâchicoulis, flanquée de plusieurs tours, en formait la défense. Deux portes, l'une au nord, l'autre au midi du côté de la ville, y donnaient entrée. Des douves profondes (...), alimentées par les eaux de la rivière et de l'étang, cernaient le château et la place. Enfin deux très grosses tours, placées aux ailes du levant et du couchant, en se reliant par des courtines au château lui-même, faisaient de celui-ci une place forte dont le front armé de couleuvrines formait tête de pont sur la rivière ».

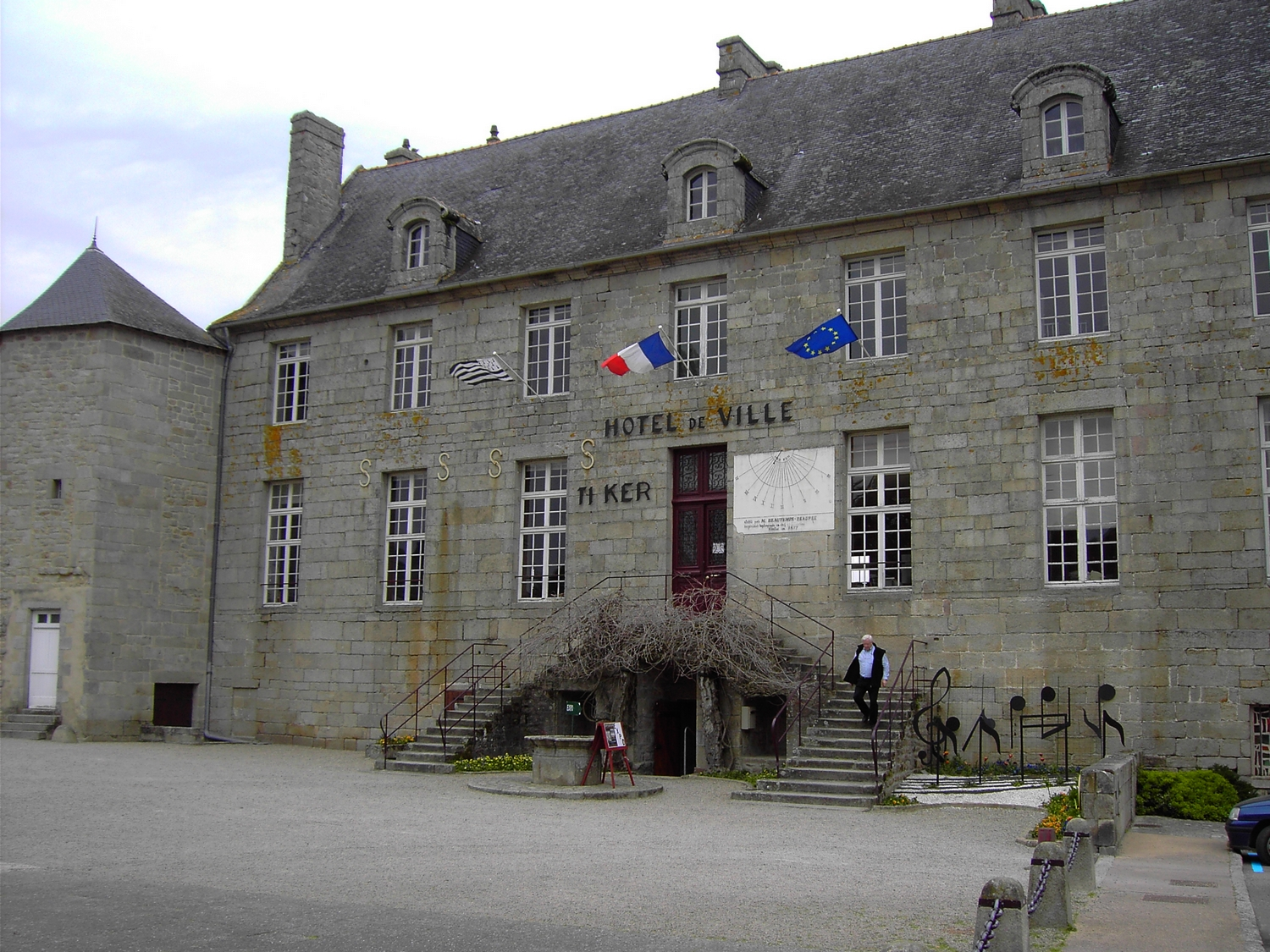
Le château de Pont-l'Abbé (actuel Hôtel de ville)
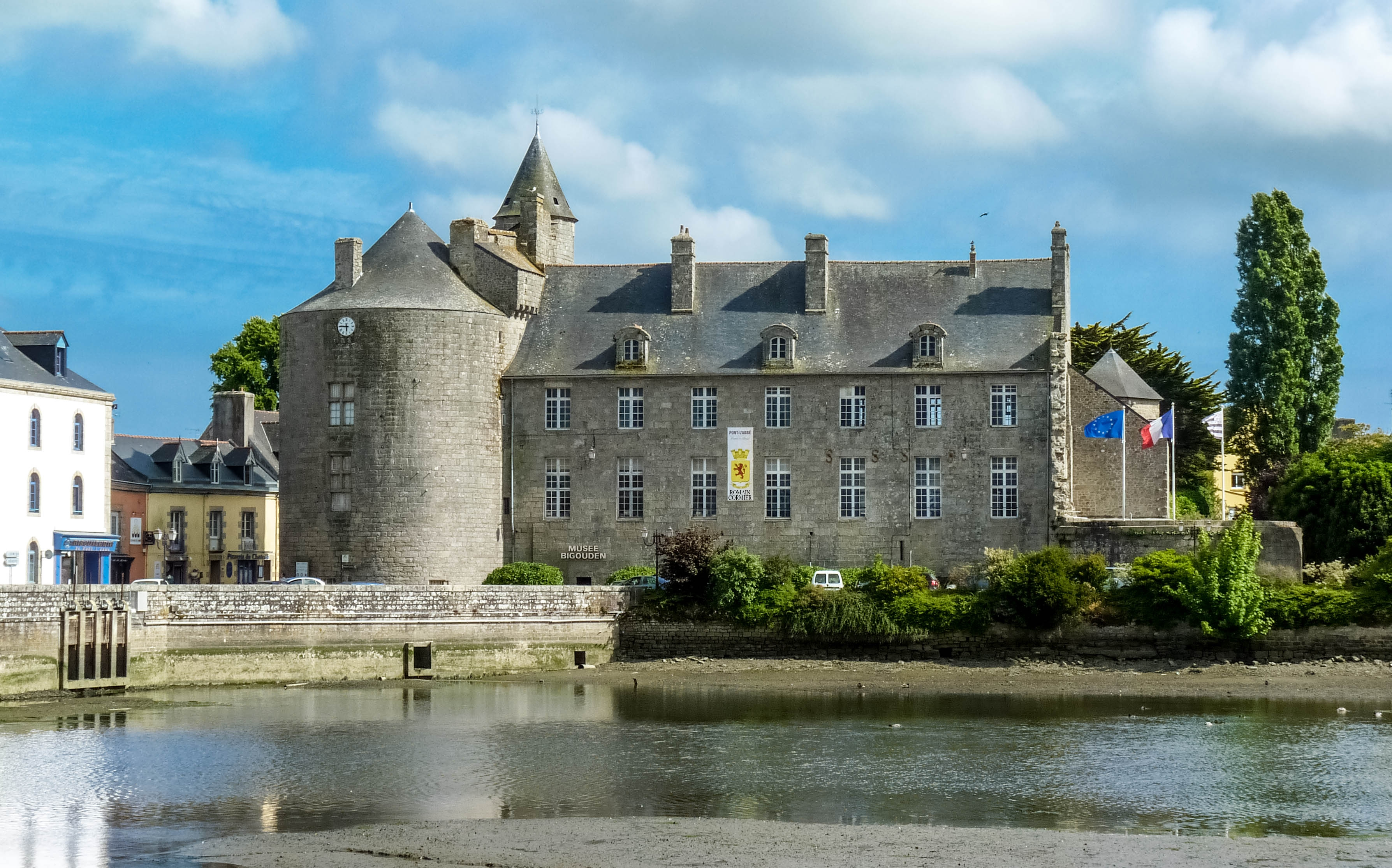
Château de Pont-l'Abbé vu depuis la salle de spectacle Le Triskell (au premier plan, l'étang de Pont-l'Abbé)
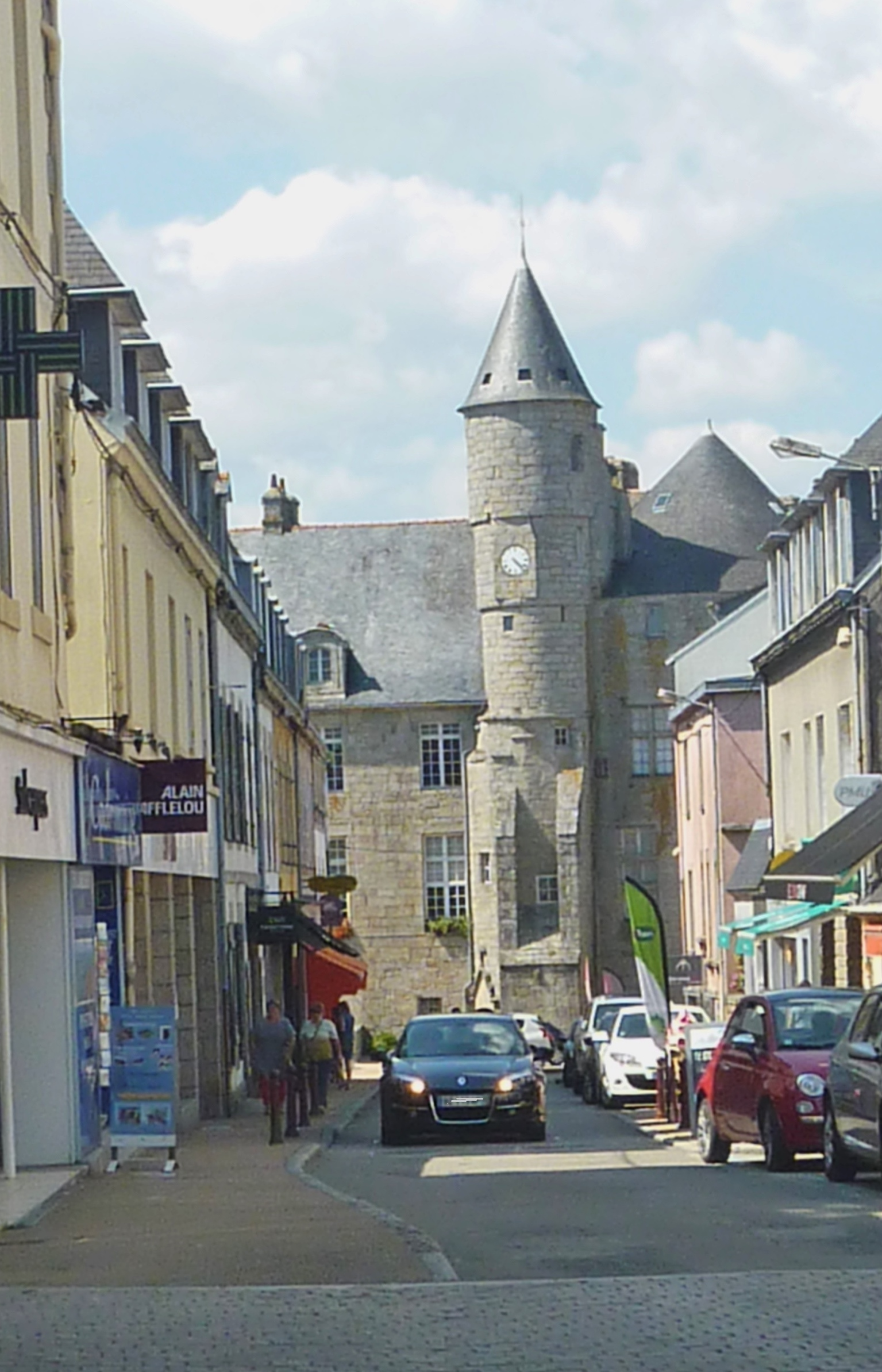
Le château de Pont-l'Abbé vu de la rue du Général De Gaulle
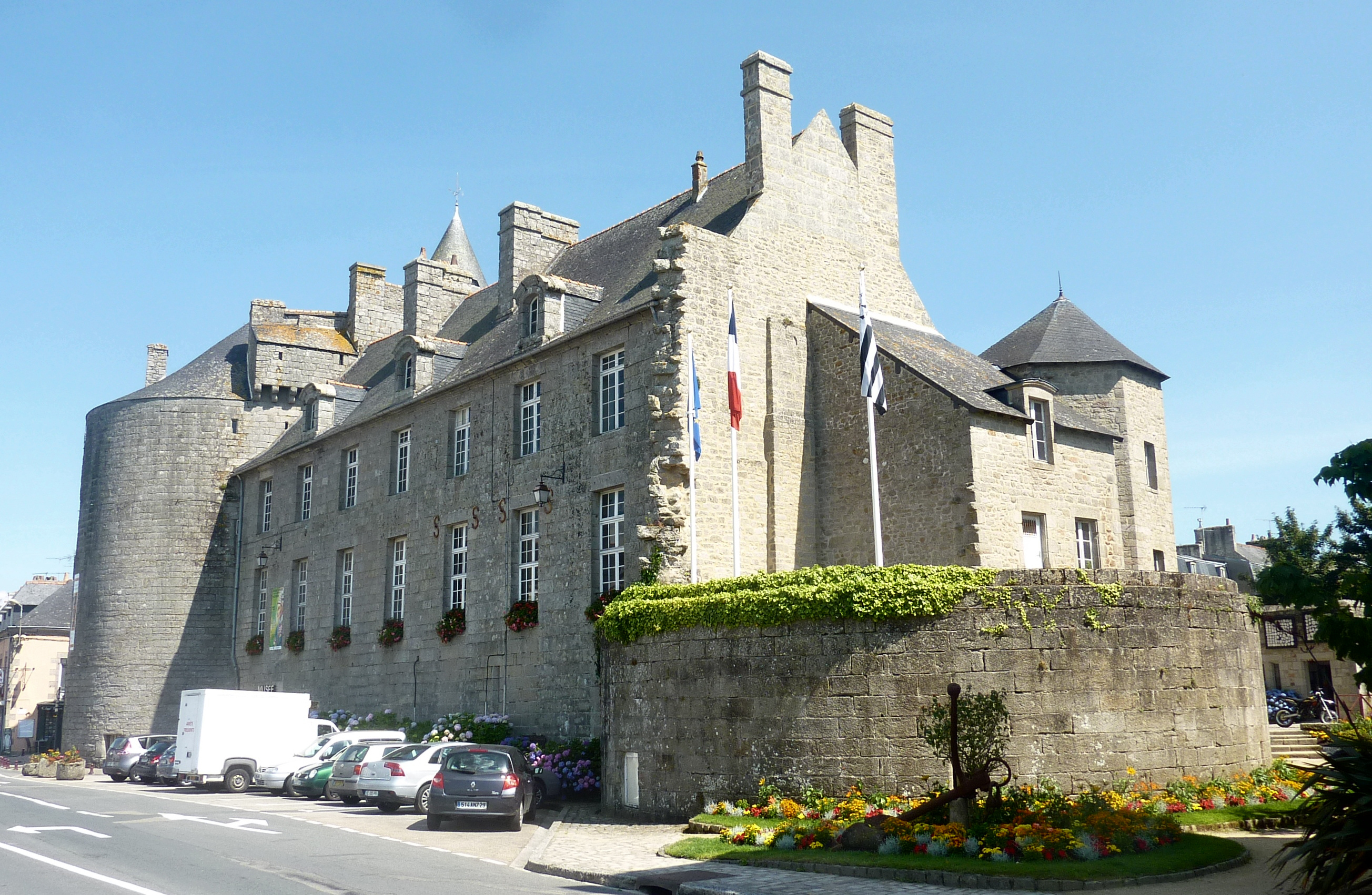
Le château de Pont-l'Abbé vu de la rue Jean-Jaurès

La famille du Pont-l'Abbé tombe en quenouille, faute d'héritier mâle, lors du décès en 1526 de Louise du Pont-l'Abbé et, par le mariage de Gilette du Chastel, sa cousine, le 7 février 1517 avec Charles Ier du Quélennec, vicomte du Faou, passe aux mains de la famille du Quélennec. Au XVIe siècle, certains barons de Pont-l'Abbé sont protestants (Pont-l'Abbé est alors privée du culte catholique, les églises sont fermées et la chapelle de Saint-Tudy, abandonnée, tombe en ruines) et l'un d'eux Charles II du Quélennec, dit Soubise, né en 1548, marié avec Catherine de Parthenay, baron de 1553 à 1572, est défenestré à Paris lors des massacres de la Saint-Barthélemy en 1572, comme l'atteste le minu de rachat de cette époque.

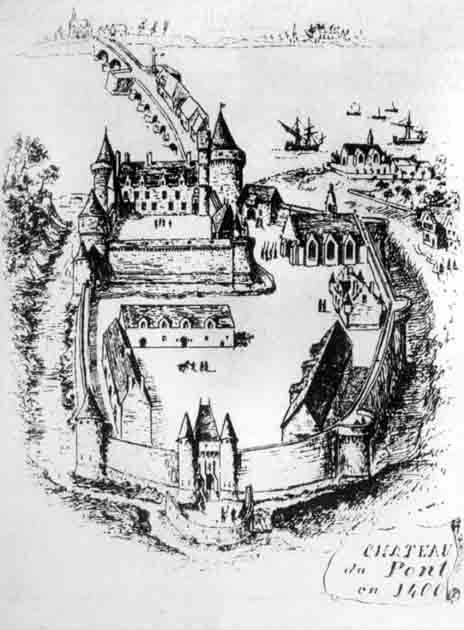
Le château de Pont-l'Abbé en 1400
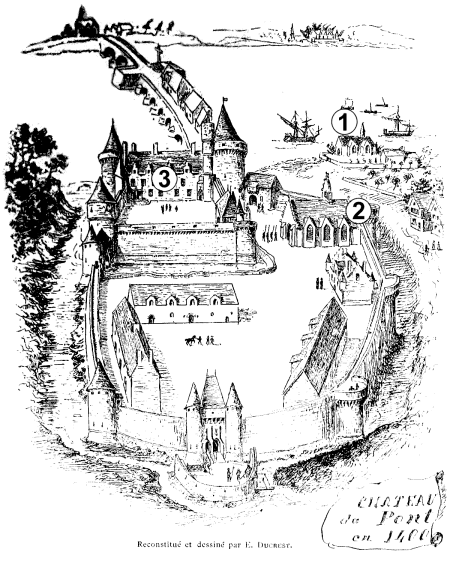
Le château de Pont-l'Abbé en 1400 (avec annotations)
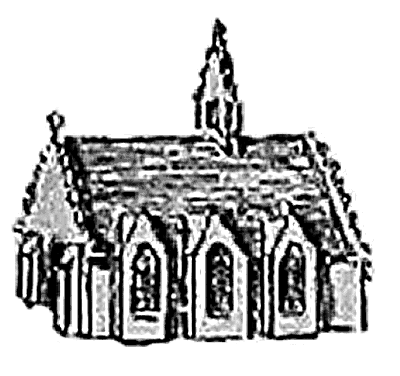
Pont-l'Abbé : dessin probable de l'ancienne chapelle castrale consacrée à saint Tudy
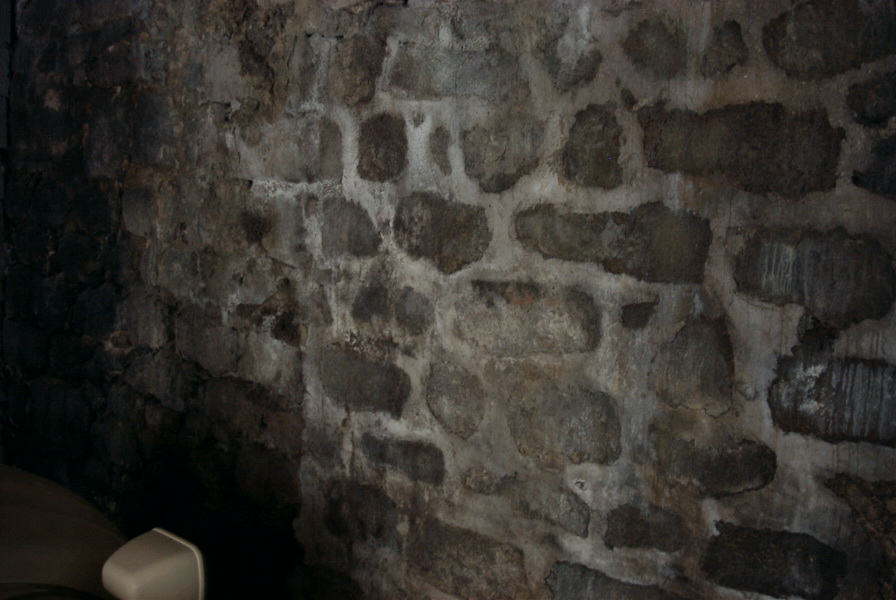
Pont-l'Abbé : le site de l'ancienne chapelle castrale (aujourd'hui détruite) 1 (mur)
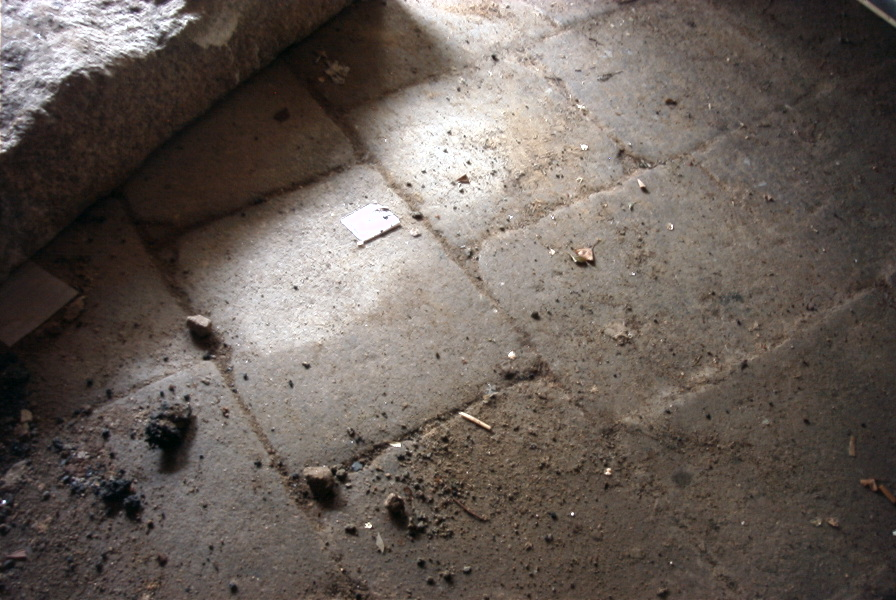
Pont-l'Abbé : le site de l'ancienne chapelle castrale (aujourd'hui détruite) 2 (sol)

Les barons du Pont prélevaient des droits sur les poissons pêchés dans leur fief ; par exemple ils prélevaient sur la grève de l'Île Chevalier un "droit de quipage" sur chaque bateau pêchant et séchant, d'un montant de huit deniers, somme à payer en la ville du Pont [Pont-l'Abbé] le jour de l'Ascension ; ils disposaient d'un "droit de vaccantage" sur les poissons pêchés dans les paroisses de Loctudy, Plonivel, Treffiagat, Tréoultré et Combrit ; la paroisse de Combrit se libéra des redevances qui lui étaient imposées par un abonnement annuel de cent livres.
Deux aveux qui ont été conservés, l'un du 14 août 1694, l'autre du 29 septembre 1732, énumèrent la longue liste des privilèges et droits seigneuriaux dont jouissaient les barons du Pont, récapitulée par Armand René du Châtellier ; parmi eux, le droit de chasse sur toute l'étendue de la baronnie, y compris les paluds de Plomeur et Tréguennec, notamment le palud de Tronoën ; un droit de préséance aux États de Bretagne ; un droit de guet et de garde du château par ses vassaux ; un droit de confiscation des biens des condamnés à mort sur toute l'étendue du fief ; un droit de bris et de "squillage" (récupération) sur les navires échoués sur les côtes de la baronnie ; droit de pêche dans l'étang salé au pied de son château ; droit de pescherie et de sécherie dans toutes les paroisses du fief (chaque pêcheur devait lui payer un droit) ; droits de banalités sur les fours, moulins et pressoirs ; droits de ports et havres sur toutes les marchandises entrant ou sortant, par voie de terre ou de mer, de la ville du Pont (Pont-l'Abbé) ; droit de "coutume grand et petit cohuage" (sur les marchandises mises en vente les jours de marchés, foires, pardons) ; droit de balances et de poids étalonnés ; droit de bienvenue (perçu sur chaque nouvel habitant de la ville) ; droit de "bazoche" ou "quaquinerie" (impôt perçu sur les nouveaux mariés) ; droit de papegai (perçu sur le jeu de papegai organisé chaque année au mois de mai en la ville du Pont ainsi qu'à Tréoultré ; droit de haute, moyenne et basse justice (ce droit s'exerçait chaque jeudi au-dessus des halles par sénéchal, bailli, procureur fiscal, substitut, greffier, notaires, sergents et autres suppôts de justice ; le droit de haute justice donnait droit de fourches patibulaires, piloris et carcans tant dans la ville du Pont que dans toutes les paroisses du fief ainsi qu'à Bénodet) ; droit de voyrie (le sergent voyer, outre l'entretien des rues, devait entretenir la potence et fournir le bourreau) ; droits de corvées ordinaires et extraordinaires ; droit d'un officier châtelain ayant le titre de gouverneur de la ville et château du Pont ; droit de champart (deux gerbes sur sept) ; droit de taille sur toutes les maisons de la ville du Pont ; droits de prééminence dans les églises, chapelles, hôpitaux et fondations dans la ville du Pont et dans toute l'étendue du fief ; etc. Un droit curieux était le « droit de viande à garçon » qui concernait certaines terres du fief et qui consistait à « fournir à deux compagnons bons buveurs et bons mangeurs de la bonne chère salée, du bon pain blanc et du bon vin tant qu'ils pourraient manger et boire sans lever le cul de table depuis le soleil levant jusqu'au coucher du soleil ».

#### L'essor du bourg de Pont-l'Abbé
Le bourg de Pont-l'Abbé commence son essor vers 1350 avec la fondation, par Hervé III du Pont, du premier hôpital de Saint-Jean près de la Rivière de Pont-l'Abbé et de la chapelle de Saint-Tudy dans l'enceinte du château du Pont. Hervé IV du Pont et son épouse Péronnelle de Rochefort firent construire le couvent des Carmes le 4 mai 1383 pour instruire et catéchiser les personnes de leur domaine ; le couvent, l'église et son cloître furent achevés en 1441. Le couvent fut embelli par la suite par Sébastien de Rosmadec, baron de Molac, curateur d'Hélène de Beaumanoir.

### Époque moderne

#### Les guerres de la Ligue
Charles Ier du Quélennec, baron de Pont-l'Abbé, introduisit la religion protestante à Pont-l'Abbé.
Début 1590, Louis Le Prestre de Lézonnet, gouverneur de Concarneau et ligueur assiège le château en l'absence du baron du Pont Toussaint de Beaumanoir, partisan d'Henri IV, qui participait au siège d'Ancenis ; le château est pris et pillé.
En 1596, pendant les troubles de la Guerre de la Ligue, Christophe d'Arradon, surnommé "Le baron de Camors", à la fois ligueur (il avait par exemple participé à la reprise de Blavet, alors tenue par les huguenots, le 11 juin 1590) et brigand, après avoir dévasté les ports d'Audierne et de Pont-Croix, s'installe au château du Cosquer en Combrit et, de là, opère des raids dans la région de l'embouchure de l'Odet, rançonnant les marchands de Pont-l'Abbé et l'Île-Tudy. Les troupes fidèles au roi Henri IV finissent par le chasser de là. 106 paroisses de l'évêché de Cornouaille, dont la paroisse de Combrit et sa trève de l'Île-Tudy, adressent une requête au Roi en janvier 1599 pour demander une exonération d'impôts compte tenu des dommages qu'elles ont subis, ce qu'elles obtiennent (remise des impôts impayés jusqu'en 1604 et réduction de la dîme des deux tiers pour les années 1604 à 1606.
Jehan de Kerouant (le château de Kerouant était proche du manoir de Kernuz ; il n'existe plus car il fut totalement détruit par un incendie en 1836), alors seigneur de Kernuz, converti à la religion réformée, fit construire autour de son domaine une double enceinte fortifiée à hautes courtines et dotée de nombreuses tours ; pendant les guerres de la Ligue, il s'enferme dans le château de Pont-l'Abbé, ce qui n'empêcha pas Louis Le Prestre de Lézonnet, alors gouverneur de Concarneau, de conquérir le château et de le piller ; Jehan de Kerouant, fait prisonnier, ne fut libéré que contre une rançon de 5 000 écus.

#### L'épidémie de peste de 1633
En 1633, une épidémie de peste ravage Pont-l'Abbé. Un pèlerinage à Sainte-Anne-d'Auray fut alors organisé et, au retour des pèlerins, l'épidémie était terminée.

« (...) Une chose très remarquable arrivée en l'an 1633, un peu après Pasques, la peste affligeant extrêmement ladicte ville du Pont-l'Abbé et ses voisins. Il y avoit près de six mois, à la suazion du père Hugues de Saint-François, prieur du dit couvent des Carmes, les habitantz firent un vœu à saincte Anne près d'Auray, à certain jour partirent dudict lieu du Pont, tous les religieux dudict couvent processionnellement, la croix devant eux, hommes et femmes de ladicte ville, et vinrent trois jours de chemin toujours en procession avec prières et chants en la chapelle de Sainte-Anne près d'Auray rendre leur vœu, et s'en estantz retournez, la peste cessa en quelque sorte depuis qu'aucun n'en fust frappé, en mémoire de quoi ils mirent un tableau de saincte Anne en une chapelle de leur église qu'ils appelaient auparavant de saincte Barbe, et à présent de saincte Anne, en mémoire de ce miracle. »

Un tableau, Pont-l'Abbé délivré de la peste du peintre Philippe, datant du 4e quart du XVIIIe siècle, offert en ex-voto à la Basilique Sainte-Anne d'Auray, illustre cet épisode.
En 1635 un retable monumental en l'honneur de sainte Anne fut placé dans la chapelle désormais dénommé Sainte-Anne de l'église Notre-Dame-des-Carmes ; ce retable fut enjolivé les siècles suivants et il a été classé monument historique le 4 décembre 1914.

#### La «communauté de ville» de Pont-l'Abbé

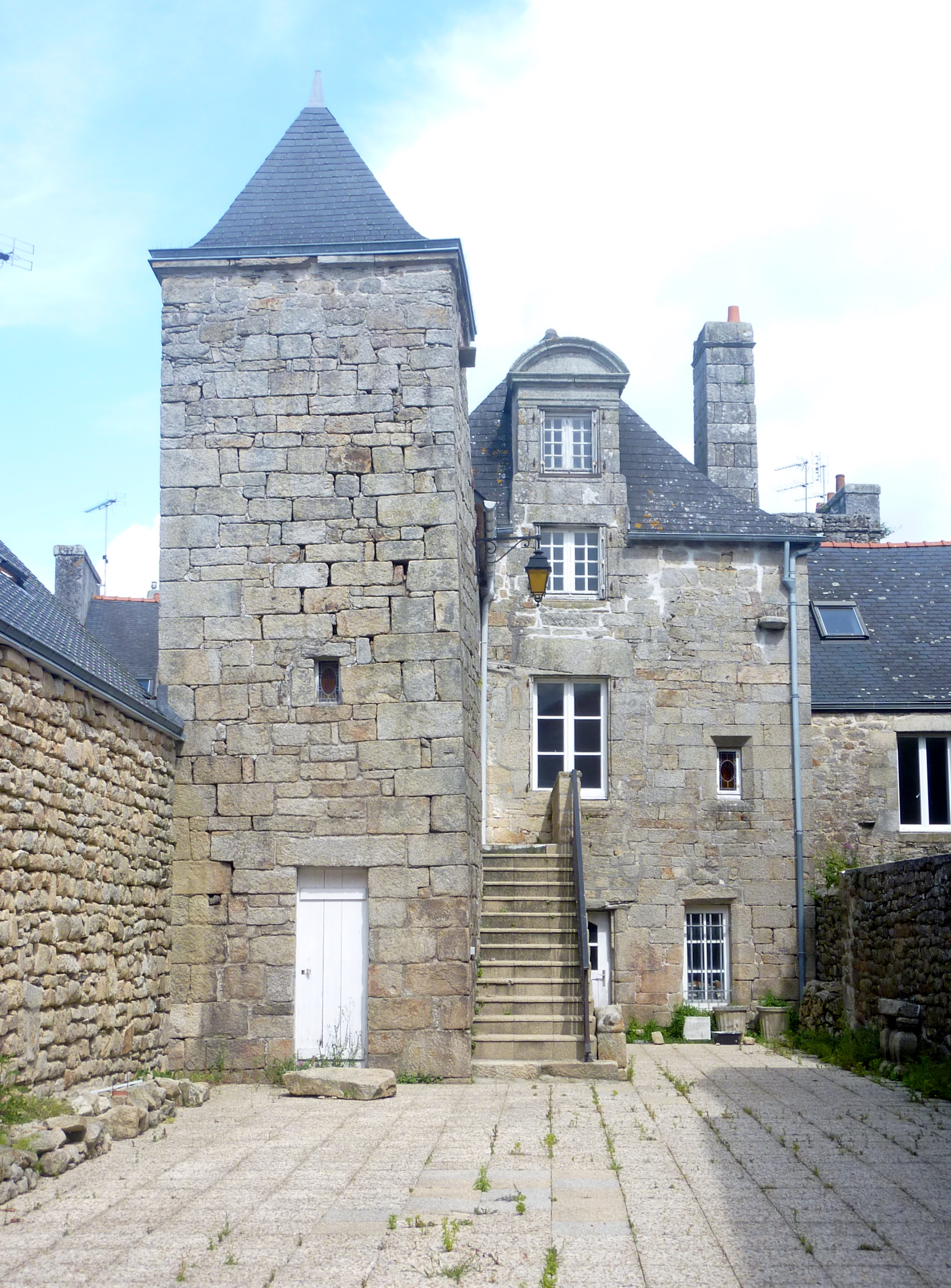
Ancienne maison bourgeoise dans le centre de Pont-l'Abbé

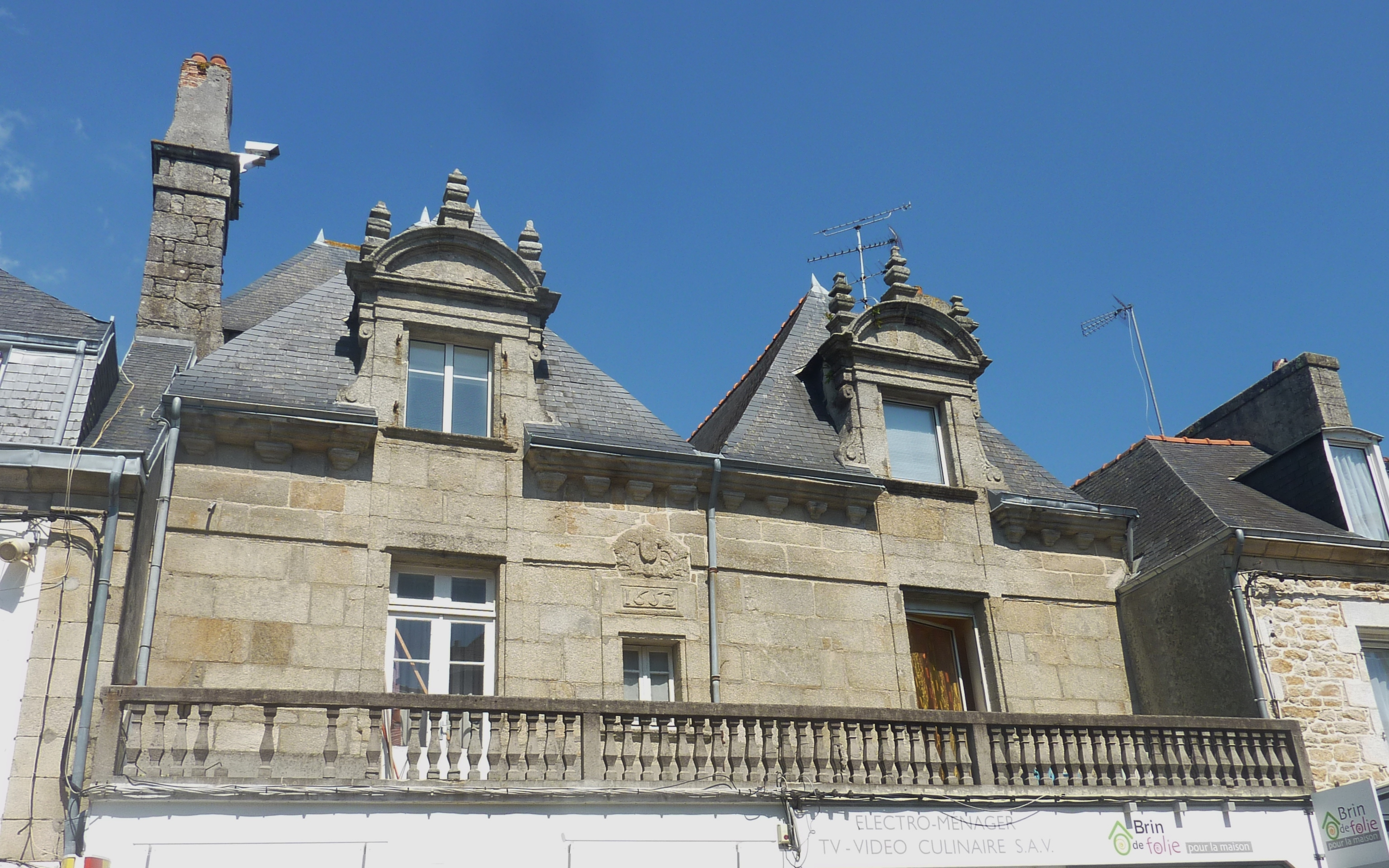
Hôtel particulier datant de 1652 (situé 14, rue De Gaulle)

Selon Armand du Châtellier, à partir du 16 juillet 1622, « les habitants de la ville du Pont commencèrent à délibérer de leurs propres affaires, et à se réunir en chambre, ou "communauté de ville", pour traiter de ce qui les concernait » et « à avoir leurs propres cahiers de délibération ». Ce droit fut accordé aux habitants de Pont-l'Abbé par la famille de Richelieu en raison « de l'éloignement presque constant des barons depuis l'union de la Bretagne à la France, et l'avantage, pour les seigneurs ainsi absents, de faire prélever par la communauté des habitants eux-mêmes la prélévation [prélèvement] des taxes anciennes ou nouvelles que le Roi ou les États de la province venaient à établir » poursuit Armand du Châtellier.
Cette « chambre de ville »  était en principe renouvelée tous les ans au mois de janvier (mais ce ne fut pas toujours le cas). Aux XVIIe siècle et XVIIIe siècle, elle était composée de 25 membres, avec un syndic pour chef (aussi "maire" de la ville) élu pour deux ans et représentant du « général » des habitants. La généralité des habitants était divisée en trois corporations : celle des négociants et marchands, comprenant les marchands de vin et de blé, les aubergistes, qui élisait 12 « bourgeois » ; celles des arts et métiers, comprenant les chirurgiens, les sages-femmes, les barbiers, les apothicaires, les cordonniers, les cloutiers, les maçons, les charpentiers, et des métiers proprement dits, comprenant les boulangers, les bouchers, les tailleurs, les fruitiers et autres petits marchands qui, les deux réunies, élisaient les 12 autres membres. La principale fonction du syndic était de veiller à la perception des impôts car ils étaient responsables de leur recouvrement sur les propres deniers : certains furent saisis, et même jetés en prison à la fin du règne de Louis XIV, en particulier en 1706 et 1707. En conséquence, de nombreux « bourgeois » tentèrent de refuser dans le courant du XVIIIe siècle les fonctions de syndic, ou même de membres de la « communauté de ville », mais y furent contraints par le Parlement sous peine de lourdes amendes.
La ville de Pont-l'Abbé était exempte du paiement des fouages car c'était une « ville close », le service des armes, le guet et l'entretien des murailles étant des charges exigibles des habitants des places fortifiées, mais devait payer les autres impôts, ceux dus à la baronnie, principalement la taille, les droits de lods et ventes, le droit de rachat, les coutumes, les droits de port et havre, les droits de voirie, les droits de justice, etc. et ceux dus au Roi (capitation, aides, taxes sur le commerce et l'industrie (augmentée de dixièmes au XVIIIe siècle, etc.).

#### Lambour, l'église Saint-Jacques et larévolte des Bonnets rouges

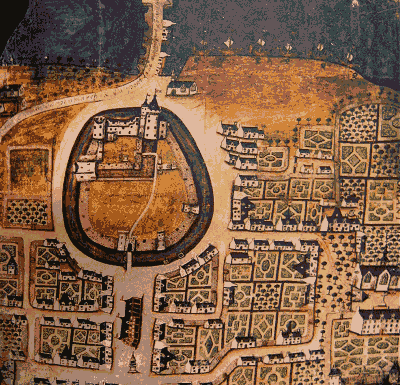
Plan de Pont-l'Abbé à la fin du XVIIe siècle

Les paroissiens de Lambour, menés par Germain Le Blond (de Combrit) prirent une part active à la Révolte des Bonnets rouges dans le Pays Bigouden en 1675 et au pillage du château du Pont (ils mettent à sac le château, détruisent le chartrier et les archives), alors incendié. La répression qui fit suite à la révolte ordonnée au nom du roi Louis XIV par le duc de Chaulnes, fut accompagnée de l'arasement du clocher (car les cloches avaient sonné le tocsin pour appeler à l'insurrection) de l'église Saint-Jacques de Lambour, qui ne fut jamais reconstruit. L'église avait été édifiée à la fin du XIIIe siècle et remaniée au XVIe siècle. À partir de la fin du XIXe siècle, l'édifice ne fut plus entretenu et il est actuellement en ruines même si depuis 1983 une association œuvre à sa sauvegarde et à sa restauration.
Sur la trève de Lambour, qui dépendait alors de la paroisse de Combrit, existaient autrefois la chapelle Saint-Gildas, dans l'Île Chevalier, la chapelle Saint-Servais, dans le village du même nom, appelée encore "Chapelle des Justices" (elle fut vendue pendant la Révolution française comme bien national) et la chapelle Saint-Sauveur, à l'entrée du pont, au no 5 de la rue Victor-Hugo. Lambour ne fut qu'une paroisse éphémère entre février et décembre 1790 et, malgré la proclamation de l'indépendance communale par les citoyens de la rive gauche de la Rivière de Pont-l'Abbé, rattachée à la commune de Pont-l'Abbé.
Dans le chœur de l'église de Lambour se trouve une tombe, martelée pendant la Révolution française, qui porte l'inscription : « Ce tomba et armoerias son a noble Ian Peris de Meabe-Ianna Le Mescoez 1566 ». C'est, suppose-t-on, la tombe de Jean Peris de Meabe, seigneur d'origine espagnole qui possédait le manoir de Pors Moro, et de son épouse.

#### Les barons du Pont auxXVIIesiècleetXVIIIesiècle
La baronnie du Pont, à nouveau tombée en quenouille, passe ensuite par mariage aux mains de la famille de Beaumanoir, branche de Besso, puis à la suite de nouvelles quenouilles successivement dans les mains de la famille de Guémadeuc, puis de la Maison de Vignerot, dite du Plessis-Richelieu en la personne de François II de Vignerot du Plessis, neveu du cardinal de Richelieu, époux le 29 juin 1626 de Marie Françoise de Guémadeuc ; leur fils Armand Jean de Vignerot du Plessis, duc de Richelieu et de Fronsac (1629-1715), officier de marine français et pair de France. En 1675, durant la révolte des Bonnets rouges, son château de Pont-l'Abbé est pillé, puis incendié. Son fils Louis Armand de Vignerot (1654-1730) vendit la baronnie du Pont en 1685 à François Joseph Ier d'Ernothon pour la somme de 500 500 livres, très en dessous de sa valeur réelle pour un bien qui procurait un revenu annuel d'environ 60 000 livres (et même 82 000 livres en 1789), dont la moitié environ en droits féodaux.
François-Joseph Ier d'Ernothon (1639-1723) achète en 1685 tous les biens de la baronnie du Pont au duc de Richelieu. En 1709, François-Joseph Ier d'Ernothon tente vainement de récupérer les papiers échappés aux autodafés de 1675, lors de la révolte des Bonnets rouges, afin de rétablir les droits seigneuriaux, mais ses perquisitions soulevèrent l'indignation populaire, animée par le recteur de Penmarc'h, Desrobin et son chef de paroisse, Kersaux :

« Déclare ledit seigneur d'Ernothon que cette baronnie ancienne du Pont, ayant toujours été possédée par de très grands seigneurs qui ont presque toujours été absents de la province, ils ont négligé de faire servir et de conserver leurs droits qui sont expliqués dans les anciennes inféodations. (...) [L'aveu est incomplet parce que] la baronnie du Pont a été beaucoup négligée, près de 200 ans (...), et que les titres de propriété ont étez enlevez, pillez, brulez, tant par les marys des dames propriétaires du Pont que par la populace et gens révoltez de la province de Bretagne, dont il fut raporté procès verbal en l'année 1675, le 24 juin. »

Son fils François-Joseph II d'Ernothon (1673-1727), habite également le château, ainsi qu'ensuite son frère Jean Théophile d'Ernothon, puis sa sœur Charlotte Catherine d'Ernothon (1671-1767), épouse de Louis d'Argouges, laquelle vend la baronnie de Pont-l'Abbé en 1753 au chevalier Henri IV Baude de Saint-Père (né en 1711, † le 6 août 1754).
Son fils Henri V Baude de Saint-Père étant mort sans héritier, Jean-Georges-Claude Baude de Saint-Père en hérite. Celui-ci est un personnage en vue à la cour, à Versailles, car il a épousé la fille de Marc-Antoine Thierry, baron de Ville d'Avray, ce qui lui permet de loger dans l'hôtel du garde-meubles royal, qui est devenu ensuite le siège de l'état-major de la Marine, sur l'actuelle place de la Concorde. Ayant aidé le roi Louis XVI à fuir des Tuileries le 10 août 1792, Baude se voit contraint d'émigrer (il mourut à Lisbonne). Devenu bien national, le château de Pont-l'Abbé est vendu le 12 février 1799 à François-Jérôme Le Déant. Par la suite, en 1836, la ville de Pont-l'Abbé achète l'ancien château des Barons du Pont et y installe la mairie, la justice de paix, l'école et la gendarmerie.

#### La légende desSonerien Du
Ils tiennent leur nom (« Sonneurs noirs » en breton) en hommage, selon Gabriel Puig de Ritalongi, aux deux sonneurs bigoudens de Lambour qui furent injustement pendus en 1786 à Pont-l'Abbé sur la place du Marhallac'h (place Gambetta de nos jours) à la place de deux brigands qui sévissaient dans la région à la même époque. En réalité seul Pierre Canevet était un sonneur, l'autre supplicié était un journalier, Julien Laonet, mais tous deux étaient de Lambour, et ils auraient bien commis ce vol, avec 7 complices. Ils furent tous condamnés à mort (pour un simple vol) et six furent exécutés, trois étant parvenus à s'échapper. Marqué d'infalie supplémentaire, les corps de Pierre Canevet et Julien Laonet furent exposés sur la colline des Justices, dans le quartier de Bringall.
Il faut savoir qu'à cette époque, la richesse des gens se voyait sur le costume. Plus une personne avait du bien, plus son costume était brodé. Les « Sonneurs Noirs » étaient appelés ainsi car pauvres, leur costume ne portait aucune broderie et, de ce fait, était noir. Ces Sonerien Du, avaient l'habitude d'animer mariages et autres fêtes, ne demandant pour salaire qu'à boire et à manger. Jamais vraiment fatigués de jouer, leurs prestations étaient réputées interminables. Il leur arrivait souvent de s'endormir dans les fossés, rentrant chez eux, repus de trop de boisson...
On dit aussi qu'à l'époque, les mariages bretons ne se terminaient que lorsque la musique s'arrêtait, et la légende raconte que les Sonerien Du les faisaient durer souvent plus de 3 jours et 3 nuits. Adulés du « petit peuple », ces deux sonneurs, dont l'un était Pierre Canévet, de Lambour, étaient les plus populaires du pays bigouden. Cette situation ne plaisait guère aux bourgeois du pays (qui voyaient leurs ouvriers plus occupés à célébrer mariages et fêtes qu'à travailler), ni au clergé, car la musique et les danses traditionnelles étaient des rites païens. Si bien que le jour où deux brigands de grand chemin furent arrêtés par la maréchaussée à la suite d'un vol commis dans la nuit du 25 au 26 février 1786 dans une ferme de Plomeur et que, sur la route, ils trouvèrent les Sonerien Du, « ivres mort », dormant dans le fossé, nos gens d'armes acceptèrent, contre monnaie « sonnante et trébuchante », de substituer les uns aux autres. Ainsi, les deux sonneurs furent pendus, sans autre forme de procès, sur la place du Marchallac'h à Pont-l'Abbé et les corps exposés aux fourches patibulaires de la colline de Bringall, au lieu-dit « Ar justiciou » (Les justices) en Pont L'Abbé, à la grande joie de l'église et de la bourgeoisie Bigoudène. Bien sûr, cette nouvelle se répandit comme une traînée de poudre dans le pays et la population fut scandalisée par cette nouvelle.
Parallèlement, une épidémie de peste dévasta le pays Bigouden, celle-ci s'ajouta à la légende. En effet, les corps des 2 sonneurs, excommuniés, furent laissés en l'état, et la légende raconte que le fait de toucher leurs corps immunisait de la peste. Ainsi, ils passèrent du statut de musiciens populaires au statut de porte-bonheur. Depuis, les femmes bigoudènes, lorsqu'elles cassaient des assiettes, allaient jeter les morceaux à l'endroit où les 'Sonerien Du ont été finalement enterrés, non loin du lieu-dit « Ar justicioù » où ils furent pendus, car cela portait bonheur. Ces morceaux de faïence étaient appelés des « bravigoù ».
Un groupe de musique bretonne, les Sonerien Du, créé en 1971 et animant entre autres des fest-noz a repris le nom.

#### La popularité du jeu de soule
La soule était un jeu très populaire et prétexte ä des rejouissances des plus turbulentes dans la région de Pont-l'Abbé à partir de la seconde moitié du XVIIe siècle ; elle se déroulait le jour du carnaval et, jeu violent, était propice à des troubles. Le 3 février 1679 le sénéchal de Pont-l'Abbé fit défense à toute personne « qui entreroit en soulles de porter armes offensives et défensives de nuit ni de jour ».

#### La rivière de Pont-l'Abbé et le port duXVIIesiècleauXIXesiècle

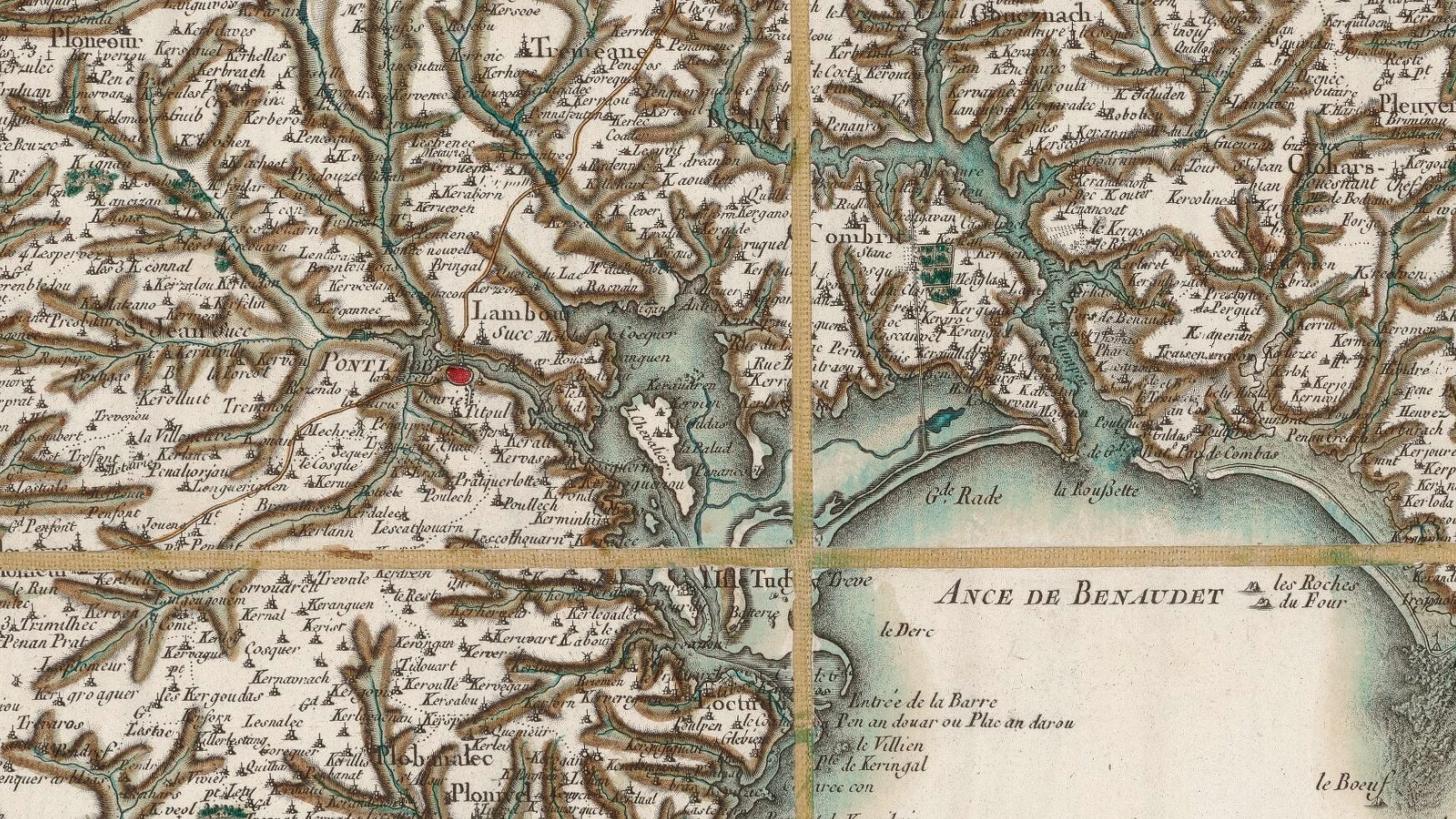
Carte de Cassini (1783) : Pont-l'Abbé et ses environs.

En 1759, une ordonnance de Louis XV ordonne à la paroisse de Pont-l'Abbé de fournir 18 hommes et de payer 118 livres pour « la dépense annuelle de la garde-côte de Bretagne ».
René Bougeard décrit ainsi les conditions de navigation sur la Rivière de Pont-l'Abbé en 1763 :

« La rivière de Pont-l'Abbé est peu fréquentée et l'on y entre que de pleine mer : elle est presque barrée de bancs qui ne lui laissent qu'un fort petit canal ; mais quand on est dedans, elle est assez large et l'on y mouille à l'abri d'une petite île nommée Isle Tudy. Les marées y sont de 3 heures 3 quarts à 4 heures. »

Le commerce des grains était important ; avec quelque exagération, le recteur de Plomeur écrit en 1762 : « Tout le monde est marchand de grains au Pont-l'Abbé », dont le sénéchal Gilles Férec.

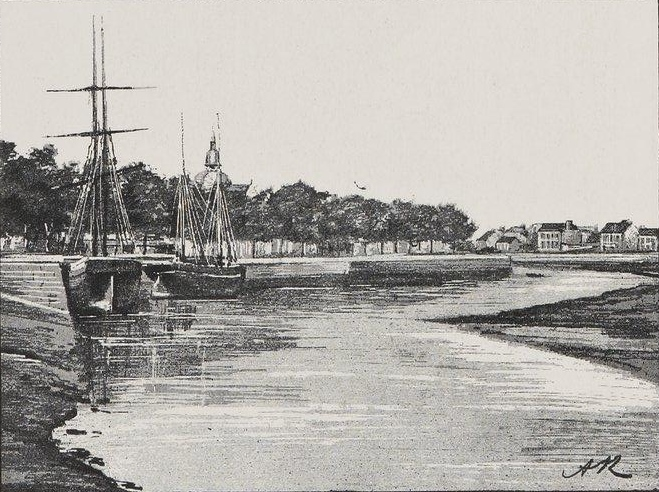
Le quai de Pont-l'Abbé avant 1903 (dessin de A. Karl)

Le port de Pont-l'Abbé est ainsi décrit en 1857 par Armand René du Châtellier :

« Placé sur la petite Rivière de Pont-l'Abbé, à environ 4 kilomètres de la mer, le port du Pont fut de tout temps fréquenté par des barques légères de 25 à 50 tonneaux, qui enlevaient du pays des blés, du bois, du miel et autres produits du sol ; portant en retour des vins, des épices et quelques autres menus articles demandés par l'industrie locale, outre ceux relatifs aux armements des pêcheries de Cornouailles, qui amenaient jusqu'à quatre et cinq cents barques dans les havres du littoral. »

Armand René du Châtellier ajoute que « les seigneurs du Pont s'occupèrent (...) de très bonne heure (...) des pêcheries qui s'étaient établies sur tout le littoral du fief et notamment celles de l'île Tudy, de Sainte-Marenne (Sainte-Marine) sur la rivière de Kemper, de l'île Chevalier où il y avait une sècherie, de Penmarch et des autres paroisses baignées par la mer ». Il précise aussi que « quelques soins de curage avaient été donnés par eux à la rivière elle-même, et c'était en retour de ces soins et de cette police maritime que les seigneurs du Pont prélevaient sur les navires et les marchandises qui abordaient au port, des droits de hâvre ».
Le chantier naval de Pors-Moro existe depuis fort longtemps, même si les archives manquent, comme le montre l'étymologie de son nom : Pors-Moro (en breton « le port où l'on met à l'eau les bateaux », Moran signifiant en breton « lancer un bateau »).
La rivière de Pont-l'Abbé abritait aussi le moulin à marée de Pors-Moro, qui appartenait au XVe siècle aux seigneurs du Pont, mais qui fut remanié au XVIIIe siècle, équipé en particulier d'un bassin de retenue, et le barrage-pont, qui retient les eaux de la Rivière de Pont-l'Abbé pour former l'étang de Pont-l'Abbé, existait déjà en 1220, équipé d'un moulin, et appartenait lui aussi aux seigneurs du Pont. À la fin du Moyen Âge, deux moulins banaux fonctionnaient à l'entrée sud de ce barrage-pont, appartenant alors aux chanoines de Loctudy. En 1650, un seul de ces moulins existait encore.
Longtemps, les infrastructures portuaires de Pont-l'Abbé se sont limitées à un quai sommaire situé sur la rive droite au XIVe siècle. Ce n'est qu'au XIXe siècle que, pour répondre à l'augmentation du trafic et du tonnage des bateaux, les négociants font construire les quais tels qu'ils apparaissent aujourd'hui. Depuis le Moyen Âge, les navires étaient remorqués par une chaloupe à avirons à partir de la pointe de Rosquerno et il fallait ramer pendant cinq à six heures pour parvenir au port ; une autre méthode consistait à activer un treuil sur ancre mouillée à 120 mètres en amont et à recommencer autant de fois que nécessaire. La construction progressive entre 1848 et 1907 sur la rive droite d'un chemin de halage, long de 2 km et court-circuitant certaines anses grâce à des digues dont les perrés sont en moëllons de leucogranite de Pont-l'Abbé, facilita l'accès au port : là où fallait avant 5 heures pour remonter les deux kilomètres du chenal, désormais deux heures et une dizaine de haleurs suffirent. L'écrivain Youenn Drezen a décrit cet aménagement dans son livre "L'École du Renard". Paradoxalement, cet aménagement devint inutile à peine achevé, les bateaux à vapeur supplantant les voiliers dès 1908 ; le transport ferroviaire et l'aménagement de l'avant-port de Loctudy provoquant le déclin du port de Pont-l'Abbé, qui perdit toute activité commerciale après la Seconde Guerre mondiale. Le chemin de halage sert désormais de sentier piétonnier, c'est un tronçon du GR 34.

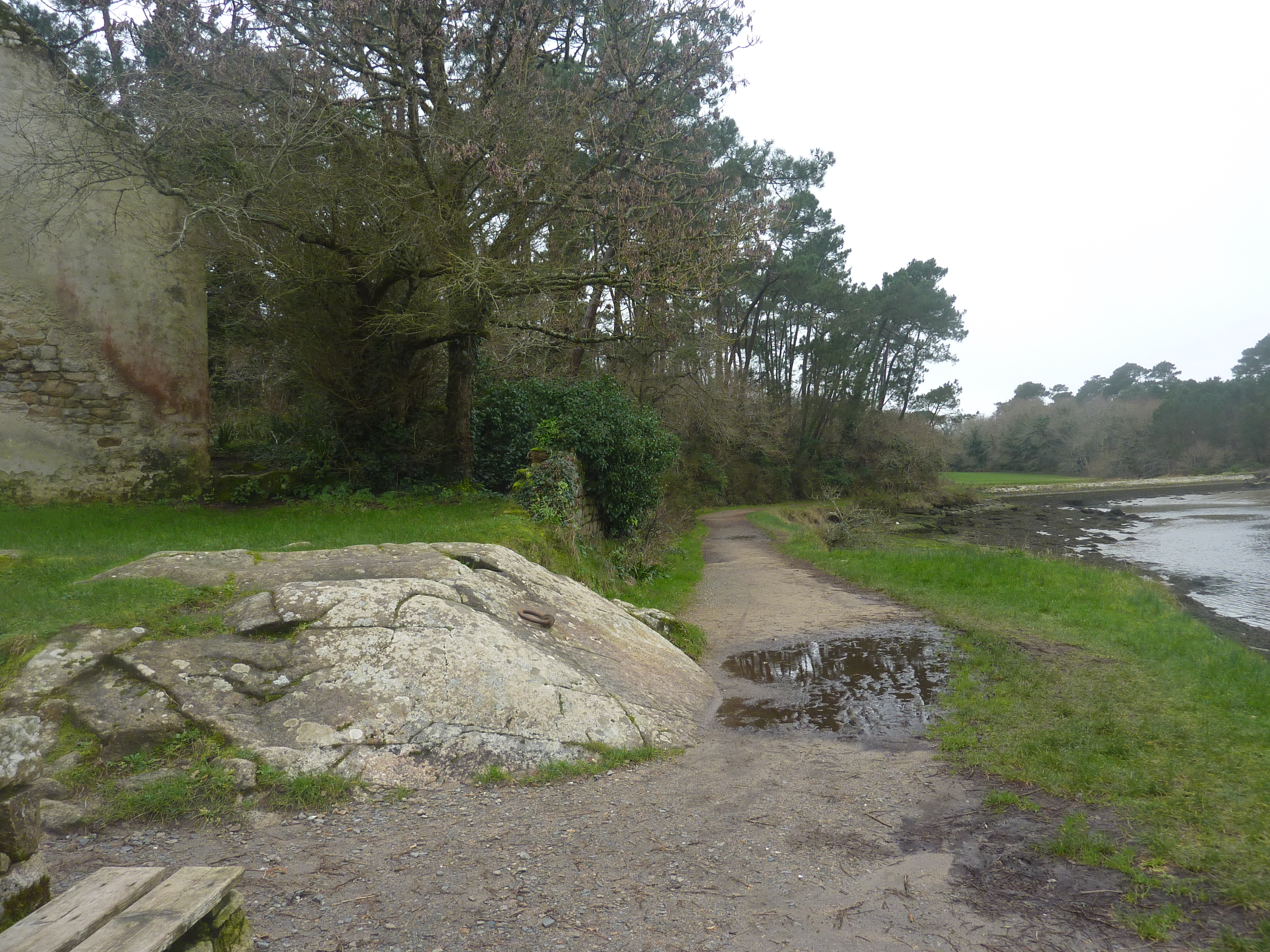
La Rivière de Pont-l'Abbé, rive droite : anneau d'amarrage à hauteur de la pointe de Rosquerno.
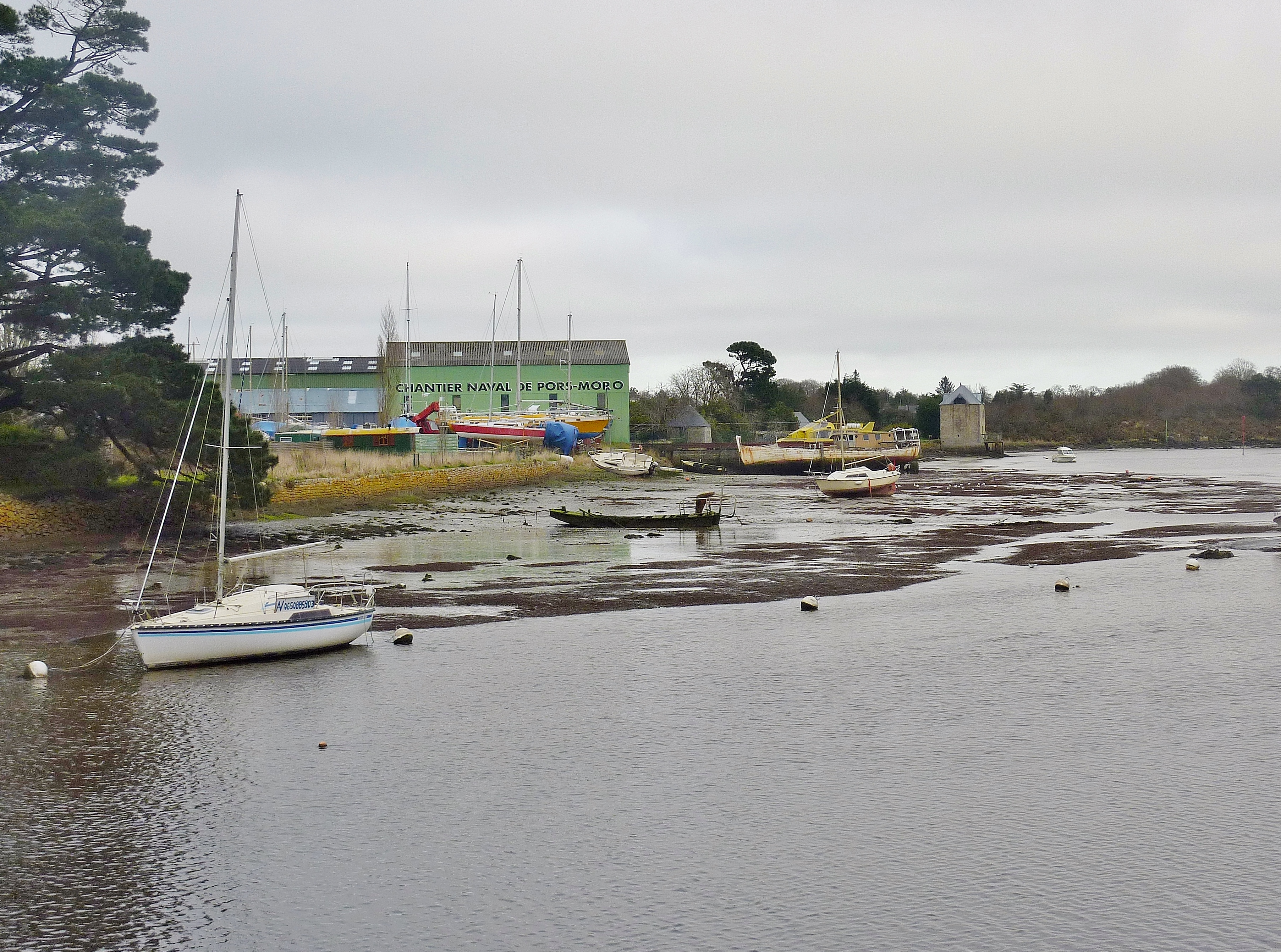
La rivière de Pont-l'Abbé, rive gauche : le chantier naval de Pors Moro.
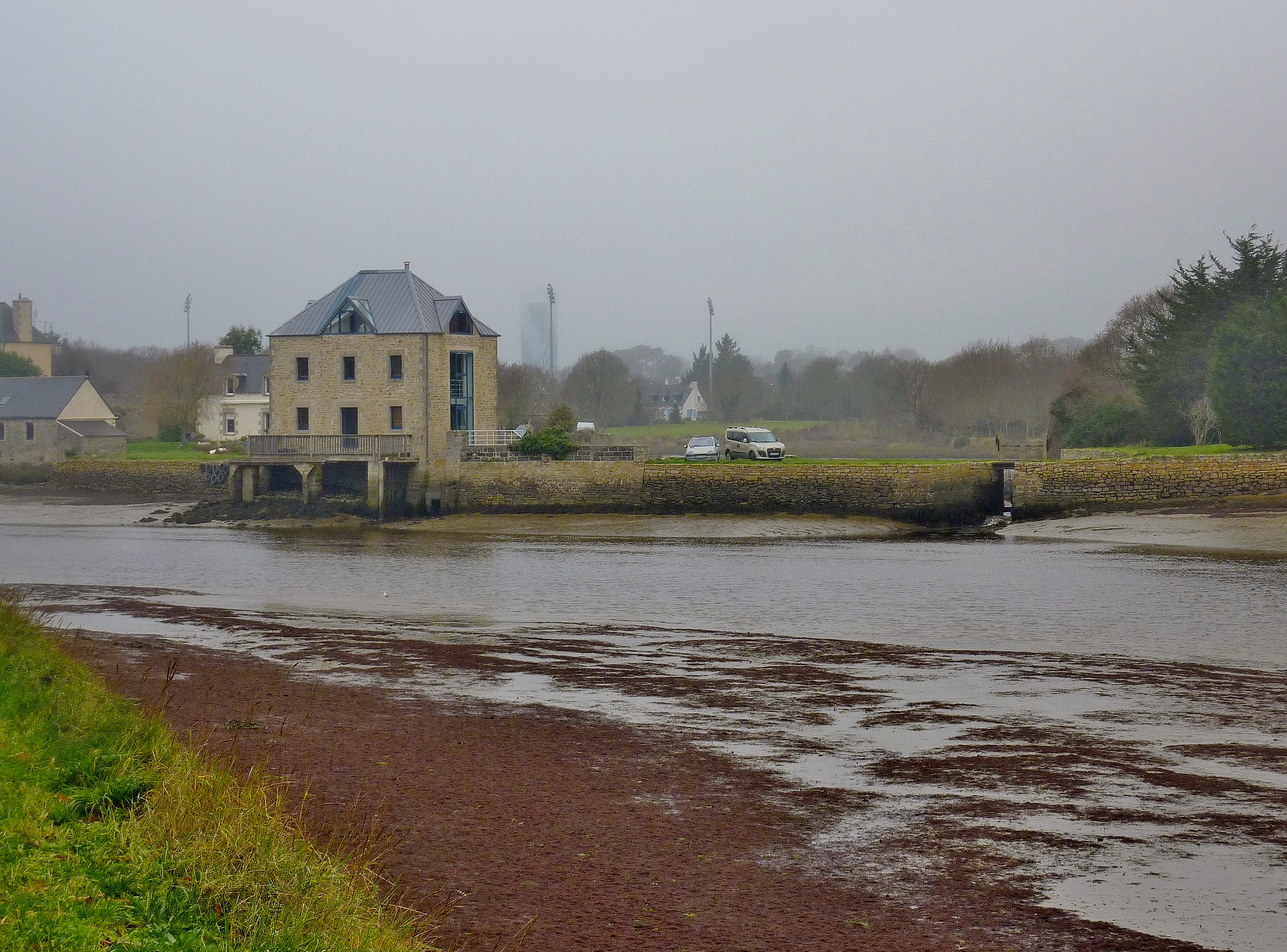
Port de Pont-l'Abbé, rive gauche : ancienne maison d'armateur équipée d'un quai.
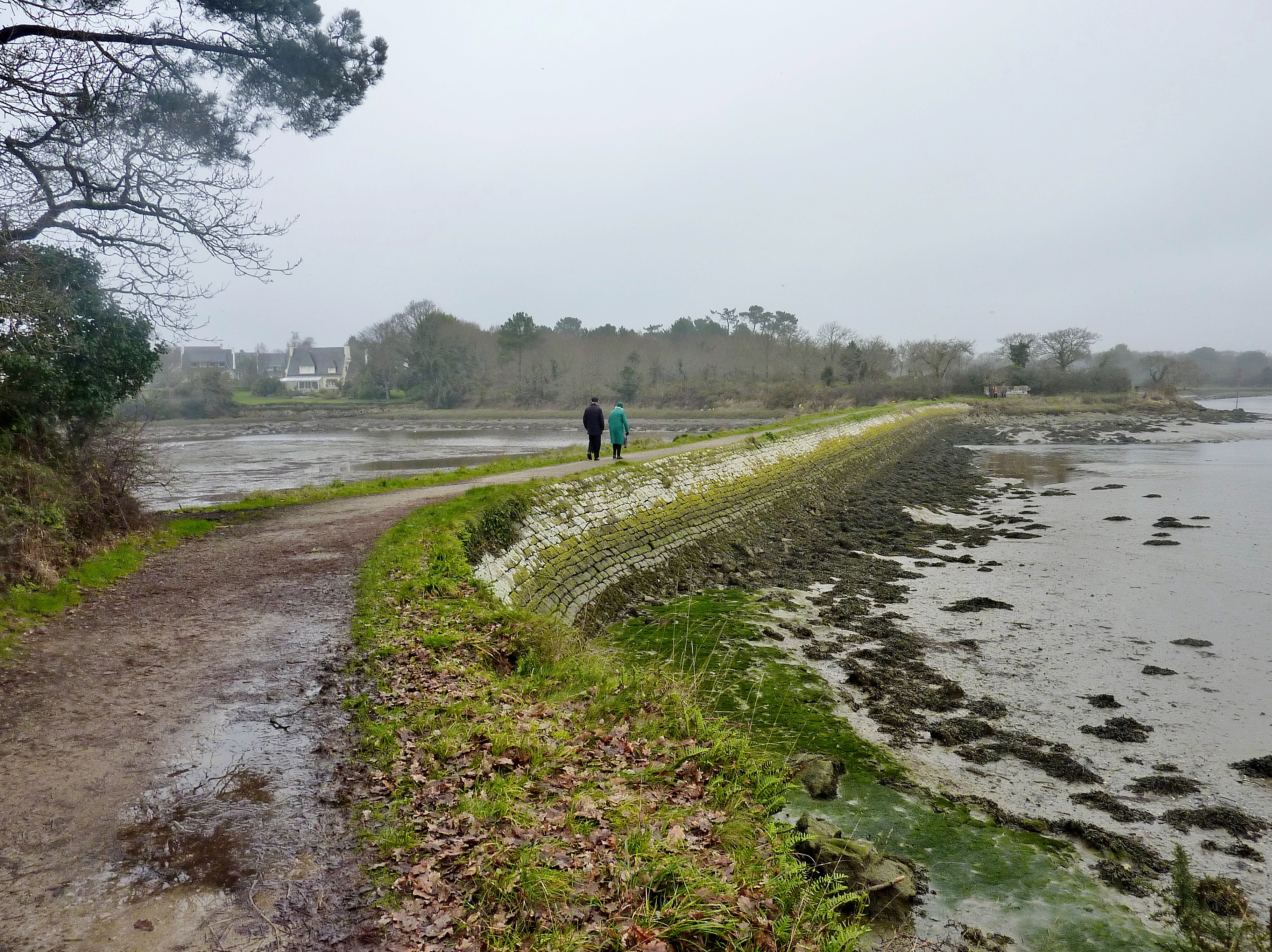
La rivière de Pont-l'Abbé : la digue de l'ancien chemin de halage à hauteur de l'anse du Guerdy, désormais sentier de randonnée GR 34.
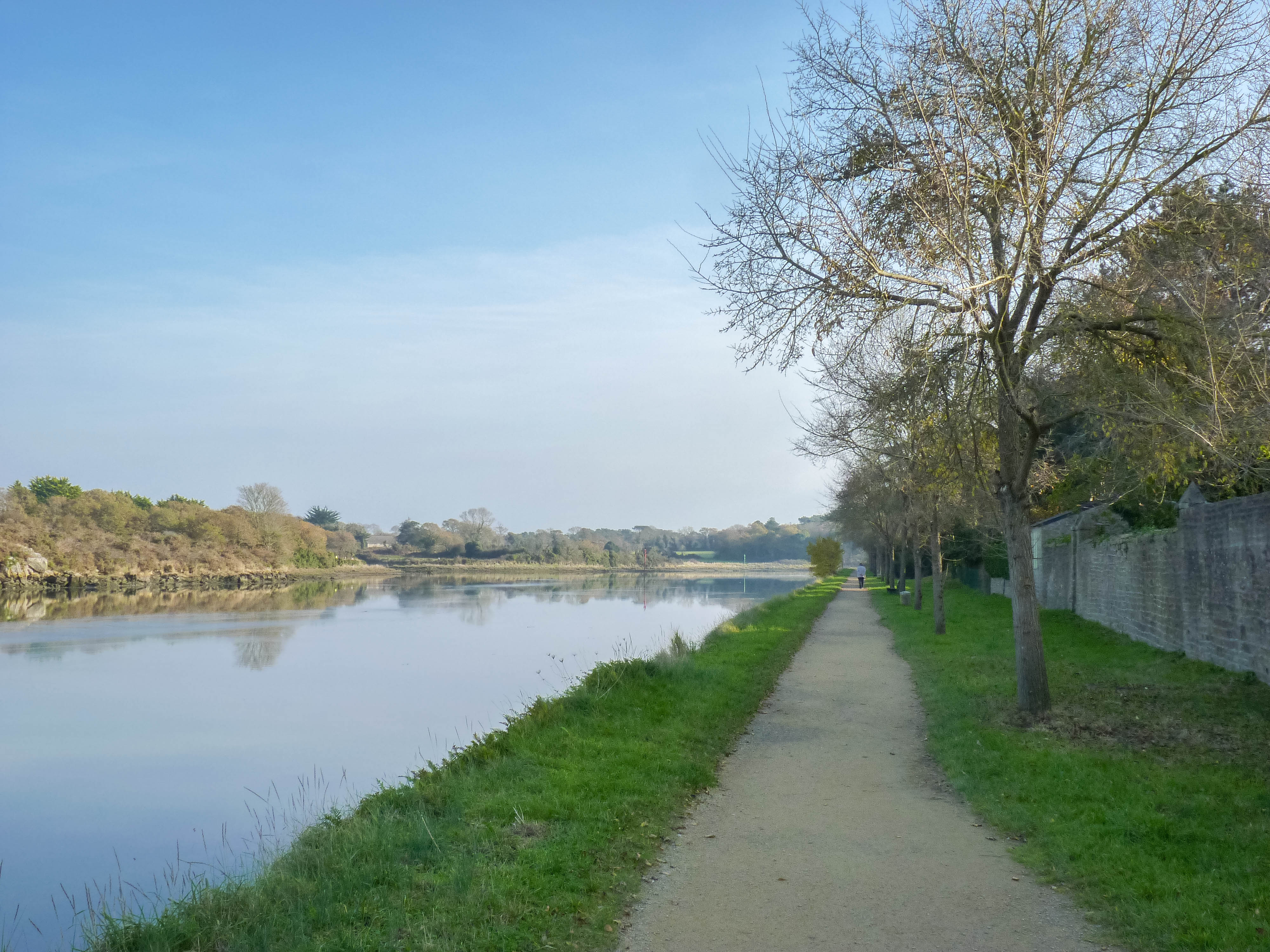
Pont-l'Abbé : chemin de halage le long de la rivière de Pont-l'Abbé, rive droite.

Selon Gabriel Puig de Ritalongi, vers 1840, les deux ports de Pont-l'Abbé et Loctudy recevaient en loyenne 220 navires oar an ; les importations comprenaient de la glace (pour les expéditions de poissons), de la houille (du charbon pour le chauffage principalement), des bois du Nord, des vins et des épiceries [épices] ; les exportations étaient des céréales (principalement du froment), des poteaux de mines (expédiés en Angleterre) et surtout des pommes de terre. Les chargements de pommes de terre sur les bateaux s'effectuaient à dos de femmes. Ce métier était pénible et peu rémunéré. En 1846 la récolte des pommes de terre fut mauvaise et le 22 janvier 1847 une charette en transportant et destinée à un chargement sur un bateau fut pillée par la foule affamée. Le maire, Coslao-Dumenez, fut malmené. Le lendemain l'émeute reprit, le tocsin sonna à Lambour et il fallut des troupes venues de Quimper pour rétablir l'ordre ; elles restèrent jusqu'au 13 juin 1847 afin d'éviter la reprise des émeutes.
Le 22 janvier 1840, le dogre Courrier de Rouen, parti de Pont-l'Abbé avec un chargement de pommes de terre, s'échoua sur les rochers de Rosquerno, ce qui entraîna plusieurs voies d'eau à bord.
En 1865 est construite la "Maison blanche", qui servait à héberger le gardien maritime chargé de surveiller les parcs à huîtres de l'estuaire afin d'éviter les vols. La maison fut par la suite un café à partir de la construction du chemin de halage en 1907

#### Une noyade collective dans l'étang de Pont-l'Abbé
Selon le capitaine Conrier, plus de 50 hommes se seraient noyés dans l'étang de Pont-l'Abbé en poursuivant la balle du jeu de soule à la fin du XVIIIe siècle.

### LaRévolution française
La ville de Pont-l'Abbé et sa trève de Lambourg [Lambour] élurent quatre délégués (Verrye, Lamy-Desnoyers, Mathieu-Anselme Connan, Guillaume Bariou), pour les représenter à l'assemblée du tiers-état de la sénéchaussée de Quimper au printemps 1789.

#### La discorde lors de la rédaction du cahier de doléances
Le 13 avril 1789, la discorde éclate lors de la rédaction du cahier de doléances entre les bourgeois de Pont-l'Abbé et les habitants de Lambour ; ces derniers quittent la halle de la rue Kéréon pour aller rédiger dans leur quartier, à la chapelle Saint-Sauveur, leur propre cahier où ils se montrent beaucoup plus hardis, s'en prenant violemment à la noblesse et au haut-clergé, demandant que les droits de lods et ventes soient attribués aux hôpitaux, que la distribution des revenus du clergé soit réajustée, de manière à donner aux curés un traitement convenable, que les abbayes soient supprimées, de même que les domaines congéables, que les artisans et laboureurs soient représentés dans le corps municipal, réclamant l'interdiction des exportations de grains et l'impossibilité pour les hommes de loi de s'adonner au commerce car les procureurs profitent de leurs tournées pour accaparer les grains dans les campagnes et le juge a exporté tous les grains qu'il a pu. En voici quelques extraits :

« Article 1 : Nous déclarons avoir l'honneur d'exposer à Sa Majesté que les peuples bretons, tant des villes que des campagnes, sont traités, menés comme des esclaves par les nobles et MM. du haut clergé. Ils forcent le Tiers Etat d'aller moudre, cuire à leurs moulins et fours banaux, pour être volés par des meuniers infâmes qui nous perdent nos grains et nous volent impunément. Les fourniers nous perdent nos pâtes par de mauvaises cuissons. Qu'il nous soit désormais permis d'aller moudre, cuire aux moulins et fours des seigneurs dont les meuniers et fourniers nous feront le mieux, sans nul empêchement quelconque de la part de personne, et qu'il n'y ait plus d'esclaves en Bretagne à ce sujet et qu'un chacun soit libre (...). »

« Nous ne paierons plus aux seigneurs de rachats ni lods ni ventes, mais nous les paierons aux hôpitaux à l'avenir, pour l'entretien, pour la nourriture des mineurs, orphelins, infirmes, vieillards, incapables de gagner leur vie dans l'étendue du fief. (...) Que toutes les abbayes soient supprimées au profit de Sa Majesté pour payer la dette nationale. »

« Article 10 : Nous avons l'honneur d'exposer à Sa Majesté la plus grande, la plus affreuse des misères et des calamités du peuple breton afin qu'il plaise à Sa Majesté d'y remédier, s'il lui plaît. Les avares du siècle en sont les auteurs par les exportations continuelles de grains de toute espèce hors la Province, ce qui est cause que depuis 1760-1780 nous payons les grains d'un prix excessif et qui a causé une misère sans fin dans la Province (...). En 1760 et 1761, on ne payait la mesure de seigle du poids de 120 livres que 3 livres et 3 livres 10 sols. Lors notre canton ne fourmillait point de tant de malheureux, comme il a fait depuis ce temps-là (...). Pour prévenir de pareils malheurs, qu'il soit fait défense à tous marchands ou négociants d'exporter des grains hors de la province, dès le moment que la mesure de seigle (...) excédera dans nos marchés le prix de 4 livres (...). »

#### La tentative de scission de Lambour

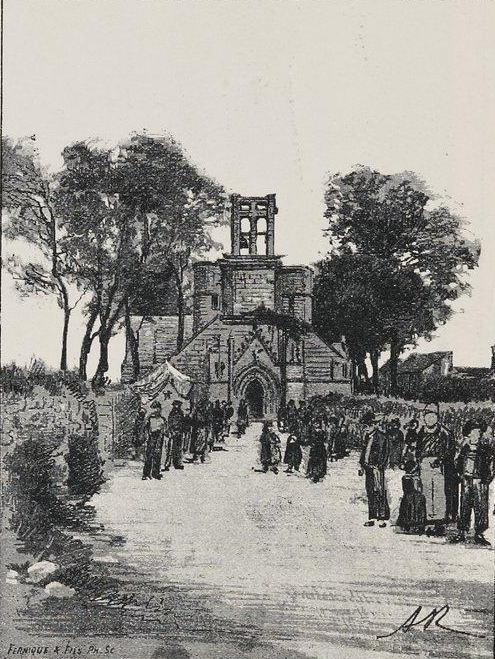
L'église de Lambour avant 1903 (dessin de A. Karl)

En avril 1790, les habitants de Lambour firent sécession, élisant leur propre municipalité et choisissant comme maire François Folgoas, cultivateur à Bringall (et futur maire de Pont-l'Abbé) ; la sécession prit fin le 13 décembre 1790 sur ordre des autorités départementales.

#### La création de la commune de Pont-l'Abbé
Jusqu'en 1789, Pont-l'Abbé n'est qu'une communauté de hameaux, même pas une paroisse, dépendant pour partie de Loctudy (le château, le couvent des Carmes et le port), pour partie de Plobannalec (les chapelles de la Madeleine et de Saint-Yves) et Lambour, sur la rive gauche de la Rivière de Pont-l'Abbé étant une trève de Combrit. Le 17 mars 1790, la commune et la paroisse de Pont-l'Abbé sont constitués par l'annexion de quatre sections rurales enlevées aux communes voisines de Loctudy, Plobannalec, Plomeur et Combrit.
Au cours de la Révolution française, la commune porta provisoirement le nom de Pont-Marat. Le couvent des Carmes fut vendu comme bien national en 1791 ; la chapelle du couvent des Carmes devient alors l'église paroissiale Notre-Dame des Carmes. Le cloître du couvent fut démonté et ses pierres, numérotées, entreposées un temps au château de Kerhuel en Plonéour-Lanvern et, rachetées par un évêque de Quimper, remonté dans le séminaire de Quimper d'alors, devenu l'actuel lycée Chaptal. Le château de Pont-l'Abbé devenu bien national à la suite de l'émigration du dernier baron Jean-Georges-Claude Baude de Saint-Père, devient temporairement une prison en 1793 ; l'année suivante sa tour ouest sert de carrière pour la construction du nouveau port et le chemin de ronde de sa tour est supprimée ; ce qui reste du château est vendu le 25 pluviôse an VII (13 février 1799) et est acquis par François-Jérôme Le Déant.
Gilles Férec, parlant de Pont-l'Abbé, écrit le 31 janvier 1799 : « Ce cantonnement est le plus tranquille du Finistère. Si l'on excepte dix ou douze républicains, tout le monde y déteste la Révolution ».

### LeXIXesiècle

#### Pont-l'Abbé auXIXesiècle
Le château de Pont-l'Abbé, avec une partie de ses cours, est acheté par la commune en 1836 à Jean-Marie Rio-Keriolet, le reste et des dépendances étant acquis par des particuliers. Ceux-ci firent raser les murailles pour se faire des jardins ou des habitations.

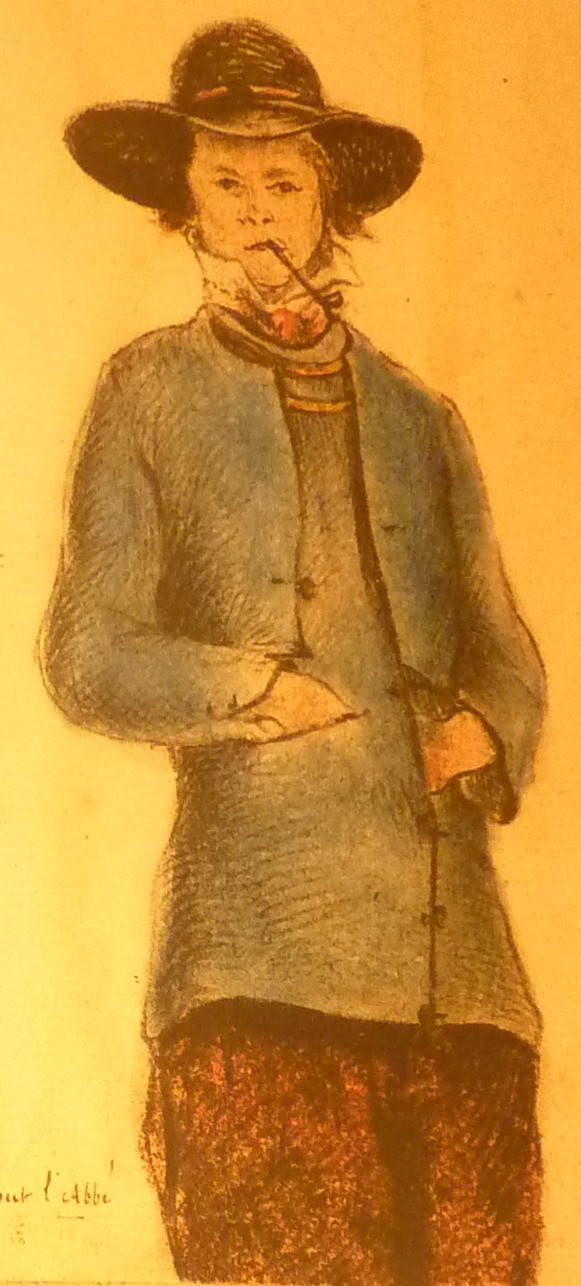
Homme de Pont-l'Abbé (dessin de Félix-Marant Boissauveur[94] datant de 1844).
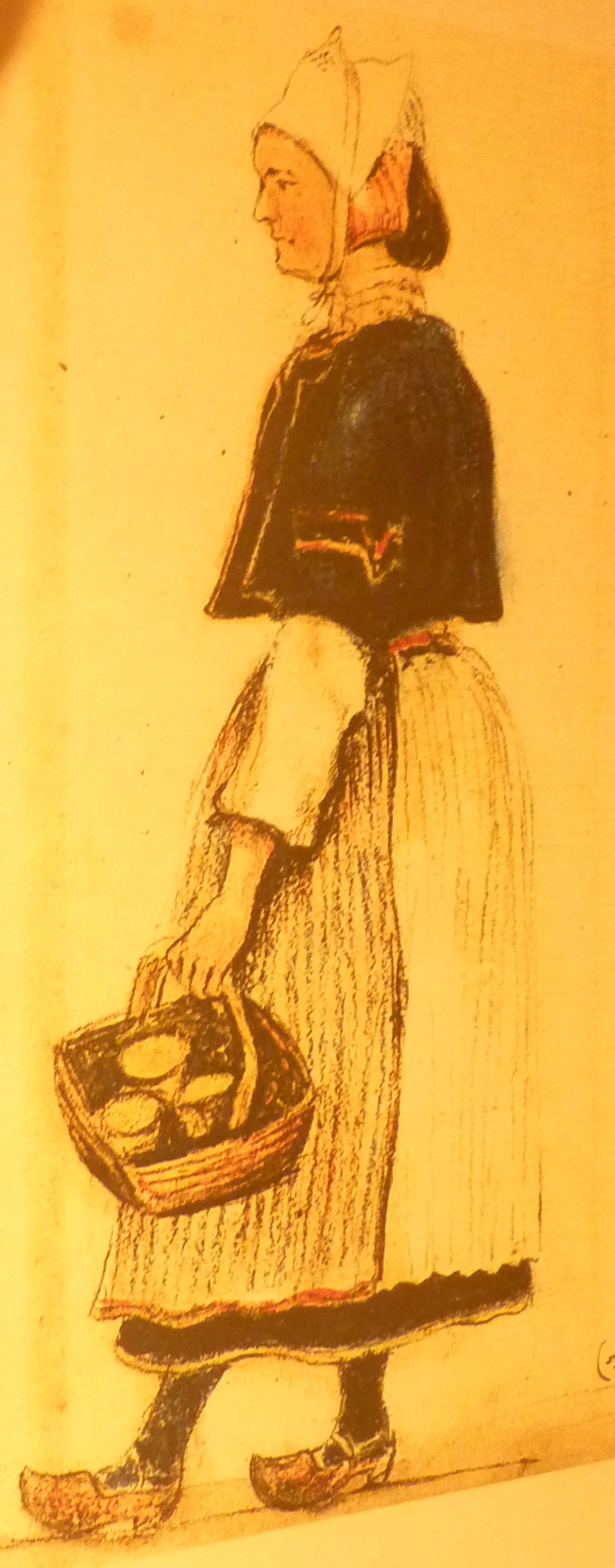
Femme de Pont-l'Abbé (dessin de Félix-Marant Boissauveur datant de 1844).
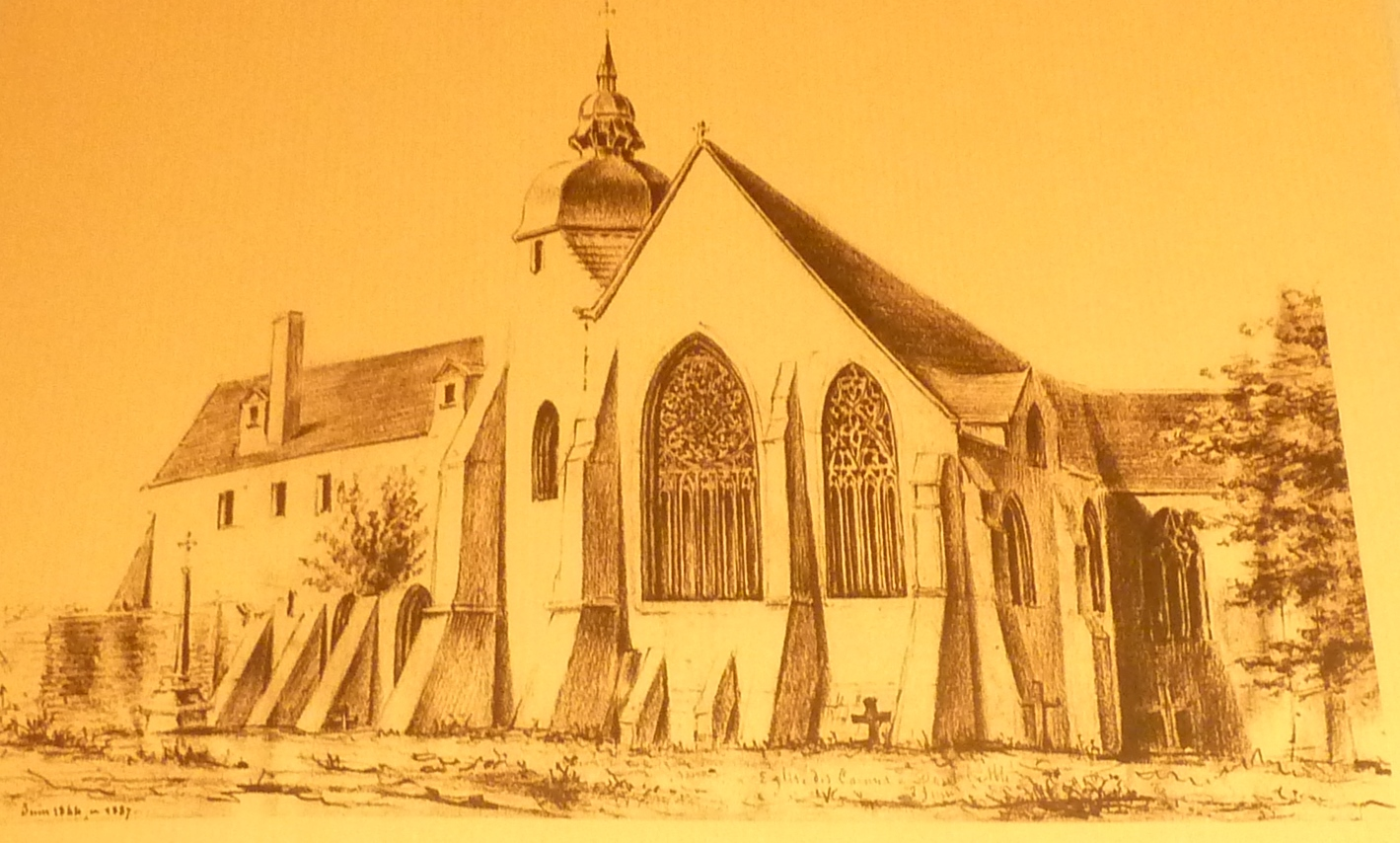
L'église Notre-Dame-des-Carmes (dessin de Félix-Marant Boissauveur datant de 1844).
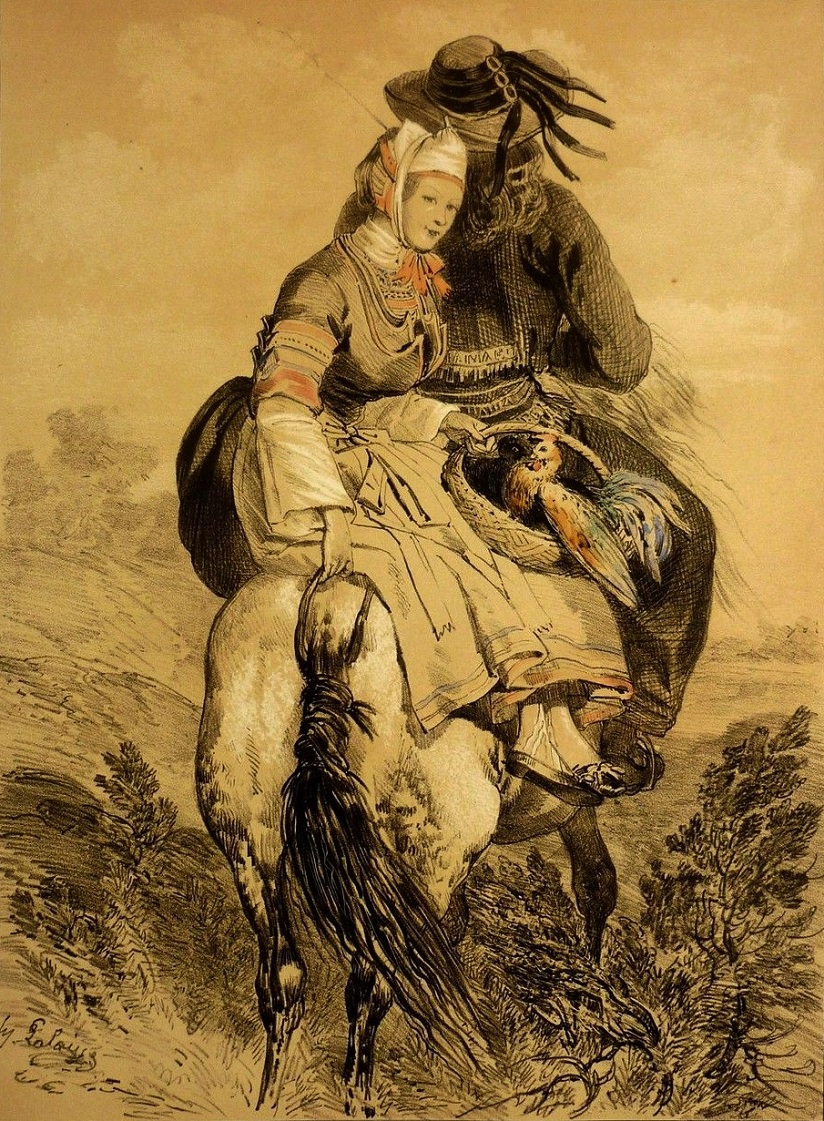
François Hippolyte Lalaisse : Homme et femme de Pont-l'Abbé (Galerie armoricaine, 1848).
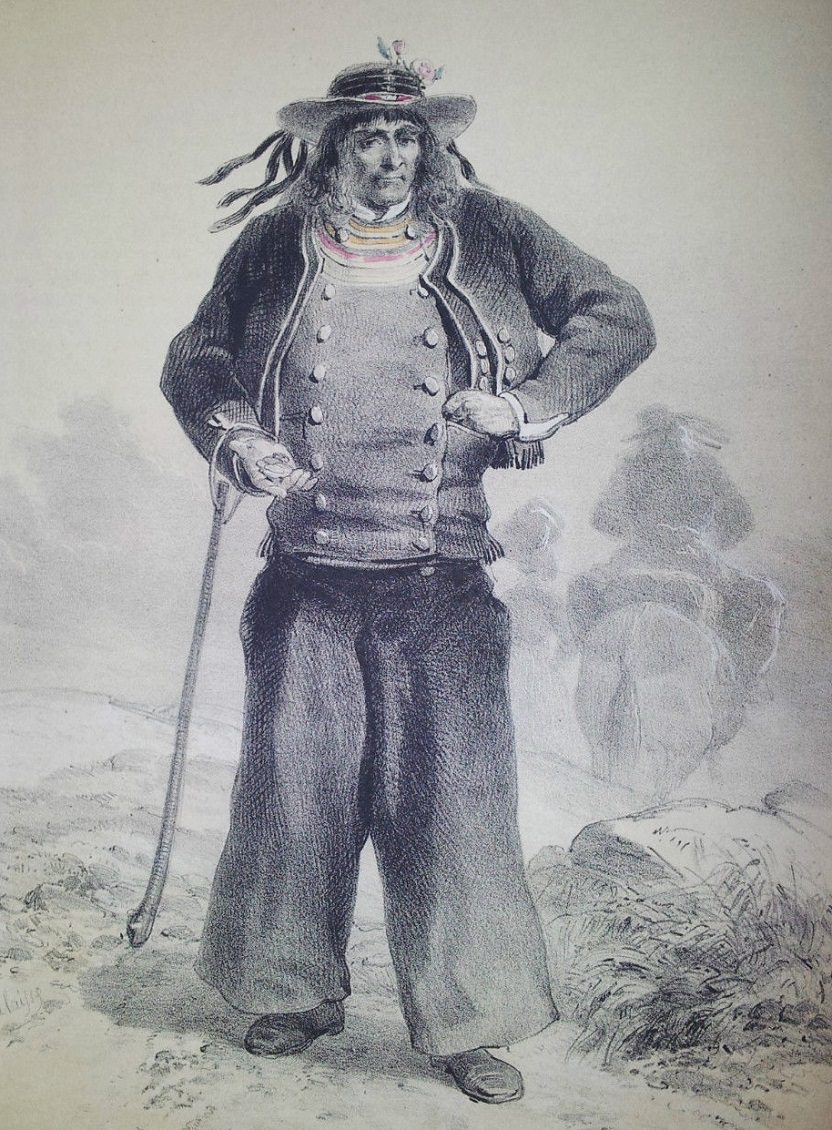
François Hippolyte Lalaisse : Homme de Pont-l'Abbé (Galerie armoricaine, 1848).
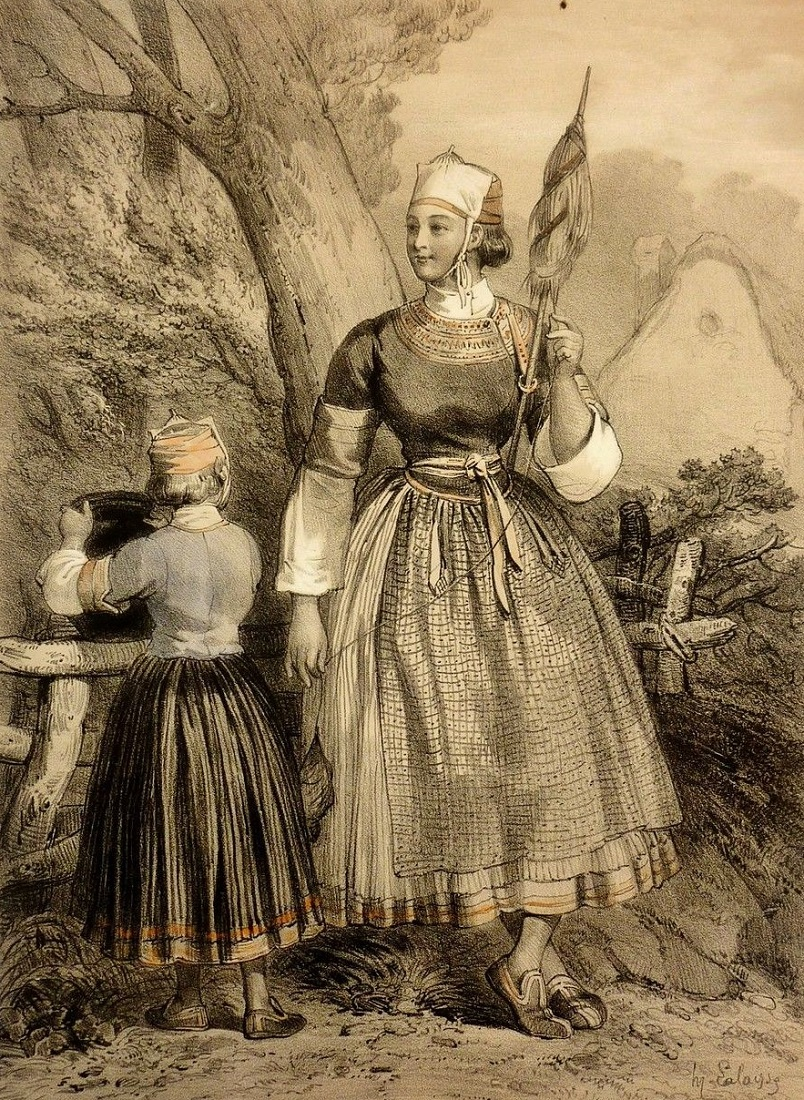
François Hippolyte Lalaisse : Femme de Pont-l'Abbé (Galerie armoricaine, 1848).
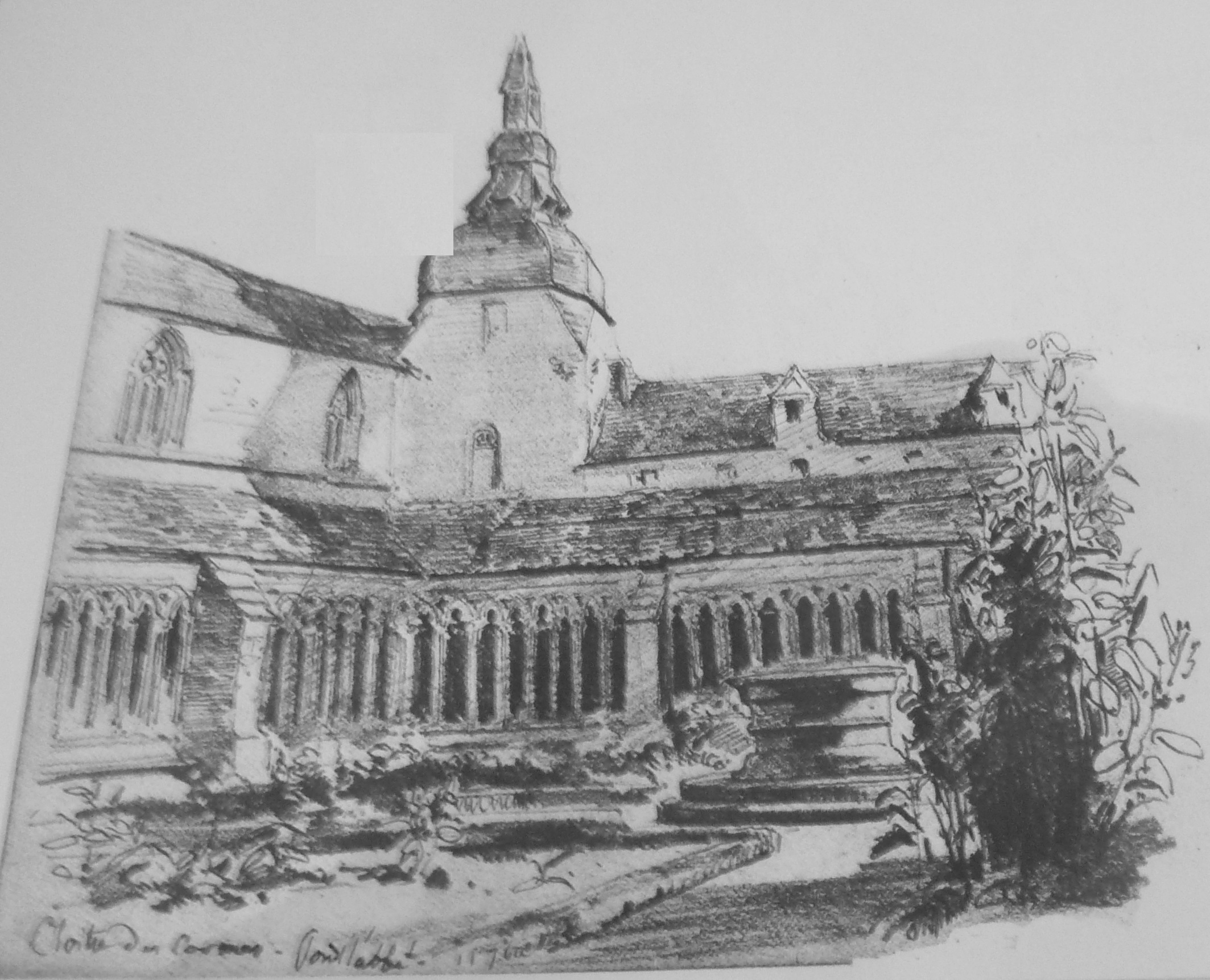
Le cloître de Notre-Dame-des-Carmes à Pont-l'Abbé (dessin de Charles Giraud daté de 1862).
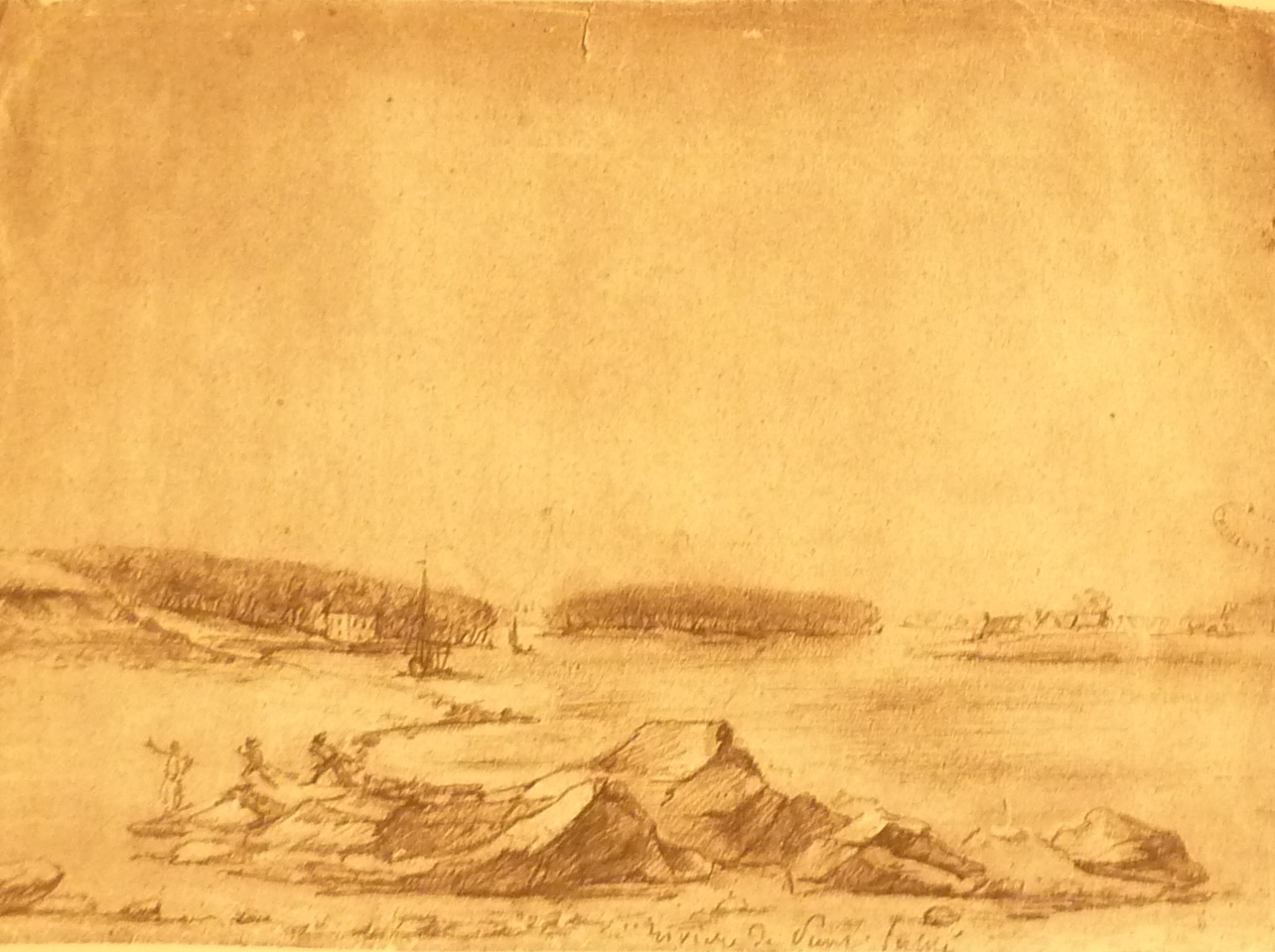
La rivière de Pont-l'Abbé (dessin de Paul du Châtellier vers 1860).
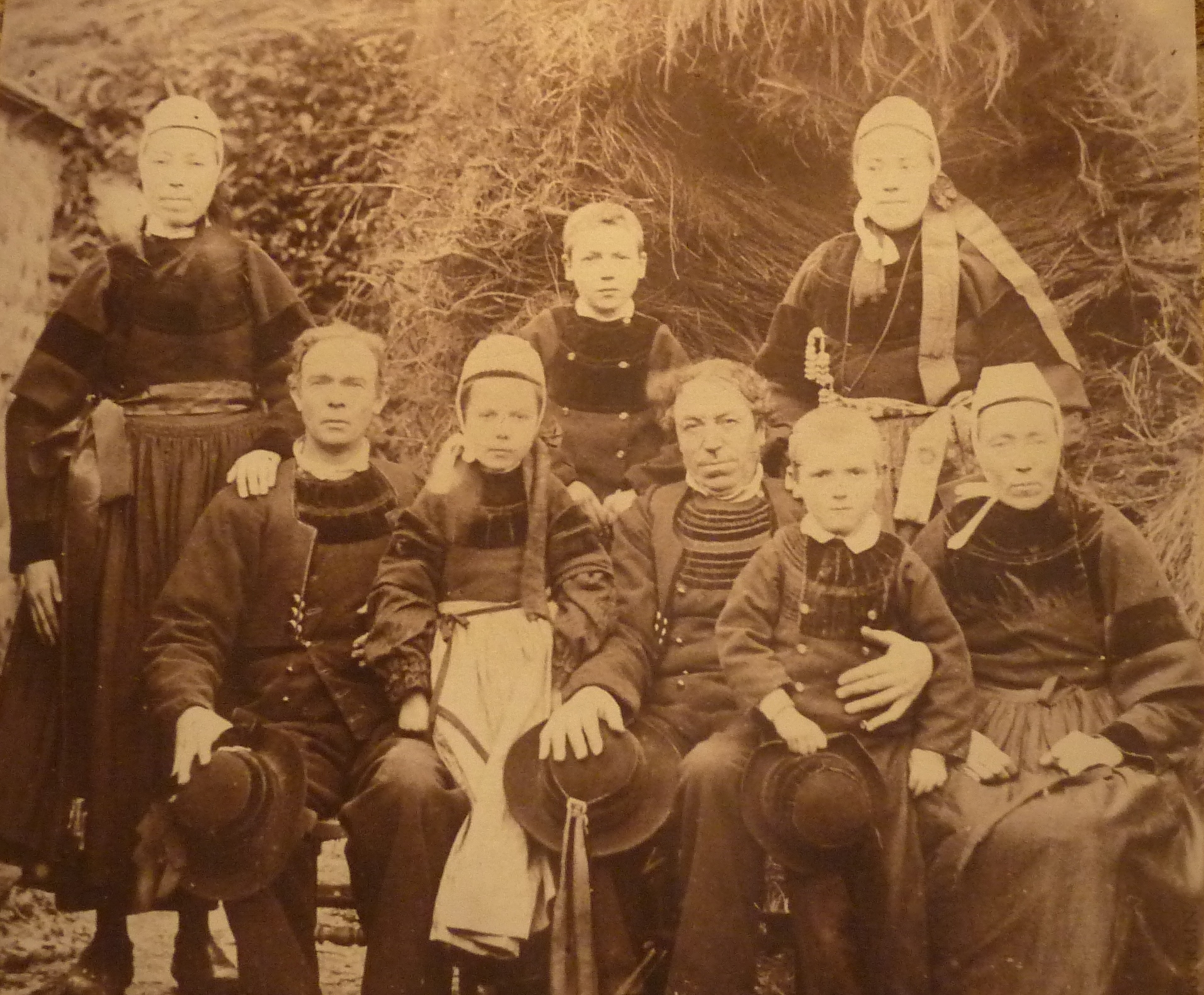
Famille bigoudène de Pont-l'Abbé avant 1900.

Lors du décès de Jean-Baptiste Huard en 1842, son gendre, Armand René du Châtellier hérite du manoir de Kernuz, fait refaire sa façade en style néo-gothique ; il achète aussi le porche néo-gothique de l'église de Saint-Guénolé qu'il fait remonter dans son parc.
En 1849, Hyacinthe le Bleis construit sur le pont de Pont-l'Abbé une immense minoterie de 5 étages, dotée de 12 paires de meules.

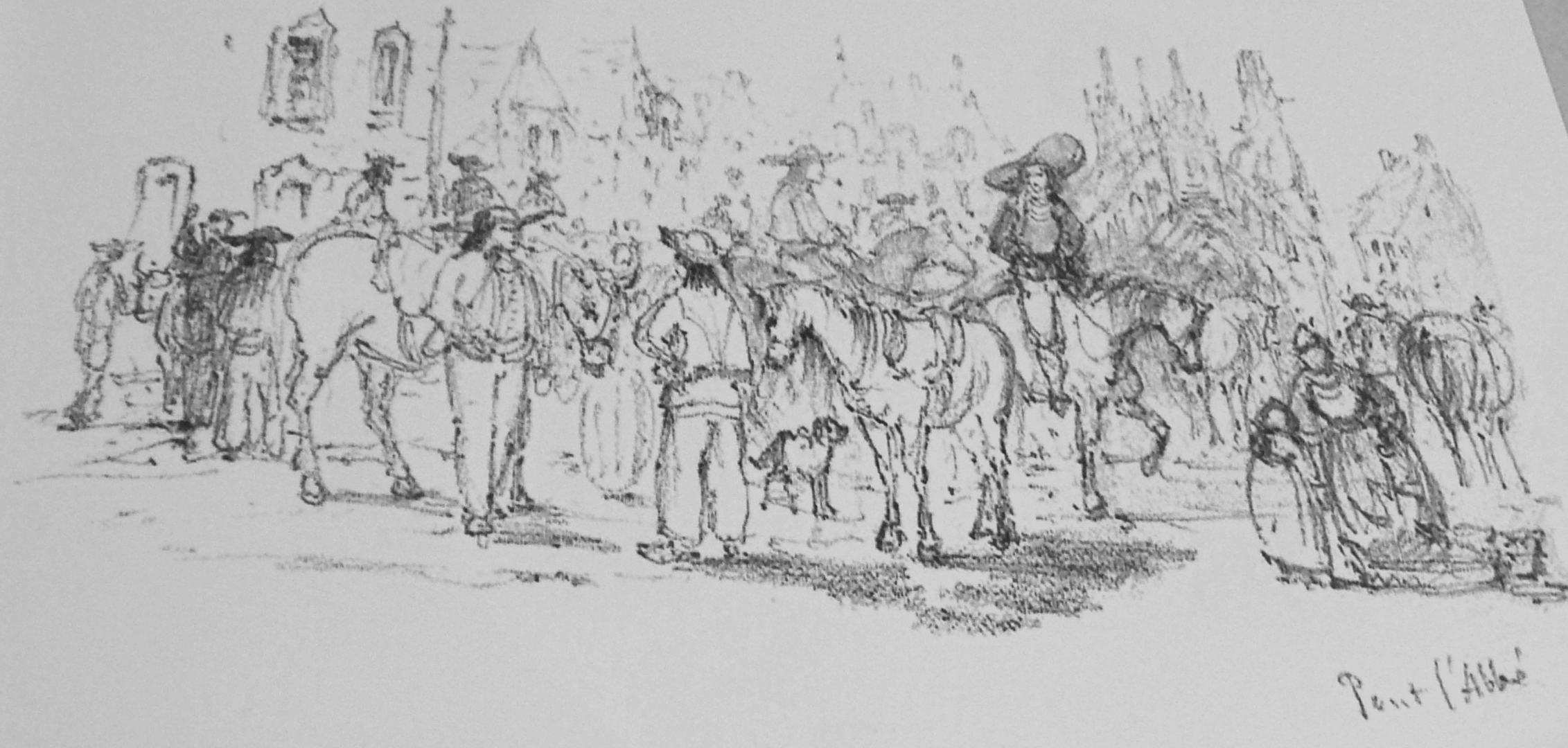
Pont-l'Abbé en 1858 (dessin de François Louis Fritz Nierhausen Koechlin).

Pendant l'été 1896, des troubles éclatent au port de Pont-l'Abbé ainsi qu'à la cale de Loctudy en raison du mécontentement des paysans producteurs de pommes de terre à cause de l'effondrement du prix de vente de ce tubercule, les marchands anglais les achetant à moins de 3 francs le sac de 50 kg, alors que le prix habituel était de 5 francs.
Guy de Maupassant écrit en 1879 que Pont-l'Abbé est « la ville la plus bretonne de toute cette Bretagne bretonnante qui va de la pointe du Raz au Morbihan ».
À la fin du XIXe siècle, Pont-l'Abbé est une cité de 6 520 habitants « partagée entre un centre commerçant, artisan et de petite bourgeoisie largement francophone et bien-pensante et des quartiers périphériques, Lambour, Pont-Guern, le Rozic-ar-Maguer, pouilleux, miséreux, laborieux. Un centre politiquement modéré et dévotement clérical, une rive gauche contestataire, frondeuse, houleuse, révolutionnaire en un mot. Deux communautés qui s'observaient sans aménité (...) ».

« En ces dernières années du XIXe siècle, Pont-l'Abbé était surtout une ville cernée, minée, par la misère. Certes une classe bourgeoise tenait le haut du pavé et avait pignon sur rue, le monde artisan tenait le coup vaille que vaille, les fonctionnaires vivotaient sans histoire, mais la masse des ouvriers, journaliers, manœuvres, tiraient le diable par la queue. (...) Il n'est donc pas rare de voir deux ménages habitant le même appartement et beaucoup de personnes implorer la charité publique. Des mendiants, on en trouvait à la sortie des messes (...). La misère régnait et, partant, des deux filles indissociées : l'alcoolisme et la violence. (...) Certaines voies ne respiraient guère la propreté (...). « Le côté sud de la place du Marchallac'h est un dépotoir aussi infect que la rue Dorée. Des dépôts d'immondices et de détritus séjournent continuellement sur ce côté de la place » »

Alexandre Nicolaï décrit en 1893 l'industrie de la broderie à Pont-l'Abbé :

« La broderie est la principale industrie de Pont-l'Abbé et à peu près exclusivement aux mains des hommes, dont le travail passe de beaucoup celui des ouvrières en finesse et en solidité. De leurs mains sortent ces plastrons, ces devants de corsage dont les dames aiment à se parer, ces blagues, ces porte-cartes, ces porte-cigarettes, ces aumônières de drap armorié et décoré qui garnissent les étalages de Brest, de Quimper ou de Saint-Malo. »

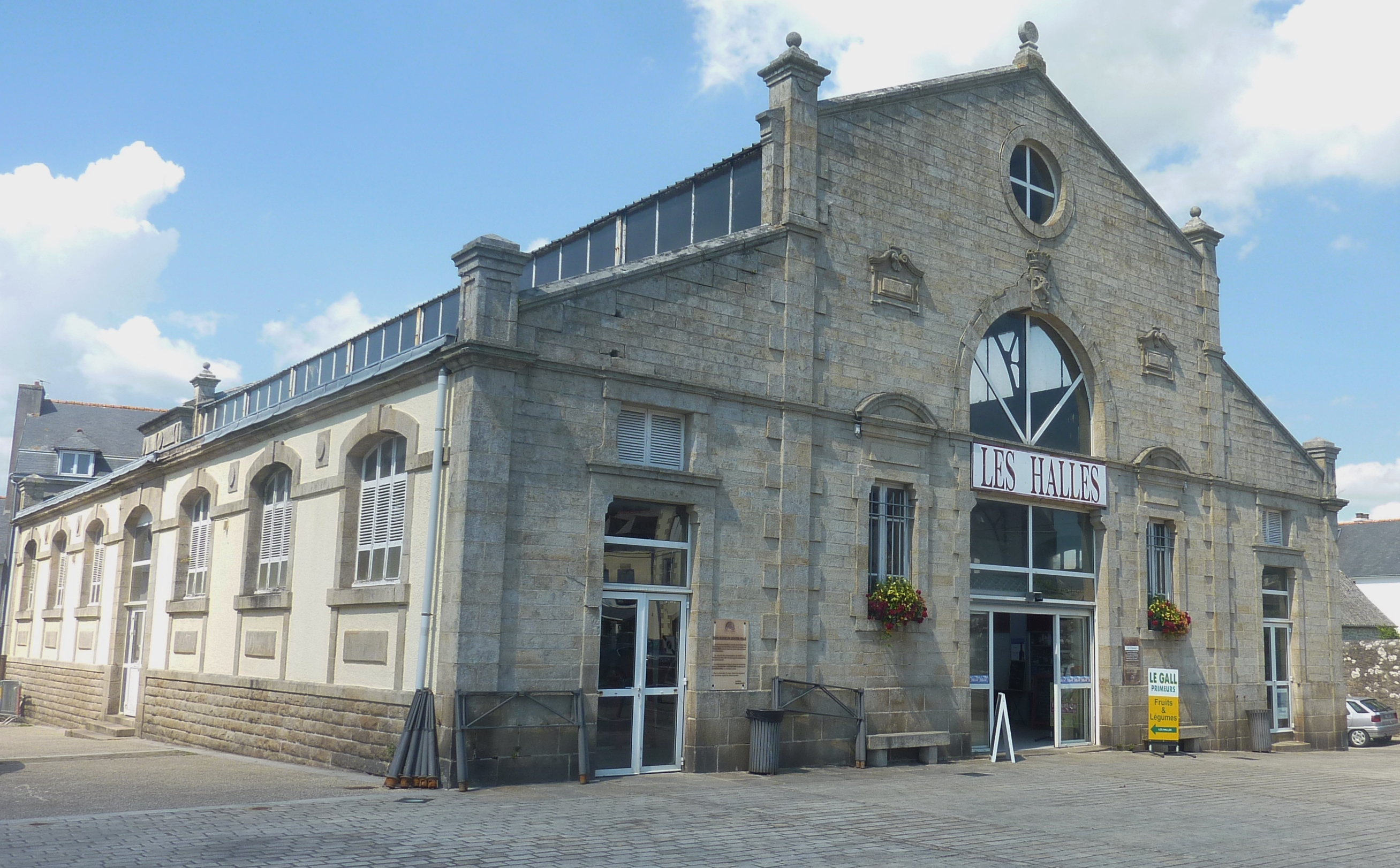
Les halles de Pont-l'Abbé (construites en 1899).

Des fêtes heureusement agrémentaient parfois le quotidien, principalement les « fêtes de la Tréminou », dont l'origine remonte à l'Ancien Régime, célèbre pardon très fréquenté, mais aussi fête foraine et, depuis 1896, des courses de chevaux organisées le lundi sur l'hippodrome de Brennavec. À partir de 1897 s'y ajoute une fête organisée au printemps, la « cavalcade », ancêtre de la future « fête des brodeuses », les festivités du 14 juillet et les deux processions des Fête-Dieu deux dimanches consécutifs.
La première école primaire privée catholique, tenue par les frères de Saint-Gabriel, ouvre à l'automne 1894 ; désormais les deux écoles concurrentes vont se livrer une bataille sans merci, « les accrochages physiques entre élèves des deux systèmes scolaires vont devenir monnaie courante ».
Les nouvelles halles, voulues par le maire Raoul de Najac et construites à l'emplacement du marché aux porcs, sont inaugurées le 21 mai 1899 ; leur construction à cet endroit, place de la Madeleine, fut contestée par les commerçants des rues du centre-ville, leur reprochant d'être excentrées. La contestation se poursuivit plusieurs années, la nouvelle majorité municipale conservatrice élue en 1900 les fermant même, avant qu'elles ne soient rouvertes en 1904 par une municipalité radicale-socialiste.

#### L'aménagement des marais entourant l'Anse du Pouldon
Les travaux de la digue Laennec, au fond de l'Anse du Pouldon, commencèrent en mars 1825 et se terminèrent en mars 1826. La digue de pierre est longue de 77 mètres et a 5 m d'épaisseur ; elle est renforcée à sa base par un remblai de terre côté ouest. Cette digue a pour but de rendre hors eau, en y créant un polder, l'ancienne palue du Cosquer qui avait environ 25 ha de superficie : c'était un ancien marais maritime formé de vasières malodorantes, avec aussi des parties recouvertes d'ajoncs, d'oseraies et de bruyères. René Laennec  était le propriétaire de la quasi-totalité des terres avoisinantes, en partie par héritage, en partie par acquisition. Un voisin, le docteur Bohan, contesta opiniâtrement en justice le droit de Laennec d'aménager ainsi une partie du domaine public maritime et gagna finalement son procès, après plusieurs rebondissements, en novembre 1828, plus de deux ans après l'achèvement des travaux et le décès de Laennec ; ses héritiers durent racheter les terrains aménagés.
La palue du Cosquer commença à être asséchée dès la fin du XVIIIe siècle quand Monsieur de Kersalaün, châtelain du Cosquer en Combrit, construisit la chaussée de Pont-Rouge, qui soustraiya à l'influence de la marée son quart oriental. En 1827, Jean-Julien Derrien, entrepreneur, acquit 300 ha de vasières et prés salés qui servaient de pâture pour le bétail des riverains et d'espace de séchage pour le goémon, mais renonça finalement à aménager cette zone qui fut revendue en 1851 au comte Gaston du Plessis de Grénédan, qui habitait le manoir de Kerascoët en Pluguffan, lequel construisit une digue de plus de 500 mètres de long allant de la Pointe du Haffont en Combrit à la partie nord du sillon de Combrit, afin de poldériser cette zone. Ces travaux furent contestés par la majeure partie des habitants de l'Île-Tudy, y compris son maire Jegou. Les travaux furent achevés en 1854, un an avant le décès de Gaston du Plessis de Grénédan, mais son fils, qui avait le même prénom, et un associé, Victor de Crésolles, poursuivirent l'aménagement, y créant plusieurs fermes (Le Treustel, Kermor, Beg an Fry) et un étang de 13 ha, qui permit la création de la "Société des Pêcheries de Kermor" dont le duc de Morny devint l'un des principaux actionnaires ; cette société fut rachetée en 1869 par le baron Théodore Gudin, peintre de la marine et fondateur de la Société centrale de sauvetage des naufragés, associé à plusieurs autres personnes, dont Fortuné Halna du Fretay et Eugène Le Goazre de Toulgoët, qui habitait le château de Malakoff en Sainte-Marine, qui fit aussi une tentative de pisciculture à Veilh Vor en Leschiagat Treffiagat en 1865. L'exploitation commença en 1871, certains compartiments étant consacrés à l'entrepôt des crustacés, homards et langoustes, d'autres à l'élevage de poissons de luxe comme des turbots et des bars, approvisionnés par les pêcheurs des ports voisins. Mais l'affaire se révéla guère rentable et fut revendue en 1888 à un ancien notaire de Pont-l'Abbé, Guillaume Le Diélou, lequel fut assassiné le 30 juillet 1891 à Pont-l'Abbé par un boulanger qui l'accusait de malversations.
En 1840, Hyacinthe le Bleis achète à Édouard Le Normant des Varannes, châtelain de Kerazan, un terrain fermé par la digue de Pen-Glaouic, construite par ce dernier en 1835, afin d'y faire l'élevage des sangsues. Le même Hyacinthe Le Bleis eût en mai 1860 le projet d'endiguer les terrains entourant l'Île aux Rats et l'Île Queffen, mais y renonça en 1862.

#### Le château de Kernuz et les Du Chatellier
Armand René du Châtellier (1797-1885), et son fils Paul du Chatellier (1833-1911) furent deux archéologues et préhistoriens réputés ; le premier fut aussi maire de Pont-l'Abbé ; le second transforma le château de Kernuz en un musée rassemblant une vaste collection d'objets, vases, outils et bijoux de la Préhistoire dont l'essentiel se trouve désormais au musée des Antiquités nationales à Saint-Germain-en-Laye (notamment la dalle gravée de Saint-Bélec) depuis 1924.

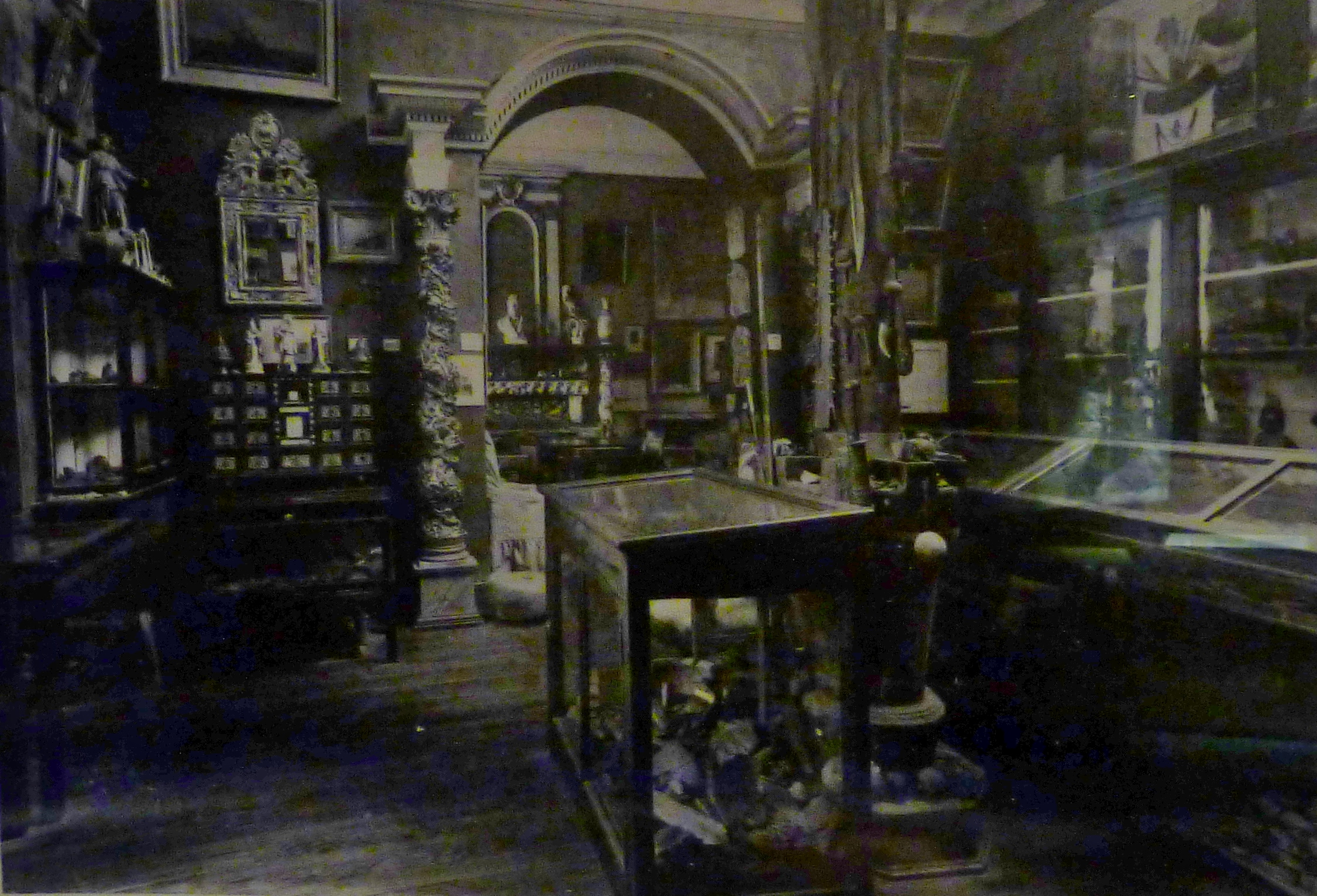
Le musée de Kernuz vers 1900.
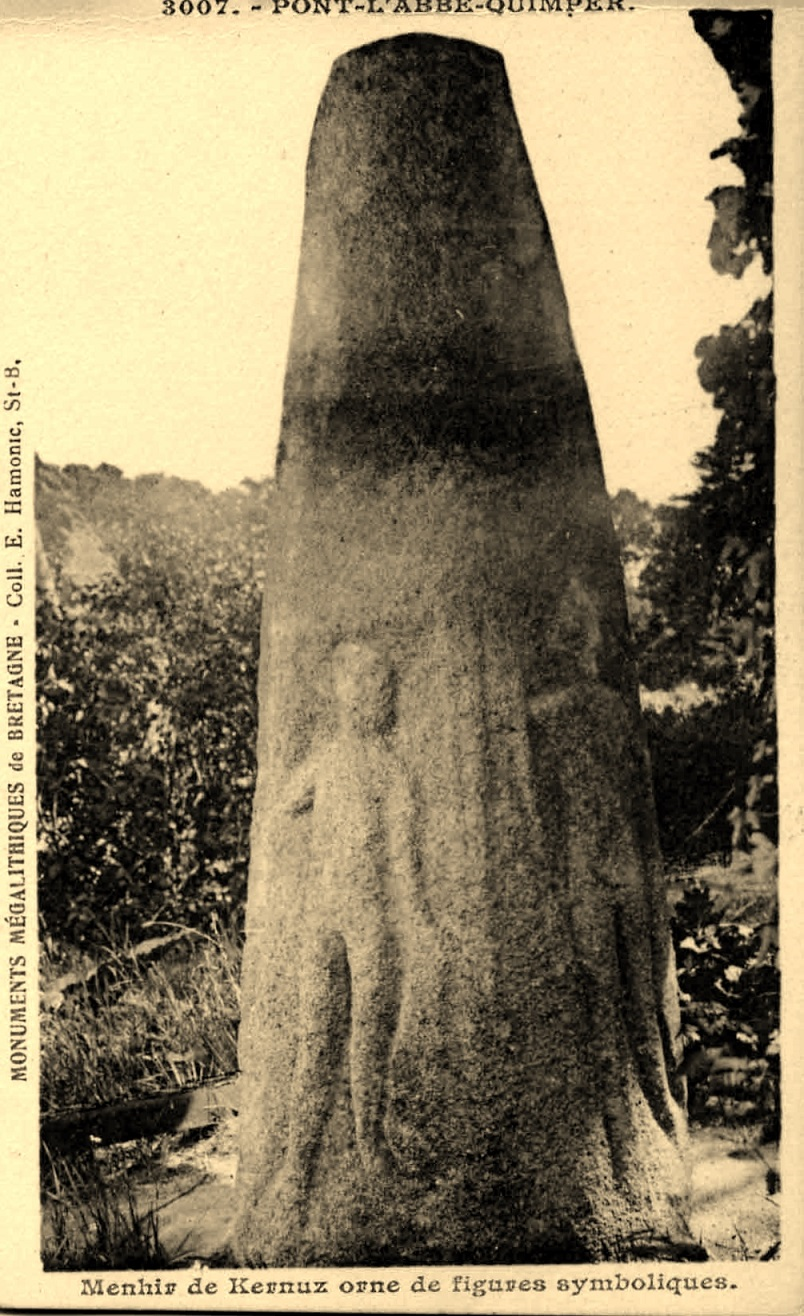
Le menhir de Kernuz (trouvé à Kervadol en Plobannalec par Paul du Chatellier).
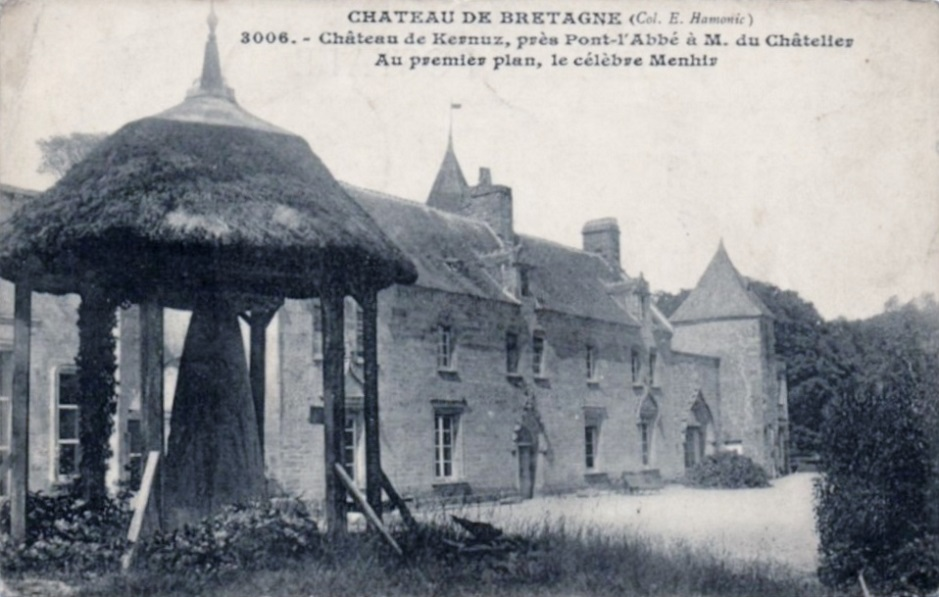
Le menhir-autel de Kerdavel [Kervadol] installé par Paul du Châtellier devant le château de Kernuz (désormais nommé stèle de Kervadol).

Le château de Kernuz a été agrandi en 1912 par l'architecte Charles Chaussepied.

#### La création de l'Hôtel-Dieu
Les sœurs de la Communauté des Religieuses Augustines ont fondé l'Hôtel-Dieu de Pont-l'Abbé en 1861.

#### Les écoles de Pont-l'Abbé
La première école communale de Pont-l'Abbé ouvre en 1834 à la suite de la loi Guizot (40 garçons et 30 filles y sont scolarisés).
À partir de 1855, les Frères de l'instruction chrétienne de Ploërmel tiennent une école de garçons et les Sœurs augustines ouvrent dans leur couvent une école de filles en 1860. L'école des garçons est laïcisée en 1880 par la municipalité d'Edmond Verrye (qui achète le monastère des Carmes pour en faire l'école communale) et l'école des filles le fut en 1906 en vertu de la loi sur les congrégations. À l'automne 1894, les Frères de Saint-Gabriel ouvrent leur établissement alors formé de quatre classes. L'école fut laïcisée en 1904, mais put continuer de fonctionner, dirigée par des laïcs et des religieux « sécularisés ». L'enseignement public n'ouvrit son École primaire supérieure qu'en 1929, accueillant 139 élèves l'année de son ouverture. Cet établissement, devenu après la Seconde Guerre mondiale une annexe du lycée de garçons de Quimper, puis en 1964 le lycée Laennec, construit par l'architecte guingampais Georges-Robert Lefort, fut implanté dans un bâtiment majestueux surmonté d'un curieux campanile qui lui donne un aspect quasi religieux.
En 1898-1899, la construction des nouvelles halles de Pont-l'Abbé suscita de violentes polémiques en raison de l'emplacement, jugé trop excentré (à l'emplacement de l'ancien marché aux porcs), choisi par le maire, le comte Raoul de Najac ; ce dernier fut aussi critiqué pour avoir laissé démolir le toit de l'église de Lambour, bien que celle-ci ait été classée par les monuments historiques en 1896.

### LeXXesiècle

#### Les querelles liées à la laïcité au début duXXesiècle

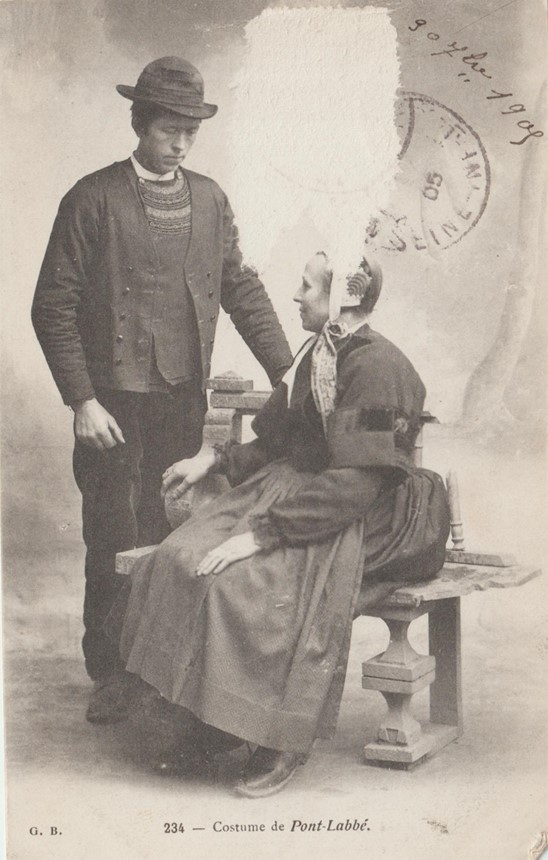
Photographie ancienne de costumes de Pont-Labbé à la Belle Époque.

En réponse à une enquête épiscopale organisée en 1902 par François-Virgile Dubillard, évêque de Quimper et de Léon en raison de la politique alors menée par le gouvernement d'Émile Combes contre l'utilisation du breton par les membres du clergé, le curé-doyen de Pont-l'Abbé, l'abbé Madec, écrit : « La très grande majorité des paroissiens, même en ville, ne parle guère que le breton, et n'est pas à même de comprendre une instruction [religieuse] française ».
En 1903, dans le cadre de la politique anticléricale menée par le gouvernement d'Émile Combes, les Frères de Saint-Gabriel sont interdits d'enseignement et leurs biens mis sous séquestre l'année suivante. Le 6 février 1906, l'inventaire des biens de l'église des Carmes donne lieu à une protestation solennelle de M. Mauduit, ancien maire et président du conseil de fabrique pendant que les fidèles, massés à l'intérieur, récitaient le chapelet. En 1907, c'est au tour du presbytère d'être vendu.

#### Descriptions de Pont-l'Abbé au début duXXesiècle

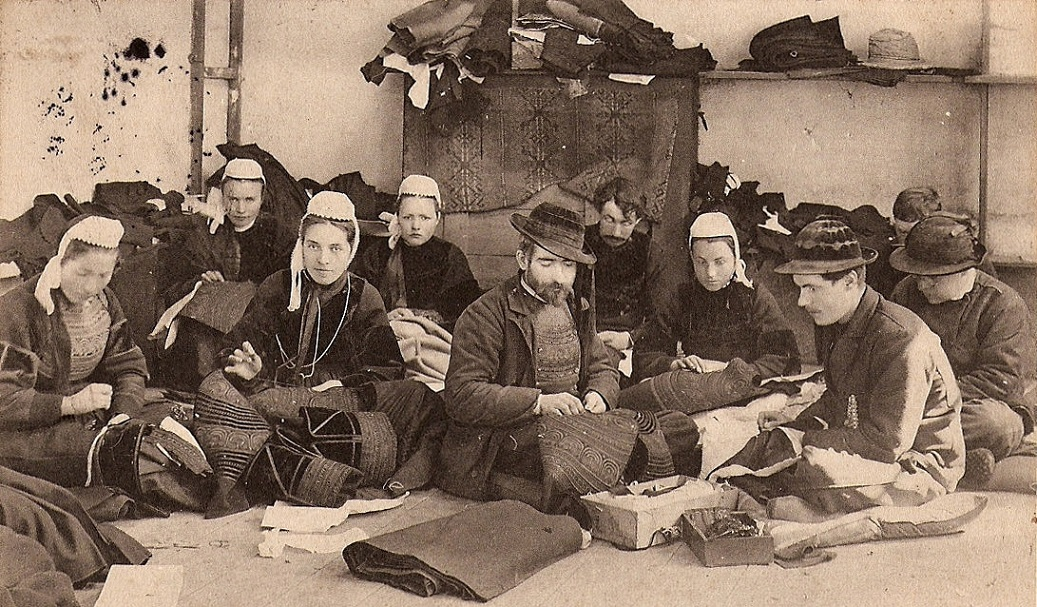
Atelier de brodeurs et de brodeuses de la maison Pichavant vers 1909.

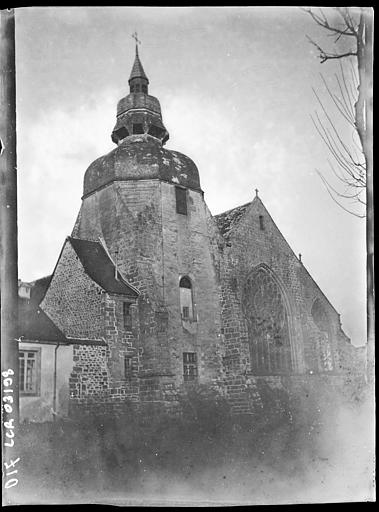
L'église Notre-Dame des Carmes en 1893 (photo de Paul Lancrenon).

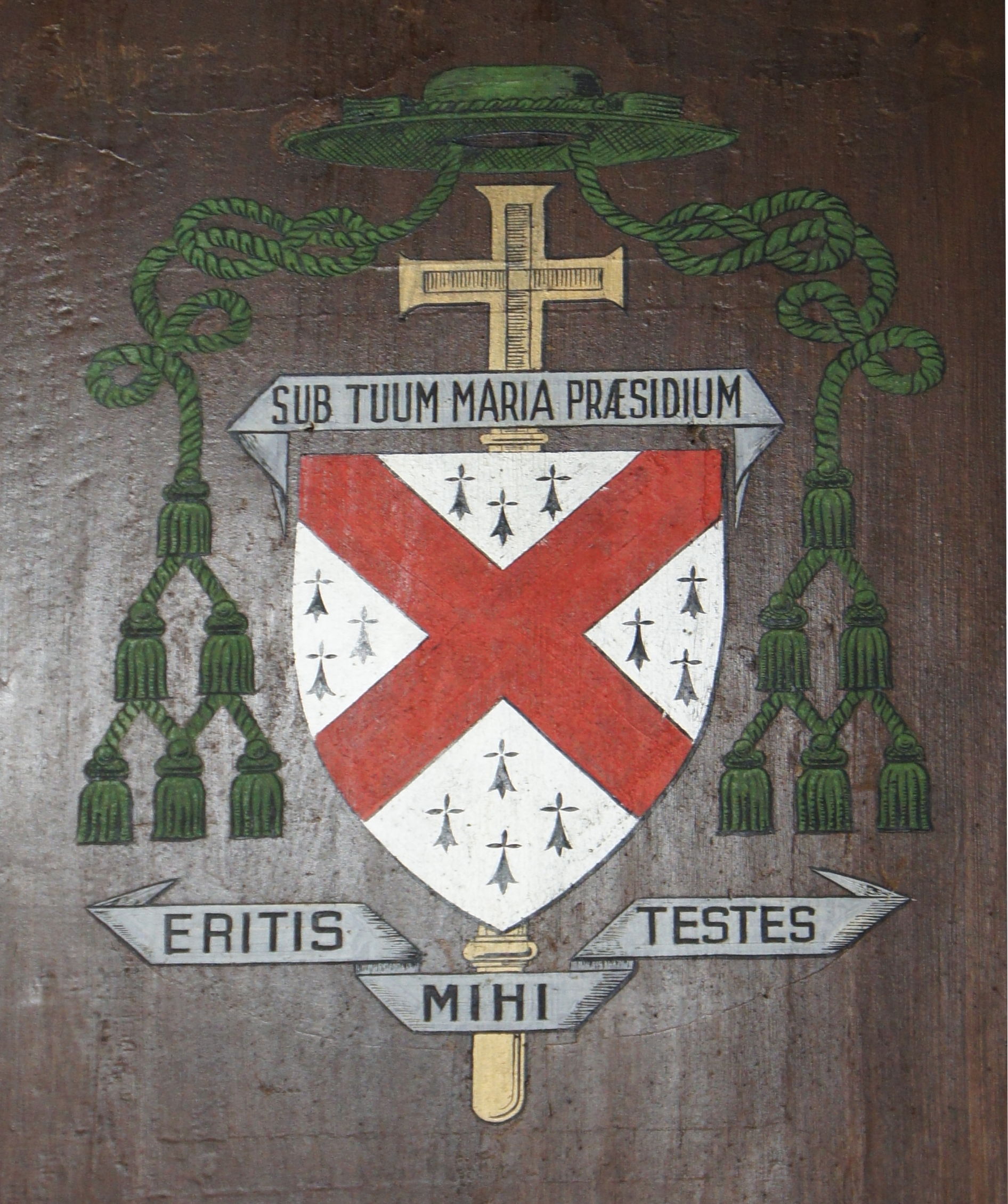
Héraldique ecclésiastique de la paroisse des Carmes de Pont-l'Abbé.

L'écrivain André Suarès fait cette description de Pont-l'Abbé dans Le Livre de l'Émeraude, publié en 1902 :

« Pont-l'Abbé est charmant. Pont-l'Abbé est fantasque. Pont-l'Abbé ne ressemble à rien. On s'y dirait à la fois, qui sait comment, en Sicile, en Irlande et en Suède. C'est une petite ville à souhait pour en faire la capitale d'une principauté paysanne et chimérique. Elle est rustique, elle est gaie jusqu'à la folie ; et tout de même elle prend un air tragique, selon les jours. Pont-l'Abbé a d'immenses places et de petites rues étroites. Tantôt il y a foule à Pont-l'Abbé, et tantôt Pont-l'Abbé est vide. Parfois la ville paraît grande, et parfois il semble qu'on en fait le tour d'un seul coup d'œil. On y a le sentiment étrange de l'immuable et du caprice ; et l'on sourit au paradoxe de les goûter ensemble. On peut ici ne pas entendre un mot de français si l'on veut... On dirait que cette ville en fête ne compte pas un bourgeois. Elle a les lèvres barbouillées des Ménades, et leur rire de pourpre ; elle bondit, et l'orgie puissante de la nature, l'âme païenne de l'instinct, font le rythme de la danse. On a la sensation si rare de vivre un moment dans un royaume inconnu ; et c'est à Pont-l'Abbé, comme en certaines bourgades d'Ombrie et de Toscane, que l'on pense avec délices trouver ce qu'on ne trouve pas ailleurs, et que bientôt on ne trouvera plus »

Gustave Geffroy décrit ainsi cette même ville vers 1904 :

« Pont-l'Abbé n'est plus guère aujourd'hui qu'un petit port de pêche et d'échouage. (...) La ville a gardé bon aspect, et c'est un plaisir d'y entrer (...). Les maisons de granit, à moulures et à lucarnes, ont cet air sérieux des logis qui existent depuis deux ou trois siècles, qui ont été bien construits et qui sont restés solides. Le quai est ombragé d'arbres, et le port fait un joli paysage, avec ses bateaux, la ligne des maisons, et le clocher posé sur la ville comme un couvercle. Les bâtiments du couvent des Carmes ont été démolis, et le cloître a été reconstitué à Quimper, inauguré le 17 mars 1902. L'église est l'ancienne chapelle de ce couvent, de la fin du XIVe siècle, restaurée au XVIe siècle, et qui garde un portail ogival, une rosace jolie, des tombeaux d'abbés et de barons. Toutes les femmes ici sont coiffées du bigouden, que l'on croit orné de dessins phéniciens, morceau d'étoffe, drap ou velours, posé sur le dessus de la tête, qui laisse visible les cheveux de la nuque, et qui est surmonté d'une toute petite coiffe nouée sur le côté du visage. Les jupons sont de longueurs différentes, laissant voir leurs bordures de velours ; les manches aussi sont ornées, de même que les corsages jaunes ou rouges, et le tablier de couleur achève le costume. Les vestes des hommes sont aussi brodées d'ornements, lesquels sont parfois des sentences. Les hommes sont coiffés de chapeaux ronds, à petits bords, garnis de rubans de velours. Les femmes, rondes comme des cloches du fait de ces jupons, semblent des Laponnes. Elles passent pour laides, mais il y en a de fort jolies. »

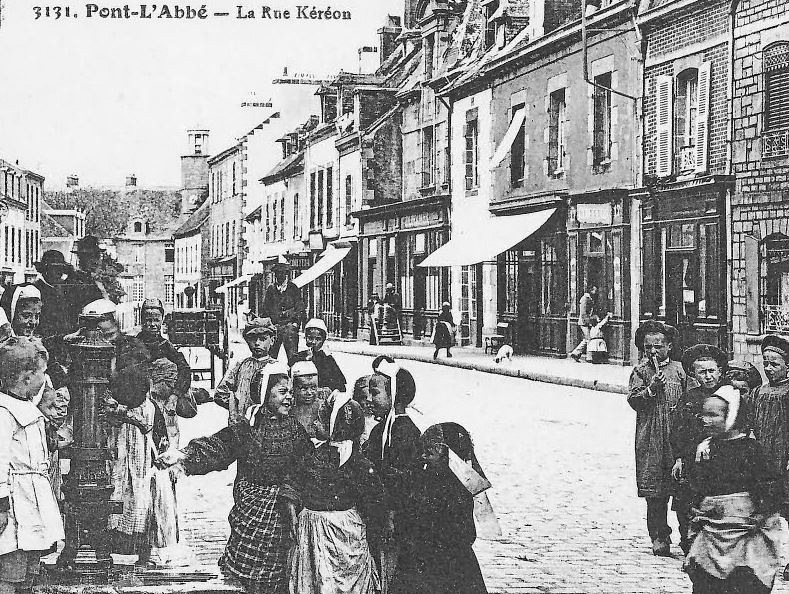
Pont-l'Abbé : la rue Kereon au début du XXe siècle.
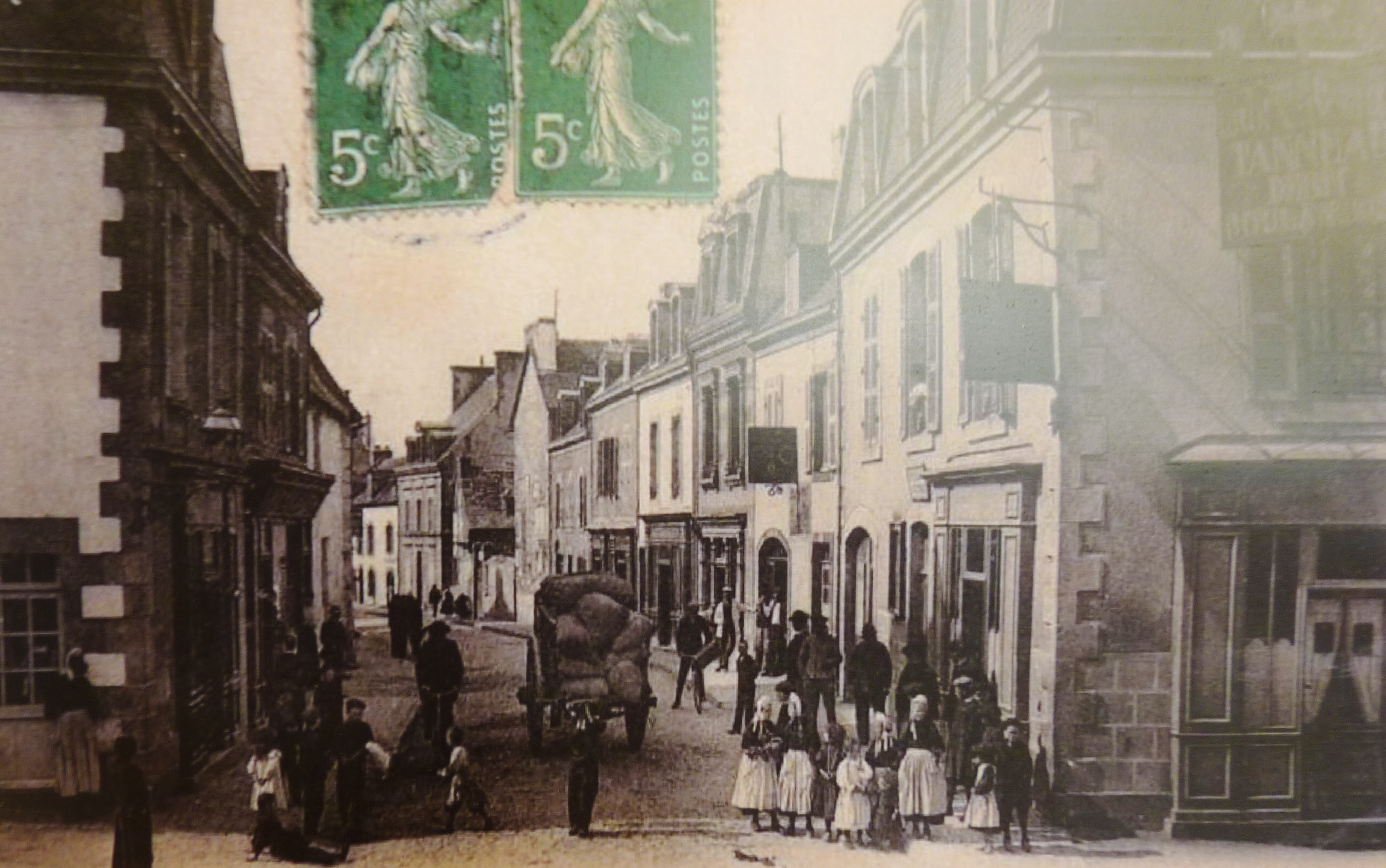
Pont-l'Abbé : la rue Victor Hugo au début du XXe siècle.
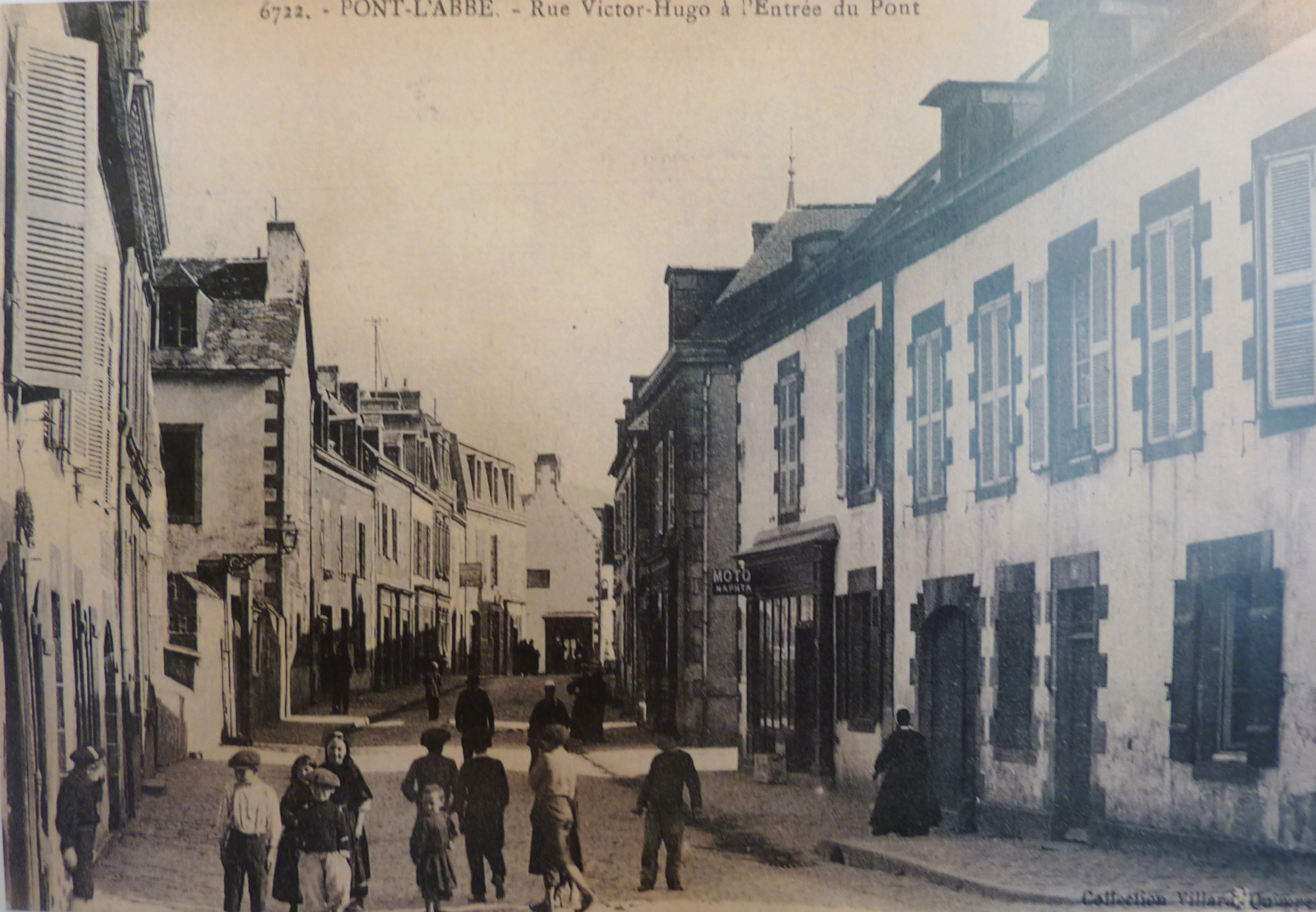
Pont-l'Abbé : la rue Victor Hugo à l'entrée du pont au début du XXe siècle.
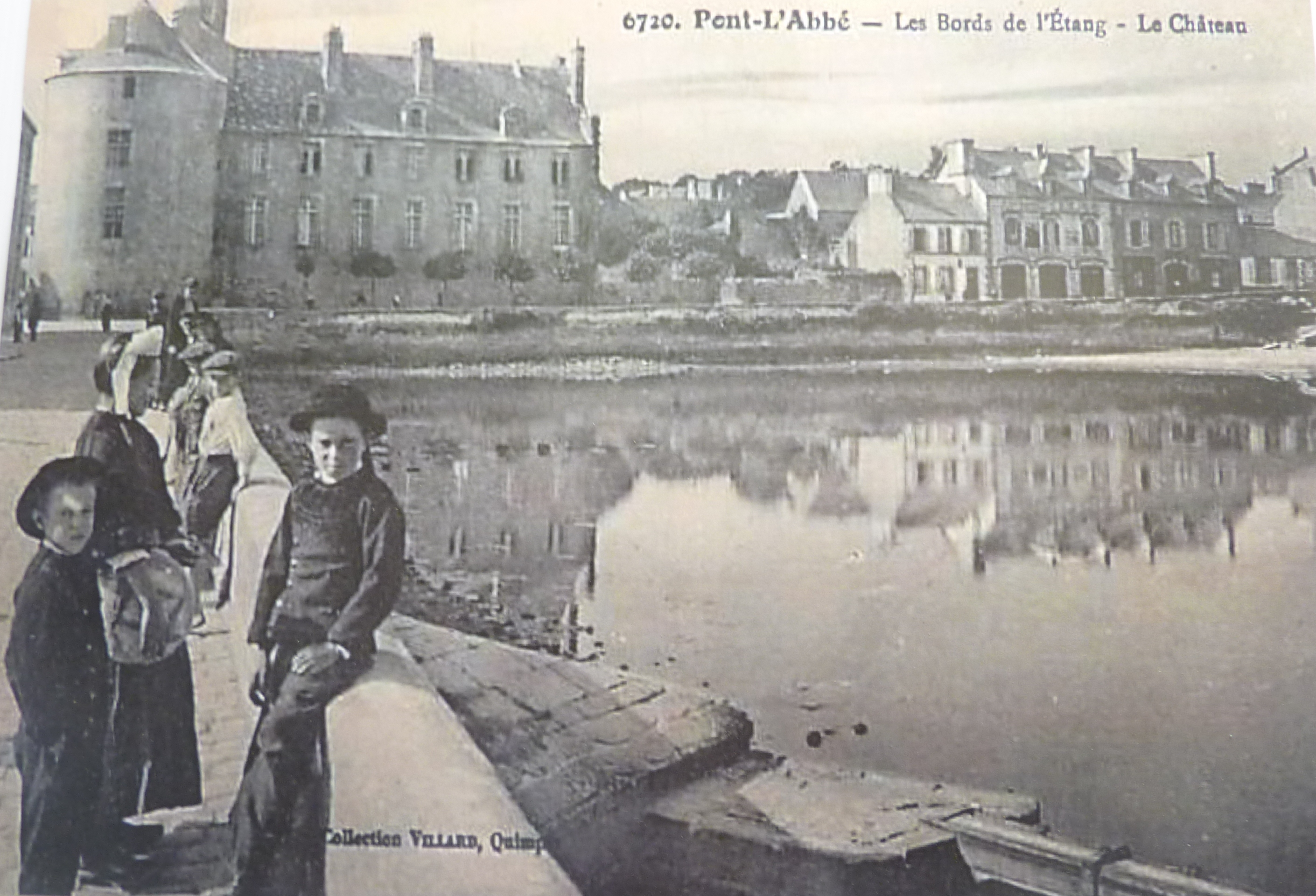
Pont-l'Abbé : les bords de l'étang et le château au début du XXe siècle.
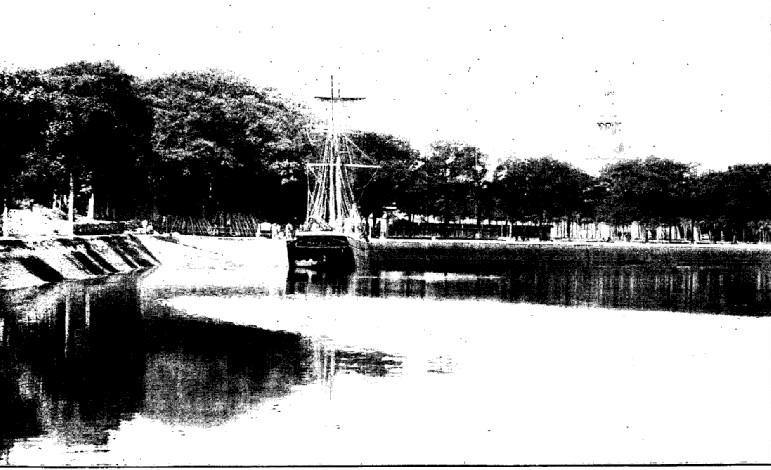
Le port de Pont-l'Abbé vers 1904.
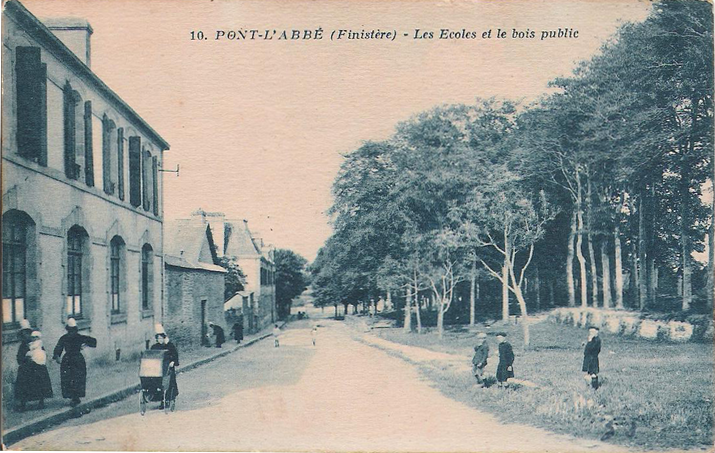
Les écoles de la rue Jules-Ferry et le bois Saint-Laurent au début du XXe siècle.
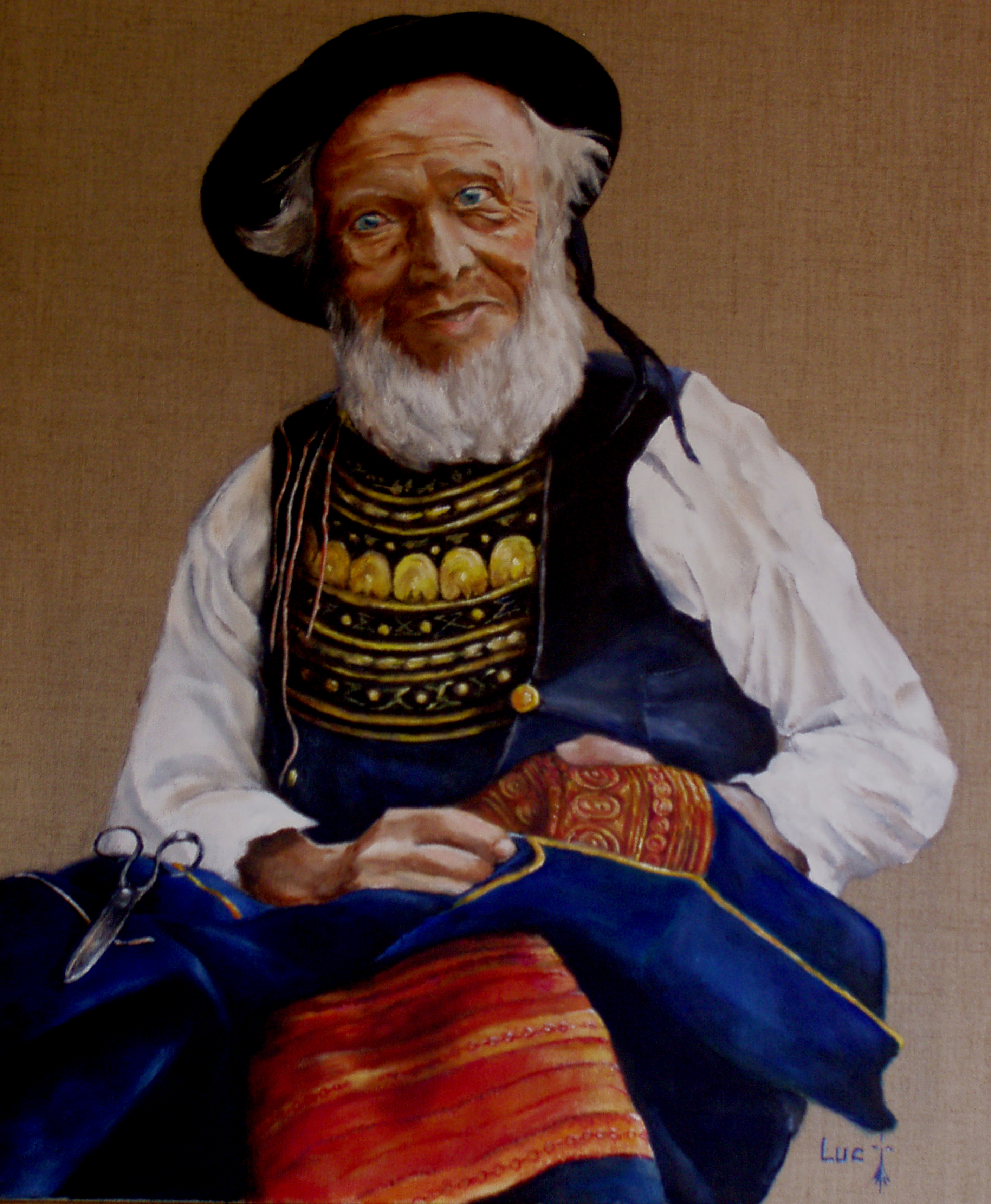
Un brodeur de Pont-l'Abbé (d'après une carte postale ancienne).
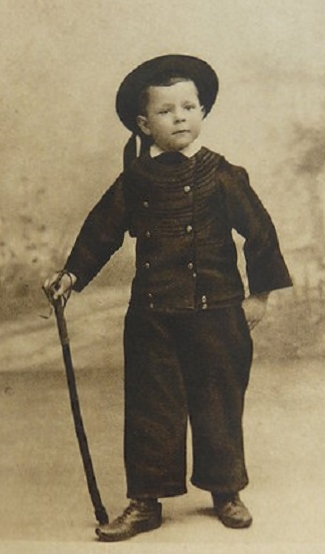
Jeune Bigouden de la région de Pont-l'Abbé (collection Villard, Quimper).

L'écrivain Youenn Drezen décrit ainsi un logement ouvrier à Pont-l'Abbé au début du XXe siècle :

« Quatre murs blanchis à la chaux, un foyer de pierre, une porte sur le couloir, une fenêtre sur la rue, un sol en terre battue (...). Cette unique pièce était pleine comme un œuf : deux grands lits aux rideaux de couleur, accrochés au plafond par un anneau de bois verni, un lit plus étroit contre la fenêtre, un berceau tout contre le lit maternel et contenant un bébé, une vraie armoire, un buffet sommé de son vaisselier, une table et deux longs bancs, quelques chaises. Dans un angle, près de l'âtre, le bûcher. »

Des photographes prennent aussi des photographies de Pont-l'Abbé à cette époque, notamment Henri Le Bec (1873-1907) et Jean Martinet.

#### Les tensions sociales et politiques au début duXXesiècle
La première grève connue de l'histoire de la ville, qui se déroule du 4 au 8 mai 1904, est celle des meuniers qui demandent en vain une modification de leurs horaires de travail : « Les ouvriers étaient répartis en deux équipes travaillant de midi à minuit et de minuit à midi, soit douze heures chacune ; mais le patron exigeait que l'équipe qui prenait le travail à minuit entrât à l'usine à 8 heures du soir et allât se reposer dans une chambre de repos pour être réveillée à minuit par l'équipe descendante ; par contre celle-ci ne pouvait quitter l'usine au moment où elle avait fini son travail et devait rester dans la chambre de repos jusqu'à 6 heures du matin, heure d'ouverture des portes de la minoterie par le patron. Il en résultait qu'une équipe devait chaque jour 16 h de présence à l'usine et l'autre 18 h. Le patron déclarait avoir été obligé d'adopter ce système parce que les hommes qui devaient commencer à minuit se présentaient souvent dans un état d'ébriété tel qu'ils ne pouvaient exécuter leur tâche ; il redoutait les accidents qui pouvaient se produire dans ces conditions ».
Une autre grève débute fin décembre 1904, c'est celle d'une trentaine de couvreurs qui réclament entre autres le respect de la loi sur la journée de 10 heures ; mais le conflit s'étend en janvier 1905 à d'autres professions et on dénombre bientôt 700 grévistes. Des manifestations, drapeau rouge en tête, sont organisées. L'hebdomadaire conservateur L'Action libérale écrit : « La terreur règne à Pont-l'Abbé ». Le Nouvelliste de Bretagne ajoute : « Les grévistes ont débauché jusqu'aux cochers de vieilles dames ». Les grévistes finirent par obtenir satisfaction, mais 53 d'entre eux furent licenciés. La plupart de ces derniers participèrent à la création éphémère d'une société coopérative ouvrière de production, L'Abeille, en 1906. En mai 1905, c'est au tour des ouvrières brodeuses de la ville, près de deux cents femmes, de se mettre en grève.
En 1905, la municipalité radicale-socialiste dirigée par Louis Christ décide de débaptiser les noms traditionnels de nombreuses rues et places de la ville pour honorer les grands noms de notre histoire républicaine. Pont-l'Abbé perd alors l'essentiel de son patrimoine toponymique : la place du Marhallac'h devient la place Gambetta, la place de la Madeleine est renommée place de la République, la Grand-rue se transforme en rue Jean-Jacques Rousseau, la rue Vallou devint la rue Danton, etc. Quelques autres changements de dénominations ont eu lieu par la suite après la Seconde Guerre mondiale : ainsi la rue Kéréon (la rue des travailleurs du cuir) est devenue la rue Général de Gaulle et la place au Beurre s'est transformée en rue Benjamin Delessert. Rares sont les noms de rues ou places ayant conservé leur dénomination traditionnelle : c'est le cas de la rue du Château, de la rue des Morts ou encore de la place des Échaudés (du nom d'un biscuit très sec déjà vendu au Moyen Âge).

#### Déclin et évolution des traditions bretonnes à la suite des conflits duXXesiècle
André Chevrillon, dès 1920, évoque, dans la "Revue des deux Mondes", le déclin des traditions bretonnes consécutif à la Première Guerre mondiale :

« Si le costume de Pont-l'Abbé est encore un costume, en quelques années, son éclatante couleur a fait place au noir pur. Il est clair que la guerre en éloignant pendant quelques années tous les hommes jeunes, en introduisant dans les fermes la langue des armées, en peuplant la Bretagne de réfugiés, en paralysant les industries qui produisaient les éléments du costume (dès aujourd'hui des chapeaux de bazars remplacent les délicieux béguins XVIIIe siècle des enfants) aura beaucoup contribué à effacer la couleur et le caractère à part de cette incomparable province. »

Quittant peu à peu le quotidien des Bretons, le port du costume perdurera chez les plus anciens jusqu'aux années 1990. Parmi les rendez-vous estivaux, la "Fête des brodeuses" offre depuis 1954 l'occasion aux cercles celtiques et bagads locaux et régionaux, ainsi qu'aux jeunes bigoudens de marquer la tradition à travers danses, épreuves de quatrième catégories au concours des Bagadoù, défilés et réjouissances dans les rues de la ville au deuxième dimanche de juillet.
La troisième semaine de septembre, à travers le Pardon de la Treminoù, le temps est réservé à honorer la mémoire des hommes pendus pour s'être révoltés durant la révolte du papier timbré, notamment à la Chapelle de la Treminoù. C'est pourtant une période qui rime aussi avec une tradition joyeuse, puisque l'occasion d'une fête foraine. Un lundi férié était offert à la jeunesse à cette occasion, effacée en 1989.
En 1902, André Suarès décrivait ainsi les fêtes de la Tréminou :

« Pendant les Fêtes de la Tréminou, qui durent trois jours, la ville est une fille folle ; mais son délire de plaisir n'est point pareil aux autres : il reporte l'esprit à des temps très anciens ; cette folle est paysanne et bretonne : on dirait que cette ville en fête ne compte pas un bourgeois. (...) Les hommes ont un costume qu'on ne rencontre nulle part, brillant et bizarre. Les femmes portent trois jupes en étages; et une coiffe pointue. (...) Les broderies jaunes, la coiffure, les mœurs, tout ici est singulier (...). »

#### Pont-l'Abbé: carrefour ferroviaire
Pendant plusieurs décennies entre le début et le milieu du XXe siècle, Pont-l'Abbé fut au centre d'une étoile ferroviaire formée de trois lignes, désormais fermées.
La ligne Quimper-Pont-l'Abbé

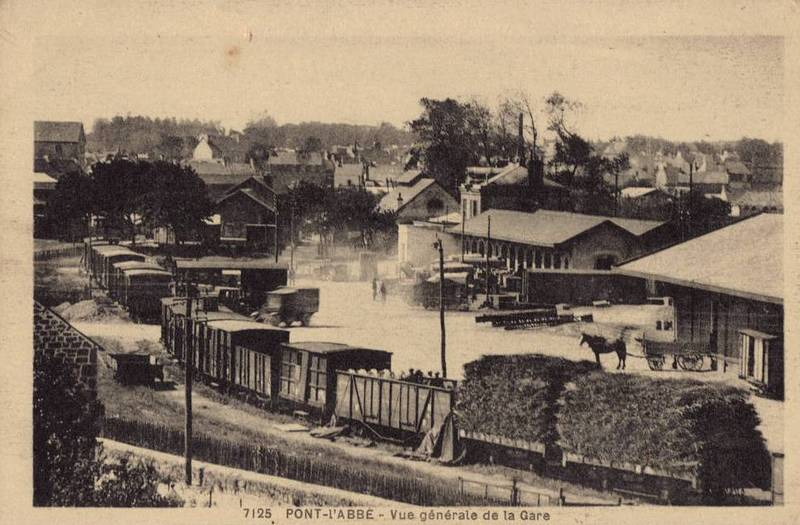
La gare de Pont-l'Abbé en 1910 (gare de la compagnie Paris-Orléans).

En 1884, prolongeant la ligne de Paris à Quimper mise en service en 1863, la Compagnie du chemin de fer de Paris à Orléans met en service la ligne de Quimper à Pont-l'Abbé. La construction de cette voie ferrée a été décidée en 1878 et construite à partir de 1882. Cette ligne desservait Pluguffan et Combrit-Tréméoc ; les trains y roulaient à une vitesse initialement de 20 à 30 km/h portée à environ 60 km/h en 1927. Le service « voyageurs » fut supprimé le 6 février 1939, mais rétabli pendant la Seconde Guerre mondiale. Entre 1942 et 1944, l'armée allemande se servit de cette ligne, ainsi que du « train carottes », pour acheminer les galets de la baie d'Audierne et en particulier du camp Todt de Tréguennec, vers différents points du littoral pour permettre la construction des blockhaus du Mur de l'Atlantique. Le 21 mai 1944, des avions alliés mitraillèrent la gare.
La ligne a cessé son service voyageurs en 1950 et la SNCF la ferme totalement en 1988. Un service de cars, commencé dès 1934, assure désormais les liaisons avec les gares ferroviaire et routière de Quimper.
Le Conseil général du Finistère a décidé en 1991 l'acquisition du tracé cette ligne et a transformé la plate forme en chemin de randonnée entre l'ancienne gare de Pont-l'Abbé et Ti Lipig en Pluguffan.
La gare, construite en 1890, a longtemps abrité une halle à marée.
Le « train carottes »
La ligne ferroviaire à voie métrique surnommée « train carottes », exploitée initialement par les Chemins de fer armoricains, fut inaugurée le 1er octobre 1912 et ferma le 30 juin 1935, ne fonctionnant donc que 33 ans à peine. La voie ferrée partait de Pont-l'Abbé et desservait les gares de Plonéour-Lanvern, Tréogat, Pouldreuzic, Plozévet, Plouhinec, Pont-Croix, pour aboutir à Audierne ; la ligne desservait aussi des arrêts facultatifs supplémentaires comme celui de Plovan. « C'était un train mixte de marchandises et de voyageurs, qui a eu un impact important sur la vie économique et sociale en pays bigouden et dans le cap Sizun » a écrit l'historien Serge Duigou.
Un chemin de randonnée emprunte désormais une partie de l'itinéraire du « train carottes ».
Le « train Birinik »

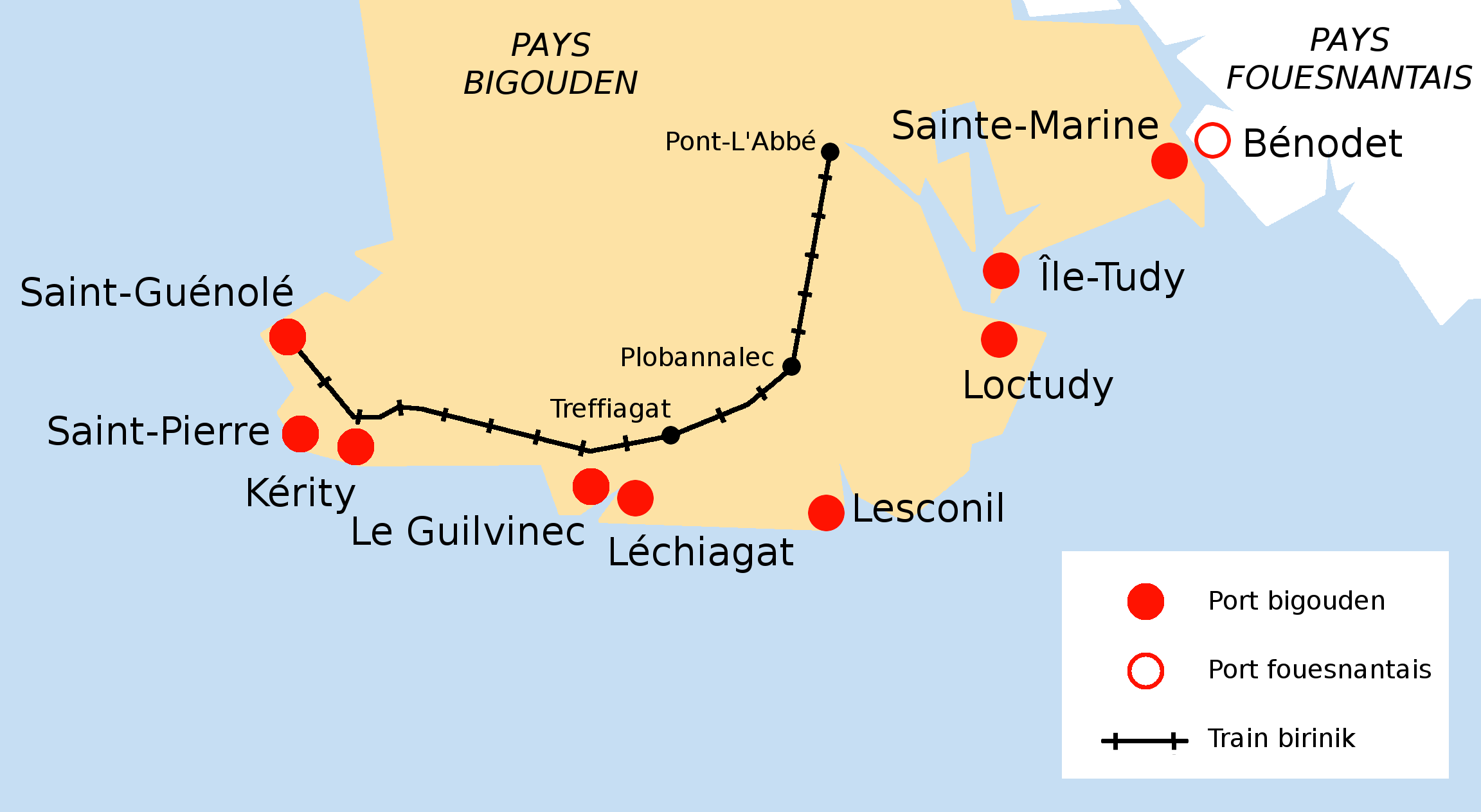
Le tracé de la ligne du train birinik.

Cette ligne ferroviaire à voie métrique, qui doit son surnom à un coquillage, le birinik (bernique en breton), déclarée d'utilité publique en 1899, est mise en service le 4 juillet 1907 (elle ne sera jamais inaugurée officiellement) ; longue de 18,7 km, elle partait de Pont-l'Abbé et allait jusqu'à Saint-Guénolé, desservant au passage Plobannalec-Lesconil, Treffiagat, Guilvinec, Penmarc'h et Kérity. La ligne était exploitée par la compagnie des Chemins de fer départementaux du Finistère. Environ 50 minutes étaient nécessaires pour parcourir la totalité du trajet à la moyenne de 20 kilomètres par heure. Après une fermeture temporaire entre 1939 et 1941, le « train Birinik » reprit du service, intégré alors au Réseau breton, et la voie ferrée fut même mise à écartement normal en 1947 pour éviter les transbordements en gare de Pont-l'Abbé, mais n'assurant plus qu'un trafic marchandises, ce qui n'évita pas la fermeture de cette ligne transbigoudène le 20 juin 1963.
Cette ligne joua un rôle important pour la pêche bigoudène et contribua aussi à favoriser l'essor du tourisme en pays bigouden.

#### Les débuts du tourisme
Marie de Kerstrat, connue aussi sous le nom de Marie de Grandsaignes, développa un tourisme de luxe sur les bords de la rivière de Pont-l'Abbé entre 1882 et 1897 en créant un véritable village de vacances dans sa propriété du Suler. En 1937, le nombre des estivants à Pont-l'Abbé, séjournant tant à l'hôtel que chez l'habitant, est estimé à 1 000 personnes.
La première "Reine des brodeuses" est élue par l'ensemble des ateliers de broderie de Pont-l'Abbé en 1909, mais ce n'est qu'en 1954 que la première "Reine de la Fête des Brodeuses" est élue dans le cadre de la création de cette fête.

#### La Première Guerre mondiale
226 soldats de Pont-l'Abbé sont morts pour la France pendant la Première Guerre mondiale ; parmi eux, par exemple, le sous-lieutenant Adolphe Le Loch tué au combat le 5 mars 1915 à Notre-Dame-de-Lorette (Pas-de-Calais), décoré de la Légion d'honneur à titre posthume.

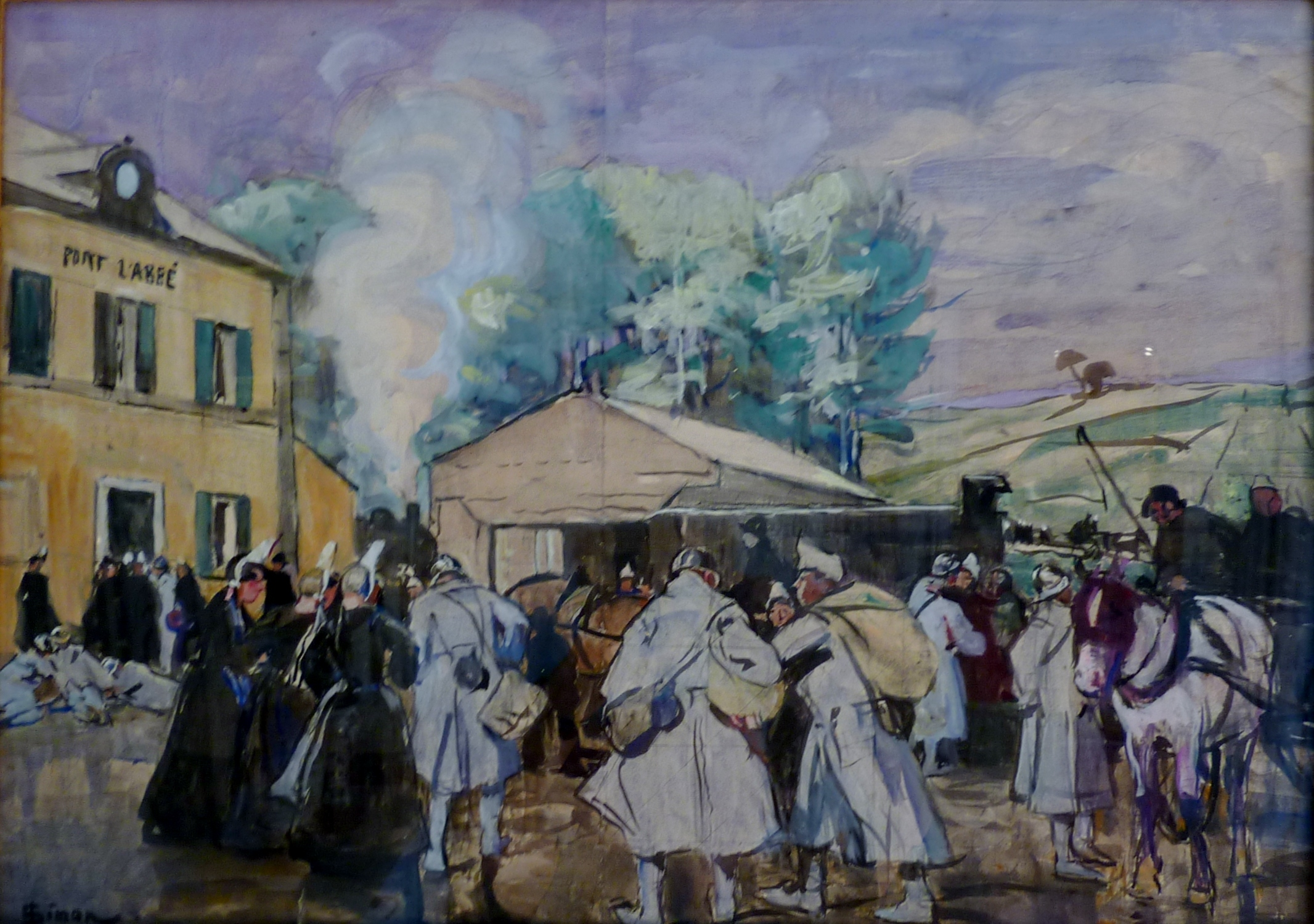
Lucien Simon : Départ des permissionnaires de la Grande Guerre à la gare de Pont-l'Abbé (1916, manoir de Kerazan, fondation Astor).

L'Hôtel-Dieu (couvent des Augustines) de Pont-l'Abbé fut, dès le 12 août 1914, transformé en hôpital militaire, le « HC no 38 », et le resta jusqu'en février 1919, les malades civils étant relégués à l'hospice. André Marie Plougouven, un finistérien originaire de Plougonven, soldat de deuxième classe au 219e régiment d'infanterie, fut le premier soldat hospitalisé à Pont-l'Abbé à décéder des suites de ses blessures de guerre dès le 28 septembre 1914 ; par la suite, des soldats originaires de toute la France y furent hospitalisés, par exemple Jules Serayet, un ardéchois soldat de deuxième classe du 64e bataillon de chasseurs alpins, décéda le 23 mars 1915 à l'« hôpital temporaire no 38 », place Gambetta.
Le peintre Lucien Simon a peint les permissionnaires dans la cour de la gare de Pont-l'Abbé.
Le monument aux morts de Pont-l'Abbé est d'un modèle très répandu avec degrés, acrotères et stèle en leucogranite ; ses plaques nominatives sont en labrador bleu de Norvège. Il est situé dans le cimetière, rue Jean Lautredou.

#### L'Entre-deux-guerres
La minoterie "Méret Frères et Mell Frères" ouvre en 1921 ; elle a fermé en 1997.
L'Entre-deux-guerres est une période de vives tensions entre "laïques et "cléricaux" à Pont-l'Abbé. Le curé Georges Le Borgne s'oppose vivement au premier maire radical-socialiste Charles Le Bastard : « La ville est coupée en deux : deux écoles (l'"école primaire supérieure" [futur lycée Laënnec] est inaugurée en 1929 (il est doté par l'architecte Georges-Robert Lefort d'un campanile ; le bâtiment a un style "religieux", un comble !), deux patronages (le patronage laïque est inauguré en 1927), deux sociétés de gymnastique, deux clubs et terrains de foot, deux troupes théâtrales, bientôt deux cinémas. Même les commerçants sont catalogués laïques ou cléricaux ». La tension culmine les 9 et 10 août 1930 lors du rassemblement des patronages catholiques finistériens organisé à Pont-l'Abbé sous la présidence d'Adolphe Duparc, le maire socialiste Auguste Coïc interdisant alors le défilé et le pavoisement des rues (il fut suspendu un mois par le préfet pour abus de pouvoir) ; le congrès du Bleun Brug organisé dans cette même ville en septembre 1933 aiguisa encore les rivalités entre les deux camps.
Le château des Barons du Pont est inscrit à l'inventaire des Monuments historiques par arrêté du 2 décembre 1926.
Un film en noir et blanc et sonore illustre la fête du Parti communiste, très influent sur le littoral du Pays bigouden à cette époque, qui se déroula le 7 août 1938 à Pont-l'Abbé, présidée par Marcel Cachin et au cours de laquelle L'Internationale en breton fut chantée par la chorale Labour Ha Kan, venue de Paris.
Le 8 février 1939 53 réfugiés espagnols sont hébergés à Pont-l'Abbé.

#### La Seconde Guerre mondiale
48 personnes de Pont-l'Abbé sont mortes pour la France pendant la Seconde Guerre mondiale dont de nombreux résistants comme Louis Lagadic, Marcel Cariou, Raymond Guenet, Pierre Volant, Pierre Nicolas, Jean Le Berre, Abel Friant, Roger Signor, etc.
D'autres résistants pont-l'abbistes ont survécu : parmi eux par exemple, Yves Bernard, arrêté le 28 octobre 1942, qui fut déporté à Buchenwald, puis à Dora, sabotant les fusées V1 et V2 à la construction desquelles il participait ; Alain Madec et Lucien Guennau, ainsi que parmi les membres des Forces françaises libres, Joël Lazennec.
Parmi les marins victimes de la Seconde Guerre mondiale, Pierre Volant (un homonyme du résistant cité dans le paragraphe précédent) reçut la Médaille militaire, la Croix de guerre et la Légion d'honneur et André Milliner a reçu la Légion d'honneur.
La Kommandantur s'installa dans le bâtiment principal de l'école Saint-Gabriel, qui devint aussi une prison pour 50 résistants ; deux d'entre eux y furent fusillés en juin 1944. Les camions allemands de l'organisation Todt, qui emmenaient les ouvriers au bord de mer pour la construction du Mur de l'Atlantique, étaient stationnés sur la place de la République à Pont-l'Abbé ; de jeunes résistants décidèrent le 1er mai 1942 de crever une quinzaine de pneus ; ils furent arrêtés le 16 octobre 1942 par les gendarmes de Pont-l'Abbé à la suite d'une dénonciation collective et jugés à Rennes le 21 janvier 1943 et, condamnés à cinq ans de prison, transférés à la prison centrale de Poissy. Le 19 janvier 1944, la voie ferrée entre Pont-l'Abbé et Tréguennec est sabotée par des résistants bigoudens, qui provoquent aussi un peu plus tard le déraillement d'une locomotive sur cette même ligne le 21 avril 1944.

#### Les autres guerres duXXesiècle
Sept soldats de Pont-l'Abbé sont morts pour la France pendant la guerre d'Indochine : Louis-Marie Le Breton, tué par l'ennemi le 31 janvier 1952 à Hoa Binh, François Le Cléach, mort en captivité le 28 août 1954 à Dien-Bien-Phu, Jean Lozach, tué par une mine le 23 août 1953 à Tac Ong Nhia (Cochinchine), Fernand Bois, mort le 15 novembre 1950 à Na Laing (Tonkin), Maurice Donval, René Graslin mort le 29 novembre 1950 à Hanoï et Albert Guéguen tué le 24 janvier 1947 à Hanoï.

#### L'après Seconde Guerre mondiale
Aux élections municipales de 1947, la liste socialiste dirigée par Le Moal, à laquelle s'est rallié le MRP, bat la liste communiste dirigée par Alain Le Signor. En 1953, la rivalité vive entre socialistes et communistes dont les listes se maintiennent toutes les deux au second tour permet la victoire de la liste MRP dirigée par Jean Laudrédou.
Marie-Anne Le Minor développe une activité de fabrication de poupées bretonnes et diversifiant sa production en développant une activité de broderie et de tapisserie, employant jusqu'à plus de 600 personnes, dans les décennies d'après-guerre.
Entre 1950 et 1980, les ateliers Kervennic développent une production de prêt-à-porter, principalement de vêtements d'enfants, et aussi de fabrication de poupées bretonnes, employant jusqu'à 45 salariées.
La "Fête des Brodeuses"est créée en 1954 ; la première "Reine de la Fête des brodeuses" est Marie-José Le Disloquer.
En juin 1955 le Musée bigouden est inauguré dans le château des Barons du Pont.
En 1959, un trésor constitué d'une cinquantaine de pièces datant des environs de 1440 fut trouvé par un entrepreneur effectuant des travaux de pavage dans une venelle de la rue Poulfranc.
Le 9 mars 1970, 250 commerçants et artisans de Pont-l'Abbé et des communes avoisinantes, à l'appel du CID-UNATI, manifestèrent violemment, s'attaquant au Centre Leclerc (alors situé rue du Lycée) ; il y eut quelques blessés légers dont le directeur du magasin et quelques manifestants.
Le 9 août 1971 est créée l'ARISPE (Association pour la sauvegarde de la rivière de Pont-l'Abbé) dont le but est de « protéger les rives de la Rivière de Pont-l'Abbé de toute pollution et atteinte à son environnement ». L'association lutte victorieusement contre plusieurs projets d'aménagement (notamment contre un projet de port de plaisance entre l'île Chevalier et la rive de Combrit, ainsi que contre un projet de village de vacances dans le bois de Bodilio) ; cette association est toujours active actuellement.

### LeXXIesiècle
L'ancienne gare, un temps à l'abandon, a été transformée en multiplexe cinématographique (le "Cinéville") en 2019 comprenant 4 salles et offrant en tout 610 places.

## Politique et administration

### Liste des maires
| Période       | Période                   | Identité           | Étiquette                | Qualité |
| ------------- | ------------------------- | ------------------ | ------------------------ | --- |
| août 1944     | mai 1945                  | Alain Le Dilosquer |                          | Artisan plâtrier Président de la délégation spéciale |
| mai 1945      | novembre 1945             | Léon Le Moal       | SFIO                     | Retraité RATP Démissionnaire |
| novembre 1945 | octobre 1947              | Noël Le Bleis      | PCF                      | Artisan menuisier |
| octobre 1947  | mai 1953                  | Léon Le Moal       | SFIO                     | Retraité RATP |
| mai 1953      | mai 1958                  | Jean Lautredou     | MRP                      | Mercier en gros Conseiller général de Pont-l'Abbé (1955 → 1958) Décédé en fonction |
| juillet 1958  | mars 1983                 | Henry Bénard       | MRP puis CD puis UDF-CDS | Chirurgien à l'Hôtel-Dieu de Pont-l'Abbé Conseiller général de Pont-l'Abbé (1958 → 1979) |
| mars 1983     | juin 1995                 | Sébastien Jolivet  | UDF-CDS                  | Clerc de notaire Conseiller général de Pont-l'Abbé (1985 → 1998) Président de la CC du Pays Bigouden Sud (fév. 1995)                                                                                                 |
| juin 1995     | mars 2001                 | Annick Le Loch     | PS                       | Commerçante Députée du Finistère (7e circ.) (2007 → 2017) Conseillère générale de Pont-l'Abbé (1998 → 2011) Vice-présidente du conseil général du Finistère (2004 → 2008)                                            |
| mars 2001     | mars 2008                 | Thierry Mavic      | RPR puis UMP             | Informaticien 2e vice-président de la CC du Pays Bigouden Sud (2001 → 2008) |
| mars 2008     | avril 2014                | Daniel Couïc       | PS                       | Ingénieur en bâtiment et travaux publics retraité Conseiller général de Pont-l'Abbé (2011 → 2015) 1er vice-président de la CC du Pays Bigouden Sud (2008 → 2014)                                                     |
| avril 2014    | juillet 2016              | Thierry Mavic      | UMP puis LR              | Informaticien Conseiller départemental de Pont-l'Abbé (2015 → 2021) Vice-président de la CC du Pays Bigouden Sud (2014 → 2016) Démissionnaire                                                                        |
| juillet 2016  | En cours (au 28 mai 2020) | Stéphane Le Doaré  | LR                       | Géomètre-expert Conseiller départemental de Pont-l'Abbé (2021 → ) 6e vice-président du conseil départemental du Finistère (2021 → ) Président de la CC du Pays Bigouden Sud (2020 → ) Réélu pour le mandat 2020-2026 |

### Jumelage et partenariats
- Betanzos (Galice), Espagne
- Schleiden (Eifel), Allemagne

## Population et société

### Démographie

#### Évolution démographique
L'évolution du nombre d'habitants est connue à travers les recensements de la population effectués dans la commune depuis 1793. Pour les communes de moins de 10 000 habitants, une enquête de recensement portant sur toute la population est réalisée tous les cinq ans, les populations de référence des années intermédiaires étant quant à elles estimées par interpolation ou extrapolation. Pour la commune, le premier recensement exhaustif entrant dans le cadre du nouveau dispositif a été réalisé en 2004.
En 2022, la commune comptait 8 403 habitants, en évolution de +2,69 % par rapport à 2016 (Finistère : +2,16 %, France hors Mayotte : +2,11 %). Le maximum de la population a été atteint en 2011 avec 8 432 habitants.
| 1793  | 1800  | 1806  | 1821  | 1831  | 1836  | 1841  | 1846  | 1851  |
| ----- | ----- | ----- | ----- | ----- | ----- | ----- | ----- | ----- |
| 1 698 | 1 884 | 1 883 | 2 115 | 2 785 | 3 163 | 3 325 | 3 626 | 3 810 |

| 1856  | 1861  | 1866  | 1872  | 1876  | 1881  | 1886  | 1891  | 1896  |
| ----- | ----- | ----- | ----- | ----- | ----- | ----- | ----- | ----- |
| 3 947 | 4 286 | 4 526 | 4 739 | 4 991 | 5 110 | 5 729 | 5 536 | 5 797 |

| 1901  | 1906  | 1911  | 1921  | 1926  | 1931  | 1936  | 1946  | 1954  |
| ----- | ----- | ----- | ----- | ----- | ----- | ----- | ----- | ----- |
| 6 315 | 6 432 | 6 652 | 6 637 | 6 724 | 6 656 | 6 563 | 6 644 | 6 393 |

| 1962  | 1968  | 1975  | 1982  | 1990  | 1999  | 2004  | 2006  | 2009  |
| ----- | ----- | ----- | ----- | ----- | ----- | ----- | ----- | ----- |
| 6 396 | 6 791 | 7 325 | 7 266 | 7 374 | 7 849 | 8 001 | 8 132 | 8 065 |

| 2014  | 2019  | 2022  | - | - | - | - | - | - |
| ----- | ----- | ----- | - | - | - | - | - | - |
| 8 233 | 8 369 | 8 403 | - | - | - | - | - | - |

Commentaire : La population de Pont-l'Abbé a été multipliée par 4,7 en 218 ans entre 1793 et 2011, progressant surtout au cours du XIXe siècle et du début du XXe siècle d'une part (un premier maximum relatif est atteint en 1926 avec 6 724 habitants, suivi d'une longue période de stagnation, voire de léger déclin entre 1926 et 1962 (cette année-là, la population est de 6 396 habitants, inférieure de 326 habitants à la population de 1926), d'autant plus remarquable que la France est à cette époque en cours de rapide urbanisation ; la période 1962-2011 montre toutefois une croissance modérée, la ville gagnant alors 1 946 habitants en 49 ans, soit un gain moyen d'une quarantaine d'habitants par an (le taux de croissance annuelle reste modeste : + 0,5 % l'an entre 1999 et 2010 par exemple); la population croît uniquement en raison d'une immigration nette notable (+ 1,1 % l'an entre 1999 et 2010) car le solde naturel est même négatif (- 0,6 % l'an entre 1999 et 2010, car le nombre des décès est supérieur à celui des naissances, le taux de mortalité entre 1999 et 2010 a été de 14,6 pour mille alors que le taux de natalité n'a été que de 8,9 pour mille, ceci en raison d'une structure par âge de la population assez vieille : les moins de 20 ans ne représentent en 2010 que 20,7 % alors que les 65 ans et + représentent la même année 26,7 % de la population totale). Comme toutes les villes-centres, Pont-l'Abbé est atteint par la périurbanisation, qui profite aux communes périphériques, d'autant plus que l'exiguïté du finage communal a provoqué l'extension des zones commerciales périphériques le long de la rocade contournant la ville ; la principale zone commerciale, celle de Kerganet, se trouve par exemple sur le territoire de la commune de Plonéour-Lanvern, et les projets d'extension de cette zone décidés par la municipalité de Plonéour-Lanvern ont provoqué des protestations de la part des commerçants du centre-ville de Pont-l'Abbé et aussi des polémiques entre les deux municipalités de Pont-l'Abbé et de Plonéour-Lanvern, d'autant plus qu'elles se trouvent dans deux communautés de communes différentes.

#### Pyramide des âges
La population de la commune est relativement âgée.
En 2018, le taux de personnes d'un âge inférieur à 30 ans s'élève à 27,5 %, soit en dessous de la moyenne départementale (32,5 %). À l'inverse, le taux de personnes d'âge supérieur à 60 ans est de 37,4 % la même année, alors qu'il est de 29,8 % au niveau départemental.
En 2018, la commune comptait 3 807 hommes pour 4 503 femmes, soit un taux de 54,19 % de femmes, largement supérieur au taux départemental (51,41 %).
Les pyramides des âges de la commune et du département s'établissent comme suit.
| Hommes | Classe d’âge | Femmes |
| ------ | ------------ | ------ |
| 1,2    | 90 ou +      | 3,5    |
| 10,3   | 75-89 ans    | 16,5   |
| 21,1   | 60-74 ans    | 21,6   |
| 21,8   | 45-59 ans    | 22,2   |
| 13,8   | 30-44 ans    | 12,5   |
| 18,6   | 15-29 ans    | 13,1   |
| 13,3   | 0-14 ans     | 10,6   |

| Hommes | Classe d’âge | Femmes |
| ------ | ------------ | ------ |
| 0,7    | 90 ou +      | 2,2    |
| 7,8    | 75-89 ans    | 11,5   |
| 19,2   | 60-74 ans    | 20,1   |
| 20,8   | 45-59 ans    | 19,7   |
| 17,7   | 30-44 ans    | 16,6   |
| 17,1   | 15-29 ans    | 14,7   |
| 16,8   | 0-14 ans     | 15,2   |

## Langue bretonne
L'adhésion à la charte Ya d'ar brezhoneg a été votée par le conseil municipal le 8 février 2008.
À la rentrée 2016, 53 élèves étaient scolarisés dans la filière bilingue catholique (soit 6,3 % des enfants de la commune inscrits dans le primaire).
Le plus ancien enregistrement sonore (sur rouleau de cire) en breton d'un Bigouden, Corentin Pichavant, a été effectué en juillet 1900 à l'Exposition universelle de Paris par Léon Azoulay : deux enregistrements en fait, l'un d'un texte biblique en breton Bigouden, l'autre d'une histoire drôle, d'une durée totale de 4'30.

## Lieux et monuments
- Le château des barons du Pont : séparé en deux, il abrite la mairie, mais aussi le Musée bigouden (collection de costumes et coiffes), ancien donjon seigneurial des barons du Pont, datant des XIVe et XVIIIe siècles. On peut y découvrir aussi des caves de l'époque médiévales en sous-sol. La salle des mariages est agrémentée de tableaux de Mathurin Méheut (le port de Sainte-Marine), Henri Sollier et le peintre pont-l'abbiste Jacques Godin.
- La chapelle du Sacré-Cœur : de style néo-roman (XIXe siècle), ancienne chapelle d'enseignement du catéchisme, ne se visite pas.
- La chapelle du château de Pont-l'Abbé.
- L'église Notre-Dame-des-Carmes : ancienne église conventuelle d'un couvent de pères carmes, elle a été construite entre 1383 et 1406 ou 1411. De style gothique, elle renferme de nombreuses statues anciennes et une rosace. On peut y voir plusieurs œuvres brodées de la maison Le Minor (une bannière de 1954, un devant de buffet d'orgues…). Un cloître était accolé à cette église, situé dans l'actuelle cour de l'école publique. Mais il fut démonté complètement et reconstruit au début du XXe siècle au grand séminaire de Quimper, futur lycée Chaptal. L'église Notre-Dame-des-Carmes est dotée d'un grand orgue : instrument symphonique de la maison Beuchet-Debierre (1966-1968) agrandi par la manufacture Dargassies-Gonzales (1990), possédant 43 jeux pour 3 claviers et pédalier, équipé d'une console mobile, transmissions électriques solid-state et combinateur électronique. Par ailleurs, certains des quelques milliers de tuyaux datent du premier orgue c'est-à-dire de 1660. Les vitraux actuels datent de la fin du XIXe et du début XXe siècle[167].

Notre-Dame-des-Carmes
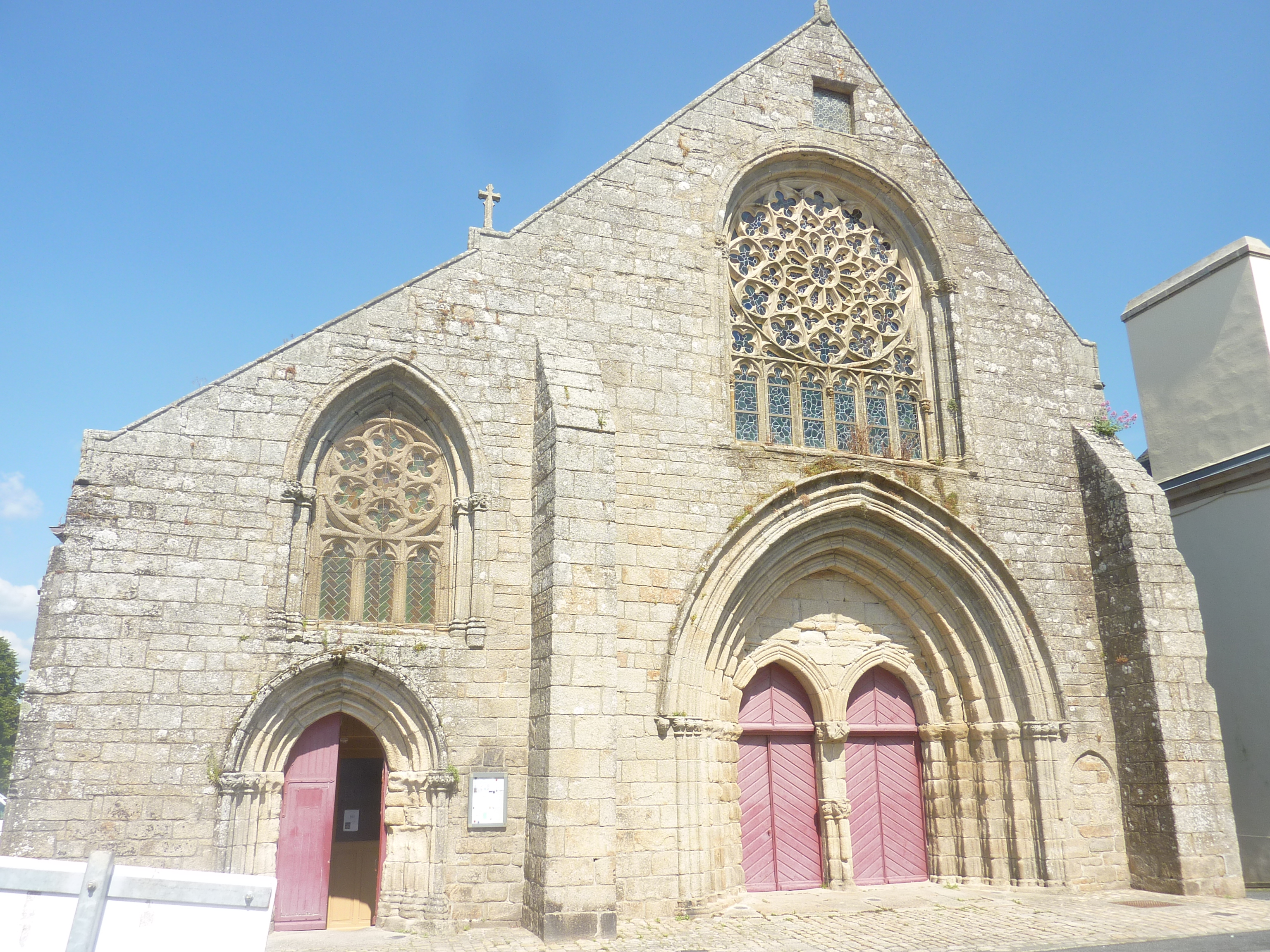
La façade.
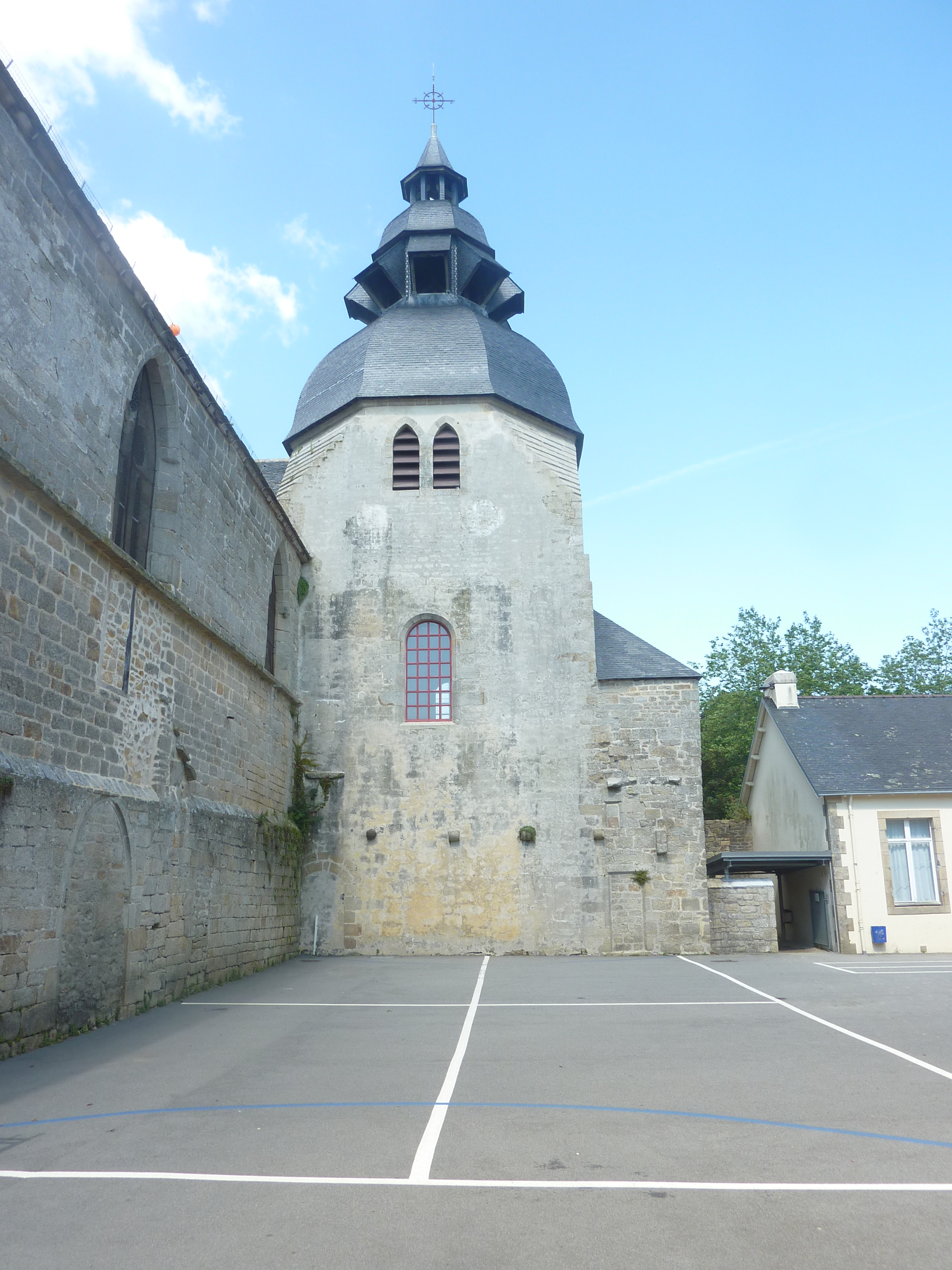
Le clocher.
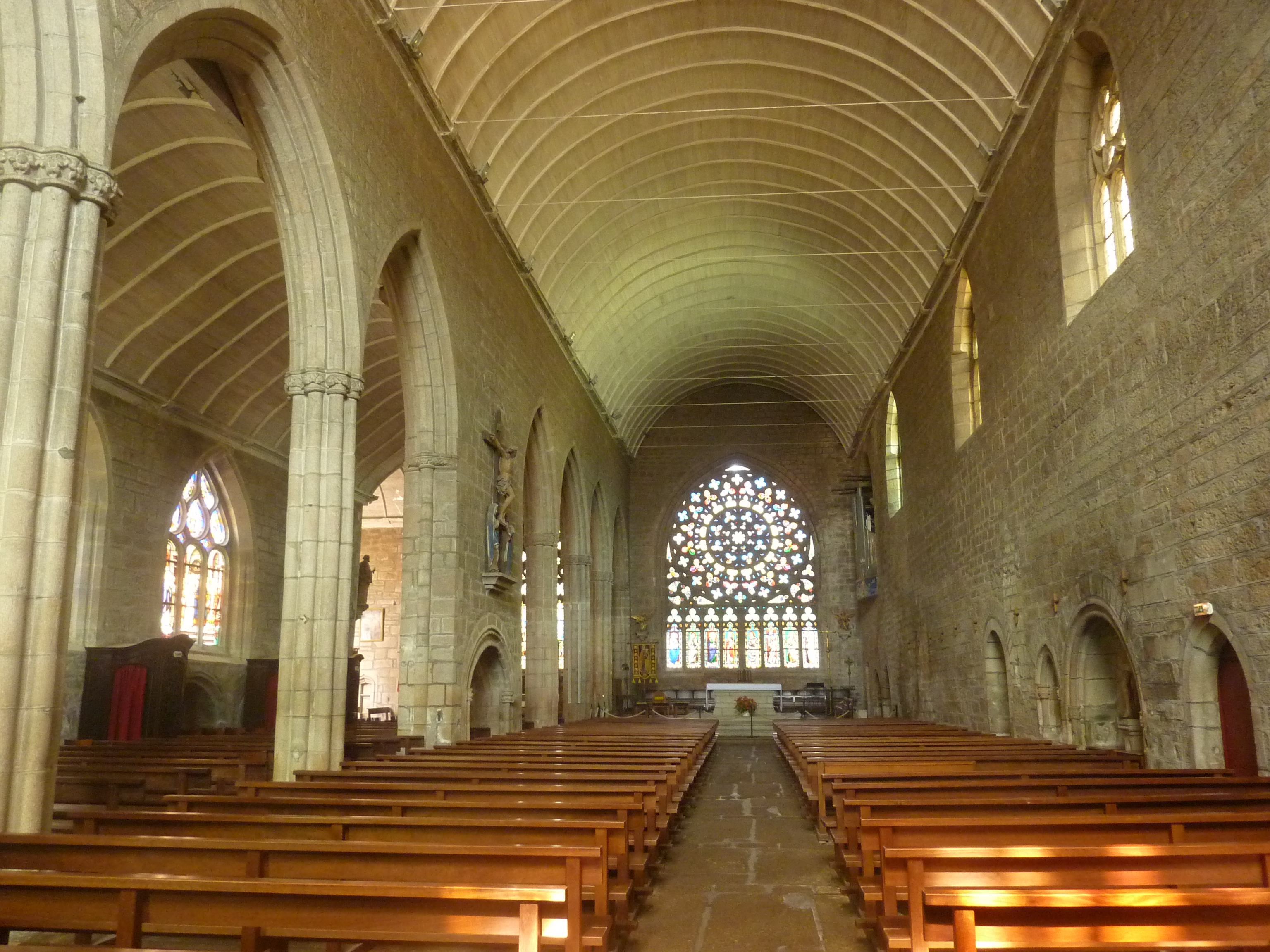
La double nef.
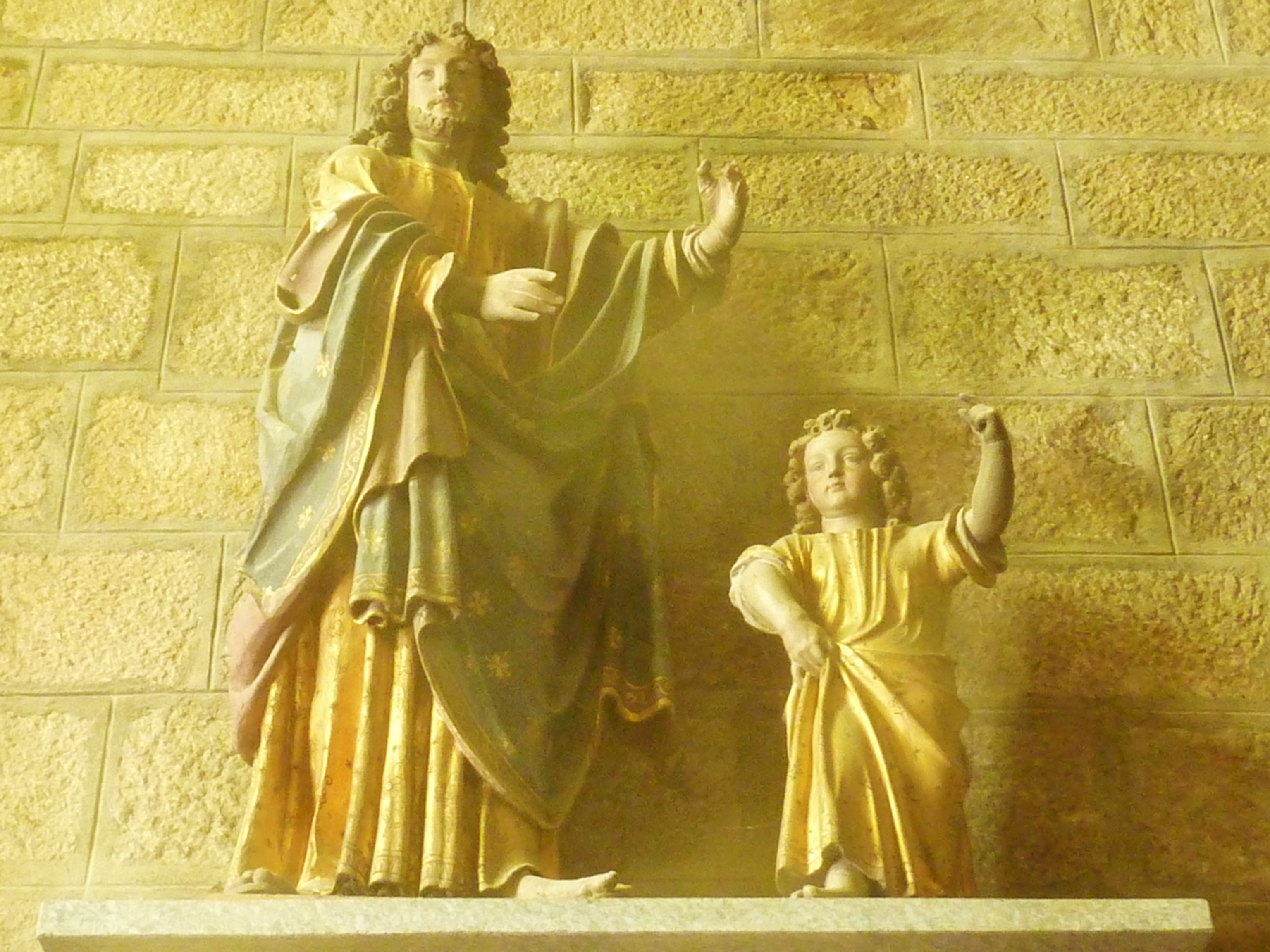
Statues de saint Joseph et Jésus (XVIIe siècle).
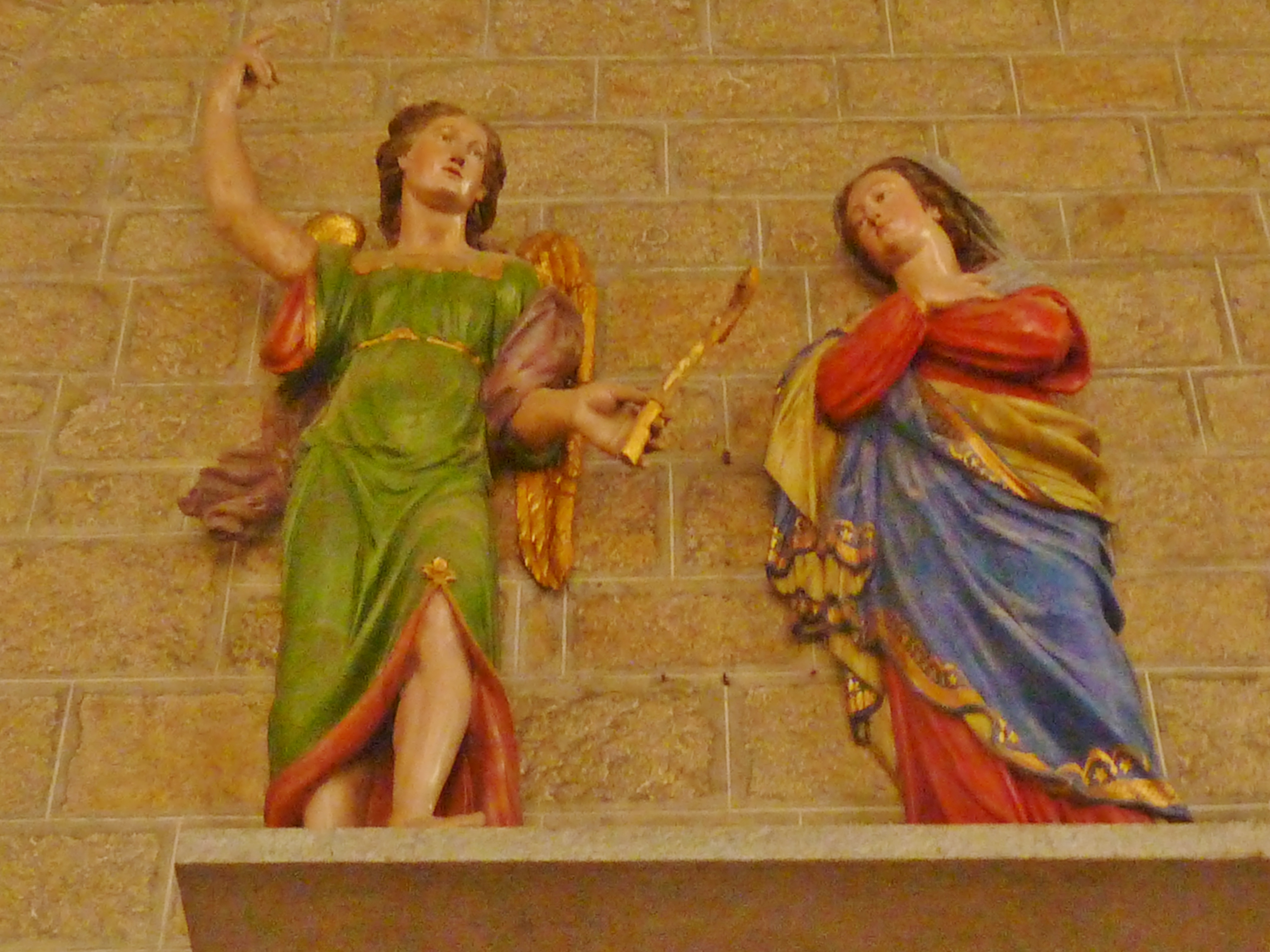
L'Annonciation (groupe statuaire du XVIIe siècle).
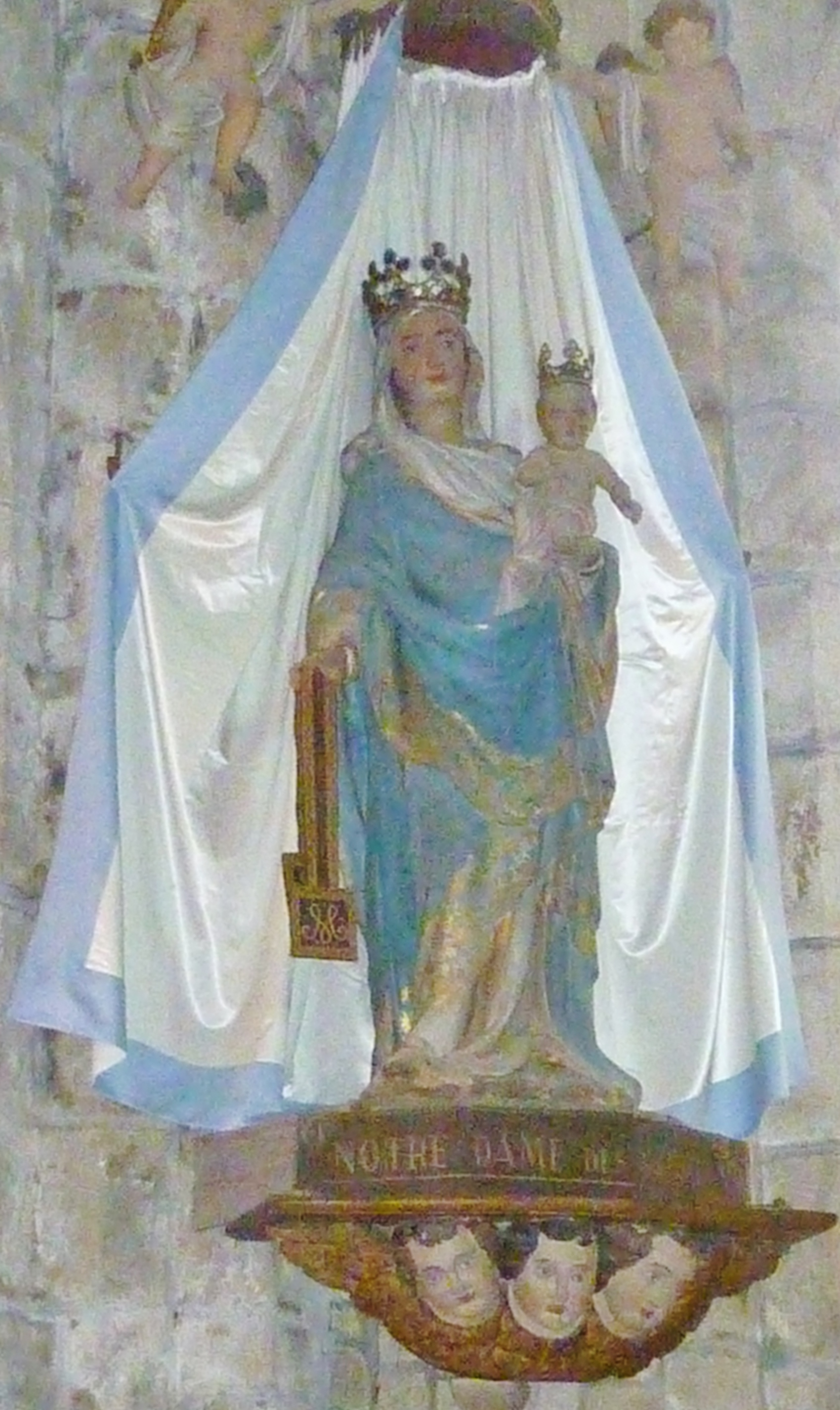
Statue de Notre-Dame-des-Carmes.
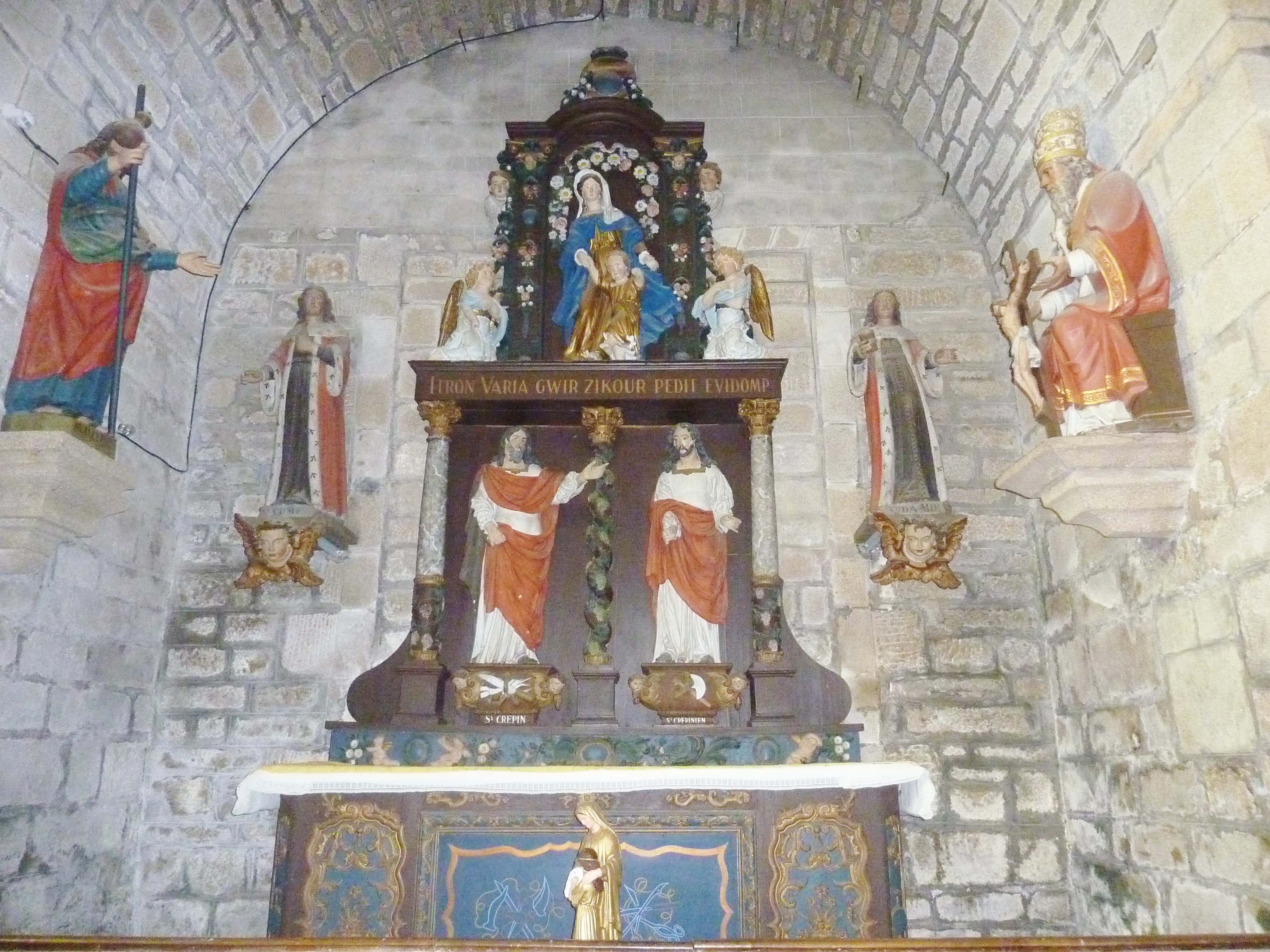
L'autel de la chapelle Saint-Jacques.

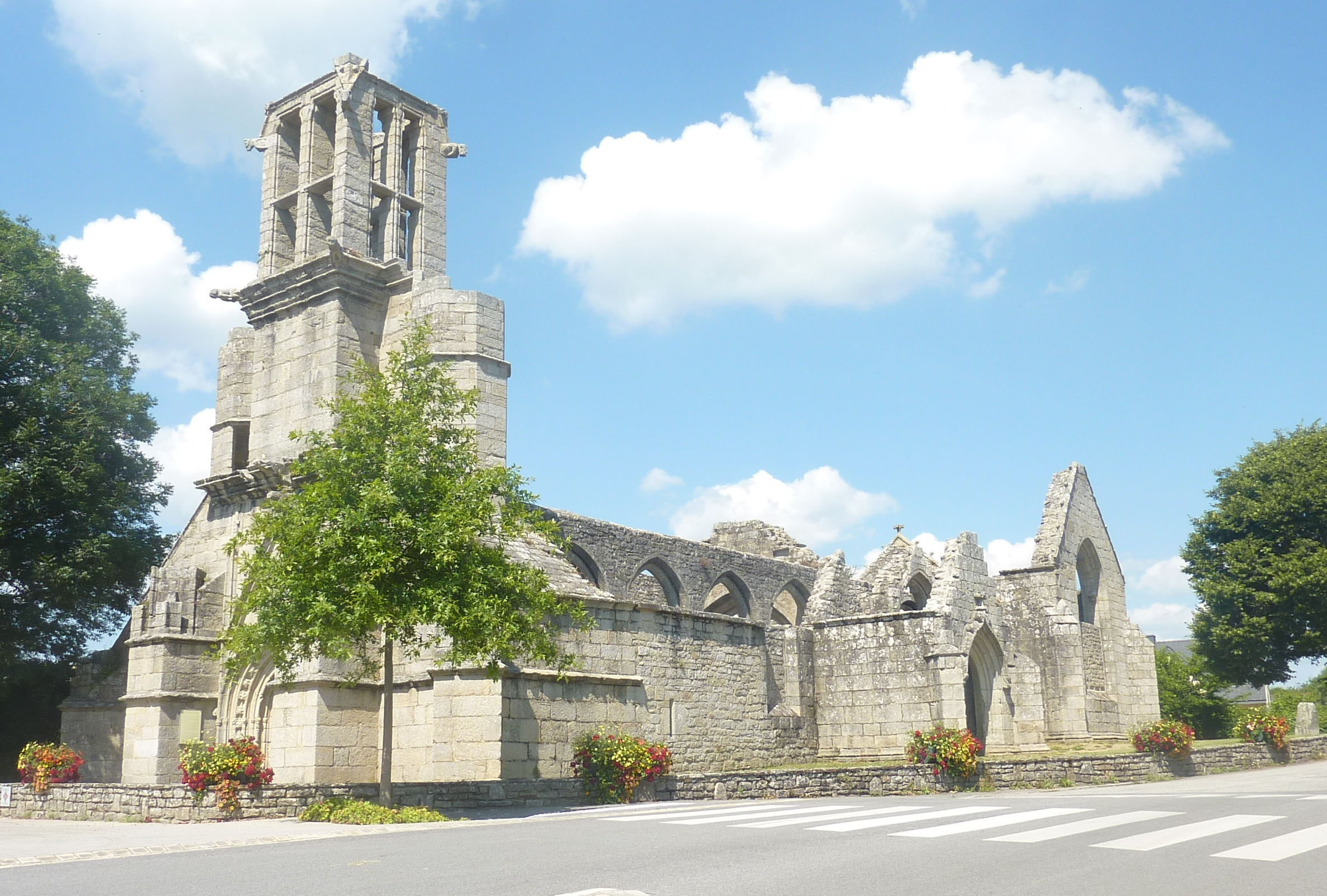
L'église Saint-Jacques de Lambour, vue d'ensemble.

- L'église Saint-Jacques de Lambour : (XIIIe – XVIe siècle), son clocher fut décapité en 1675 en répression à la révolte des Bonnets rouges. De style gothique, ses piliers, ses arcades et ses chapiteaux sont caractéristiques du style de Pont-Croix (XIIIe – XIVe siècle). L'association « Les Amis de Lambour »[168] veille depuis 1983 à la restauration, l'entretien et l'animation de l'édifice, qui a été classé monument historique dès 1896. Le toit, qui menaçait ruine, fut démoli en 1899 sur ordre de monsieur de Najac, alors maire de Pont-l'Abbé et amateur de ruines gothiques[169]. Cette église en ruine n'est désormais utilisée pour le culte que le jour du pardon de Saint-Jacques célébré chaque année le dernier dimanche de juillet[170].
- Le monument aux Bigoudens : œuvre en granit de François Bazin (1931), représente un groupe de cinq Bigoudènes en habit traditionnel du début du XXe siècle (quatre femmes et un enfant) songeant à leur fils, père, époux ou petit-fils qui luttent en mer contre la tempête.
- Le manoir de Kernuz : ce fut dès le XIIe siècle une grande bâtisse avec deux tours et deux casemates ; une muraille de 6 mètres de haut, large de 1,5 mètre et longue de 600 mètres fut construite au XVe siècle, ainsi que la majeure partie du manoir actuel, un corps de garde et un pigeonnier de 900 boulins. Une chapelle du XVIe siècle abrite une statue gémellaire de deux saints et une tombe médiévale[171] ; restauré vers 1850 par l'historien de la Bretagne, Armand du Châtellier. Il abrite dans sa cour intérieure un menhir où une image de Mercure a été sculptée à l'époque romaine, placé là par Paul du Chatellier qui avait fait de ce château un véritable musée archéologique[172]. C'est désormais une propriété privée non visitable[173]. La façade du manoir a été refaite et harmonisée par Joseph Bigot à la fin du XIXe siècle.

Manoir de Kernuz
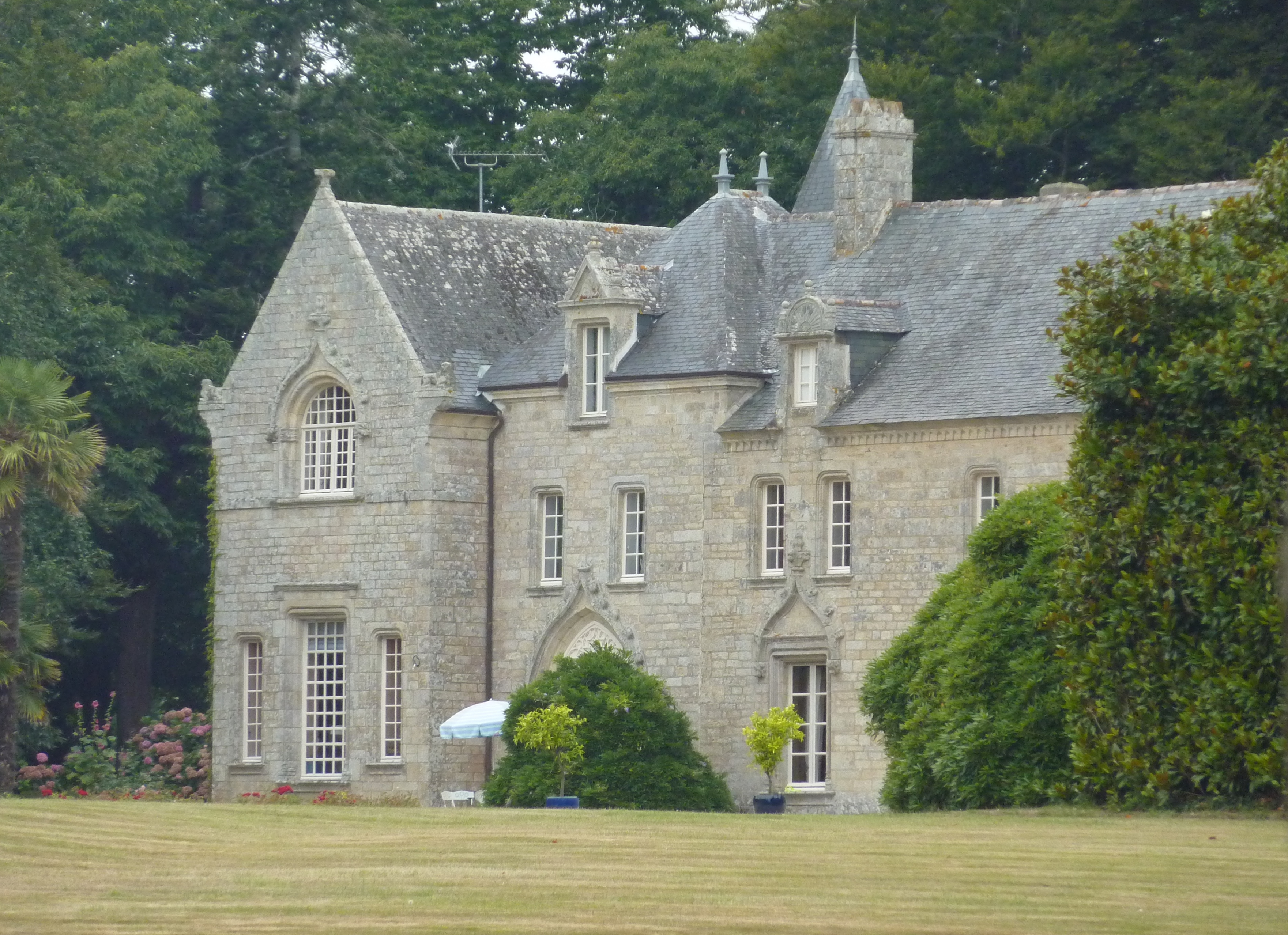
Vue d'ensemble.
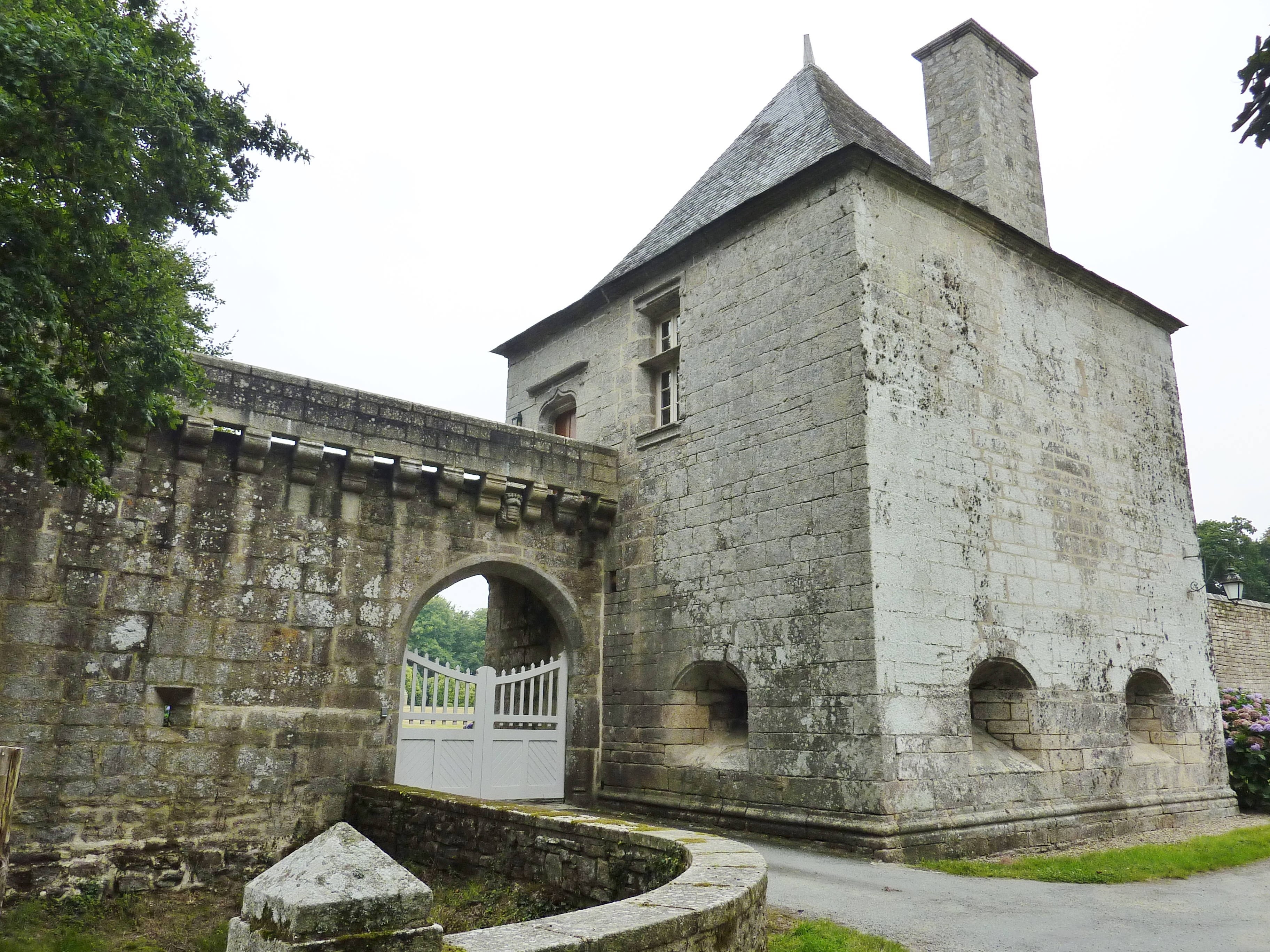
Le portail d'entrée.
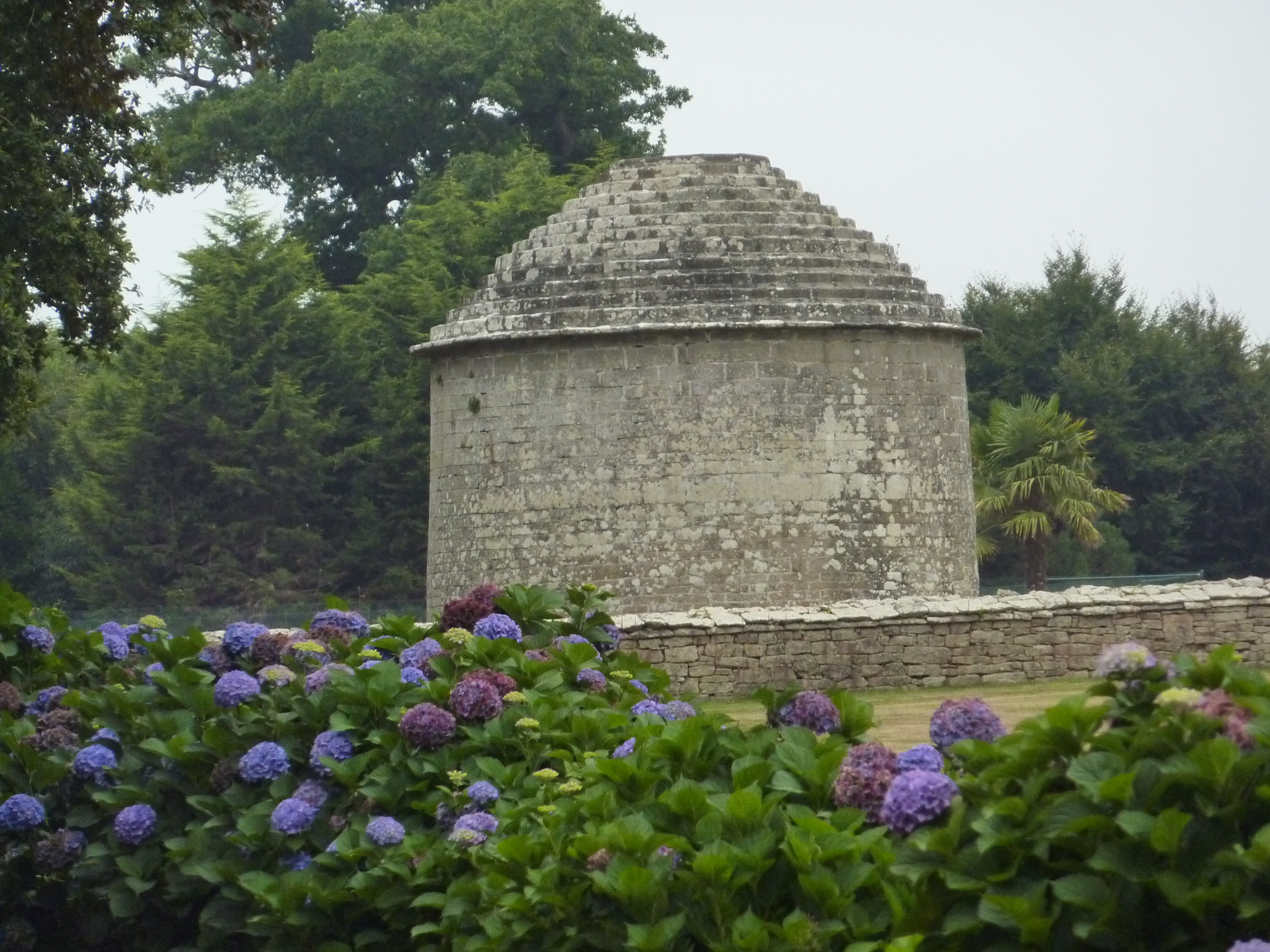
Le pigeonnier.
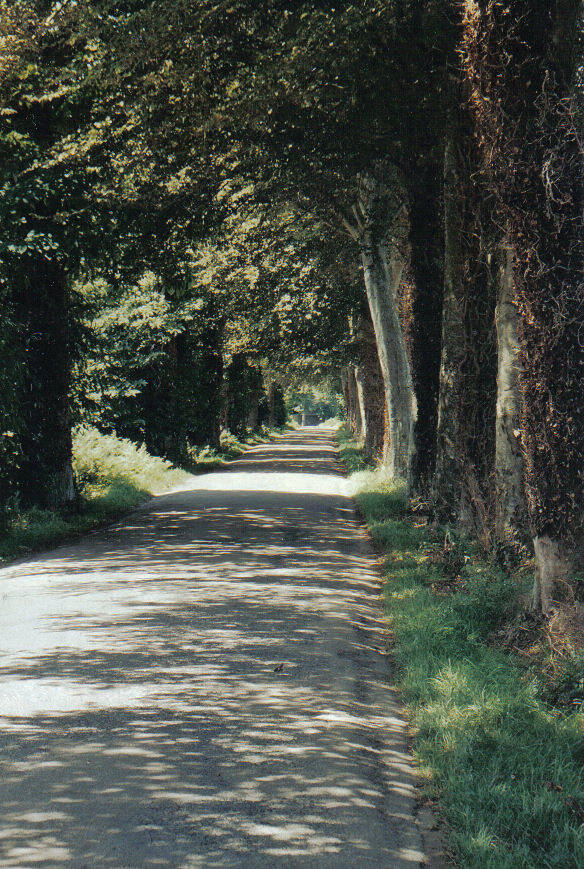
L'allée conduisant au manoir.

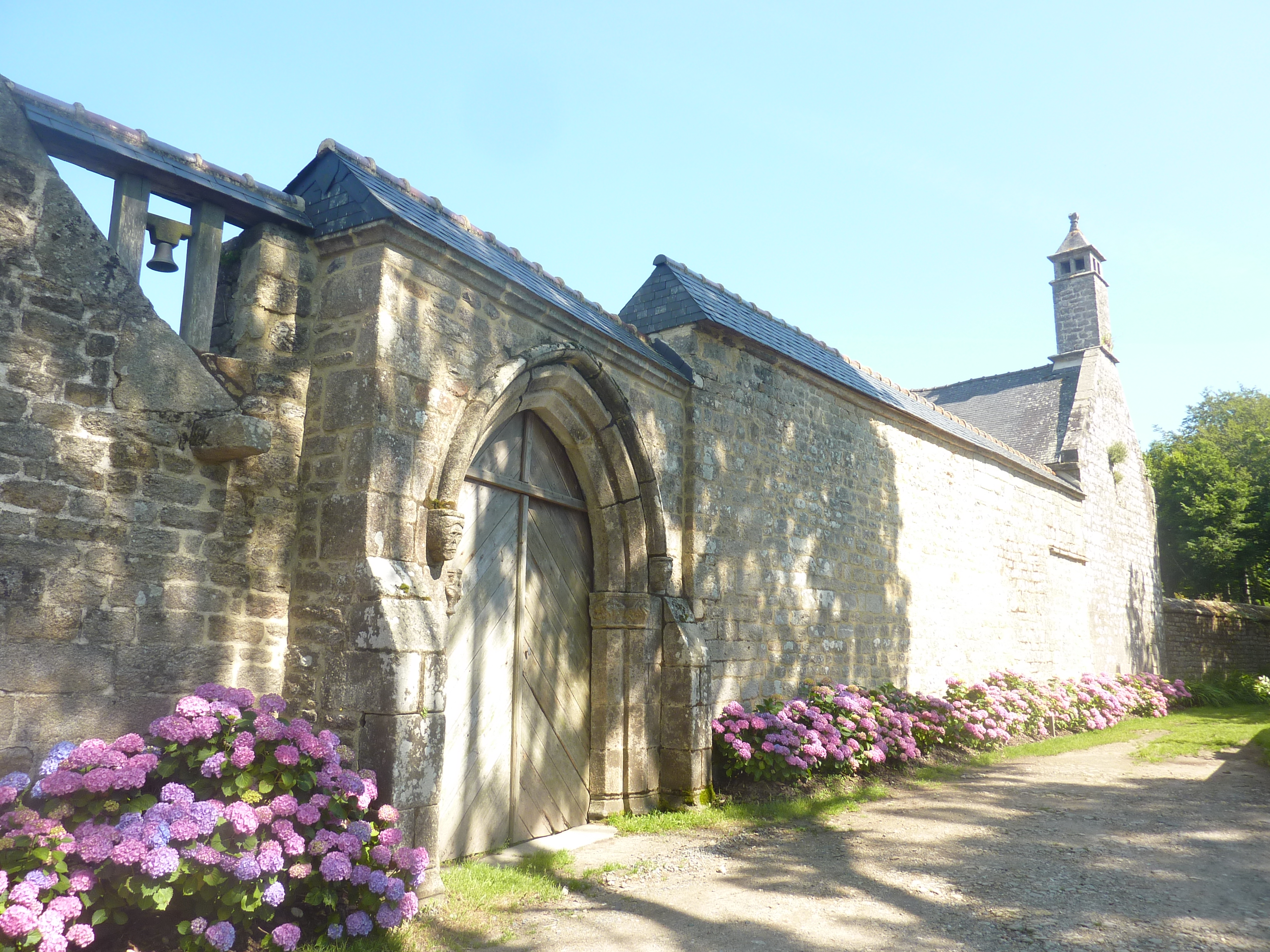
Le manoir de Trévannec, portail d'entrée et campanile.

- Le manoir de Trévannec[174] : cet ancien manoir féodal à salle basse sous charpente[175] est surmonté d'un campanile existant déjà en 1427. La maison actuelle date du Consulat. Le portail d'entrée est orné d'une arcade ogivale à deux têtes[176].
- Le monastère Notre-Dame de la Miséricorde : communauté de sœurs hospitalières Augustines, il appartient à la congrégation des Augustines de la Miséricorde de Jésus.
- La chapelle de la Madeleine, détruite en 1970.
- L'immeuble de la Caisse d'Épargne de Pont-l'Abbé, construit en 1904 par l'architecte Charles Chaussepied.
- Le châtaignier de Kerséoc'h (route de Pont-l'Abbé à Combrit), a 14 mètres de circonférence à 1 mètre du sol et son sommet culminait à 22 mètres)[177]. Il a été victime de plusieurs incendies, dont un provoqué en 1965 par un chasseur qui voulait enfumer une galerie (car il était creux par endroits) afin d'attraper un furet ; il a été évoqué par André Suarès dans Le livre de l'Émeraude et a été peint par Jean Rigaud. Il survit grâce à des rejets[178]. Peut-être âgé de 1 200 ans, il est labellisé arbre remarquable de France en avril 2005[179].

## Tourisme, promenades

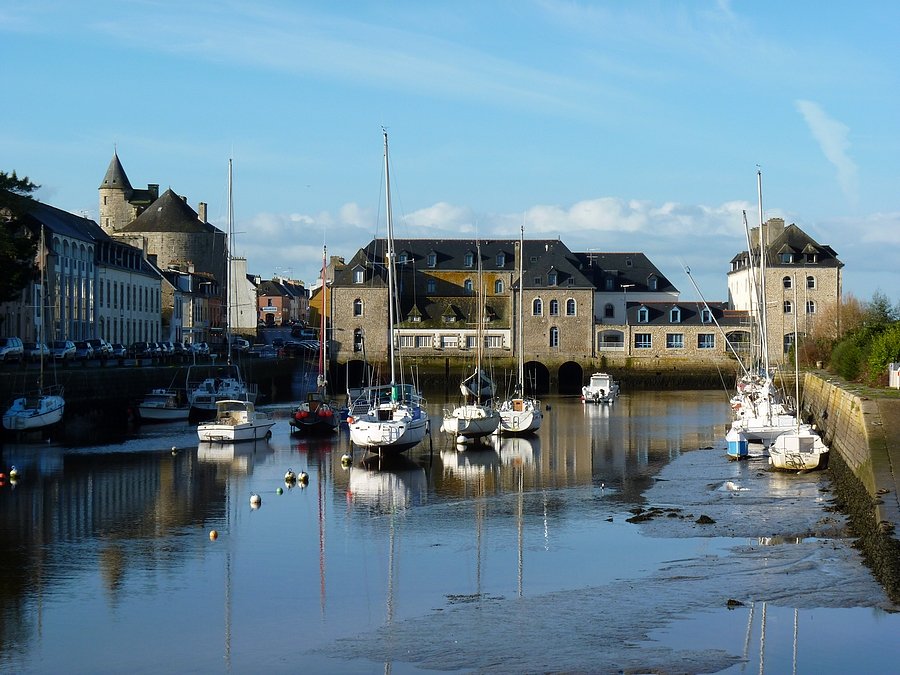
Port de la ville.

- Le chemin de halage : promenade pédestre de 4 km, qui serpente à droite le long de la rivière de Pont-l'Abbé. C'est un site pour observer les oiseaux, notamment des hérons. À l'extrémité de ce chemin, se trouve la ruine d'une maisonnette, construite à la fin des années 1800. C'était jadis un bistrot, et une petite épicerie qui rendait des services aux équipages des bateaux qui venaient s'amarrer à la jetée toute proche. Abandonnée depuis longtemps et en partie détruite, elle a été débarrassée, courant 2007, de la végétation qui l'avait entièrement envahie. Elle est connue des Pont-l'Abbistes sous le nom de « Maison Blanche ». Cette promenade fait partie du GR 34 qui se prolonge jusqu'à Loctudy.
- L'ancienne voie ferrée : réhabilitée en chemin pédestre et piste cyclable jusqu'à Quimper, elle passe notamment près de Tréméoc. D'une distance totale de 20 km, elle débouche non loin du Likès à Quimper.

## Patrimoine artisanal et économie
- La broderie
- La vannerie

Pour en savoir plus : Roger Herisset, « Les vanniers en Basse Cornouaille : des paniers pour les pêcheurs et les conserveries ».
- Le chantier naval de Pors-Moro construit ou restaure des bateaux, notamment de pêche, des bateaux pour la surveillance de plates-formes pétrolières et des bateaux de sauvetage de la SNSM[181].

## Tableaux représentant Pont-l'Abbé et sa région

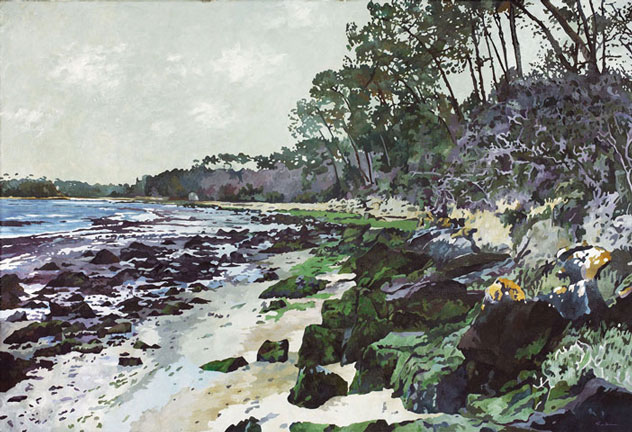
Jacques Godin : Au bois d'amour (rivière de Pont-l'Abbé).

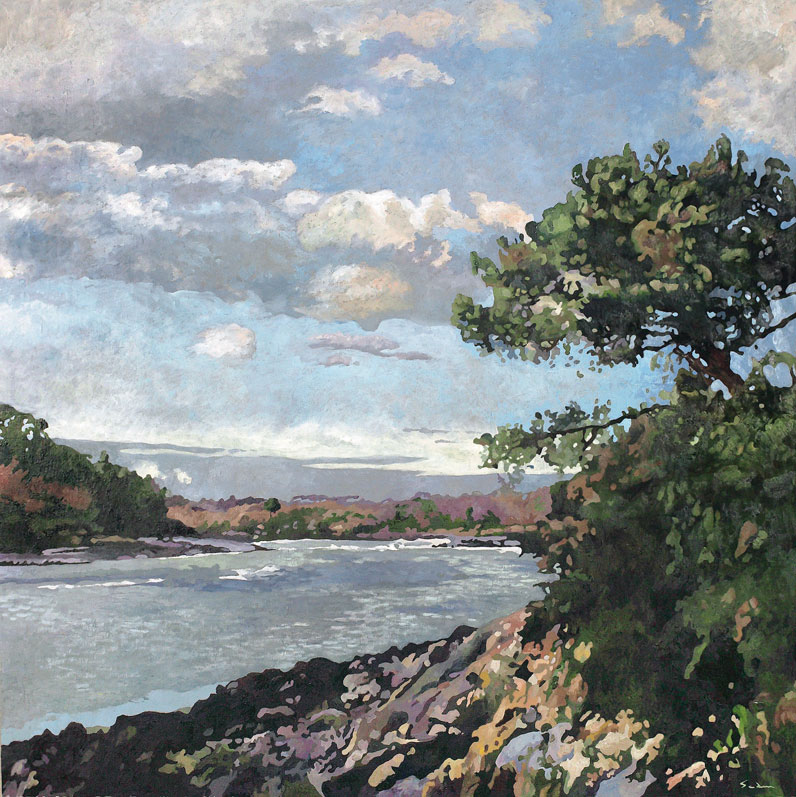
Jacques Godin : L'Autre Rive (rivière de Pont-l'Abbé).

De nombreux peintres ont représenté Pont-l'Abbé, ses habitants et sa région. Parmi eux :
- Lucien Simon :
  - Femmes de Pont-l'Abbé[182] ;
  - Fillette de Pont-l'Abbé[183] ;
  - Courses à Pont-l'Abbé[184] ;
  - Place de Pont-l'Abbé (encre brune, musée du Louvre, département des arts graphiques)[185] ;
  - Le 14 juillet à Pont-l'Abbé (1911, musée des beaux-arts de Nantes).
- Jacques Godin :
  - Au bois d'Amour (rivière de Pont-l'Abbé) ;
  - L'Autre Rive (rivière de Pont-l'Abbé).
- Zinaïda Serebriakova :
  - Le marché à Pont-l'Abbé (gouache, 1934, collection fondation Sérébriakoff, Paris)[186] ;
  - La place du marché à Pont-l'Abbé (pastel, 1934, collection fondation Sérébriakoff, Paris) ;
  - Femme de Pont-l'Abbé en costume traditionnel (pastel sur papier, 1934, collection fondation Sérébriakoff, Paris) ;
  - Bigoudène près de son lit ou Bigoudène les mains croisées (pastel sur papier, 1934, collection fondation Sérébriakoff, Paris) ;
  - Bretonne (Bigoudène) avec son enfant (pastel sur papier, 1934, collection fondation Sérébriakoff, Paris) ;
  - Maison à la Vierge à Pont-l'Abbé (gouache et aquarelle, 1934, collection fondation Sérébriakoff, Paris) ;
  - Intérieur de l'église de Pont-l'Abbé (gouache[187] et aquarelle, 1934, collection fondation Sérébriakoff, Paris).
- Pierre Savigny de Belay :
  - Marché à Pont-l'Abbé (1938, huile sur toile, collection privée)

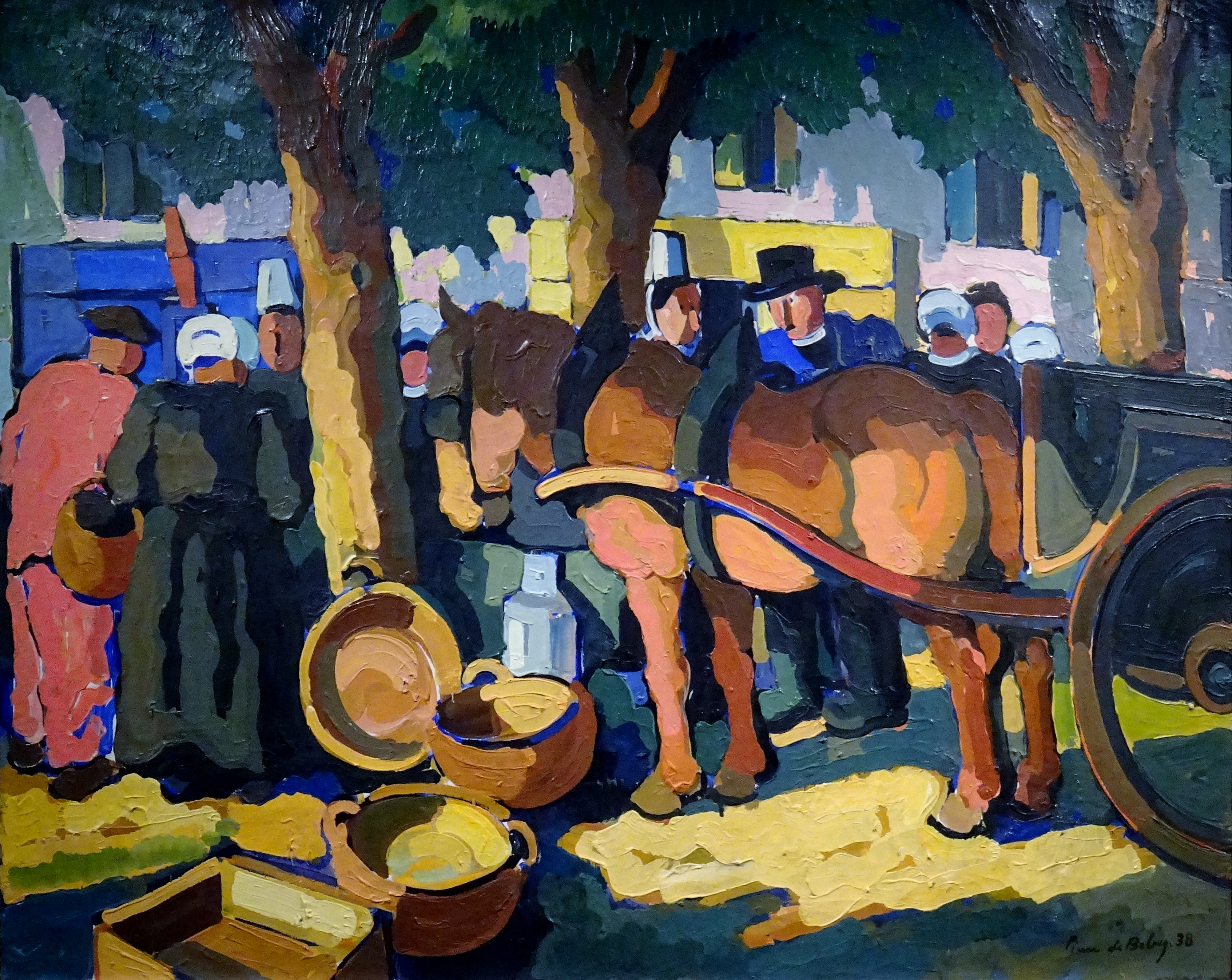
Pierre Savigny de Belay : Marché à Pont-l'Abbé (1938).

## Romans concernant Pont-l'Abbé et sa région
- Youenn Drezen : Itron Varia Garmez (en breton) : traduit en français sous le titre Notre-Dame Bigoudenn [en fait Notre-Dame-des-Carmes], éditions Denoël, 1943. Ce roman fait une description ironique et sans concession de Pont-l'Abbé et de ses habitants.

## Événements et festivités
- La fête des Brodeuses (deuxième week-end de juillet) : c'est une des fêtes folkloriques de Bretagne, couronnant chaque année une reine des Brodeuses, qui descend la grande rue de la ville accompagnée des bagadoù. Les brodeurs étaient une confrérie d'artisans réalisant à la commande des vêtements richement ouvragés. On dit que leur carnet de commande terminé, ils festoyaient beaucoup.

La première fête des Brodeuses a été organisée en 1954 ; si cette première édition fut organisée dans le théâtre de verdure inauguré par le maire Jean Lautrédou, par le cercle Ar Vro Vigoudenn le dernier week-end d'août, dès l'année suivante elle se déroula le deuxième week-end de juillet, ce qui provoqua la disparition de la traditionnelle « cavalcade », fête traditionnelle antérieure ; dès 1956, c'est le comité des fêtes qui se charge de son organisation. Une « reine des brodeuses » est élue chaque année. Depuis 1999, un cyber fest-noz est organisé. En 2014, la 60e édition de la Fête des Brodeuses a été organisée.
En 2016, l'artiste d'art urbain polonaise NeSpoon intervient à Pont-l'Abbé après avoir rencontré les dentellières. Elle s'inspire des modèles traditionnels de dentelle qu'elle peint sur les façades.
1. Le samedi suivant le 15 août : un grand fest-noz à Kervazégan.
2. Le dernier samedi du mois d'août : le festival Festi Bigoud à Kervazégan
3. Le pardon de la Tréminou : le quatrième dimanche de septembre.
4. Le pardon de Lambour : le dernier dimanche de juillet (messe et concert).
5. Le cercle celtique Ar Vro Vigoudenn, fondé en 1954[193]

Le 1er Festival de Rock organisé en Bretagne se tient à Pont-l'Abbé le 27 mars 1966 (salle du Patronage laïque). Une initiative de l'Union des Commerçants de la ville. Le Pays bigouden entre dans l'Histoire des musiques électriques amplifiées et ouvre la route du Rock à l'Ouest.

## Enseignement
- École publique maternelle de Lambour
- École publique maternelle de Kerarthur
- École publique maternelle de Merville
- École privée maternelle Sainte-Anne
- École primaire privée Notre-Dame des Carmes
- École publique élémentaire Jules Ferry
- Collège public René-Théophile Laënnec
- Collège privé Notre-Dame des Carmes
- Lycée polyvalent et lycée professionnel Laënnec
- Lycée privé général et professionnel Saint-Gabriel[195]

## Personnalités liées à la commune

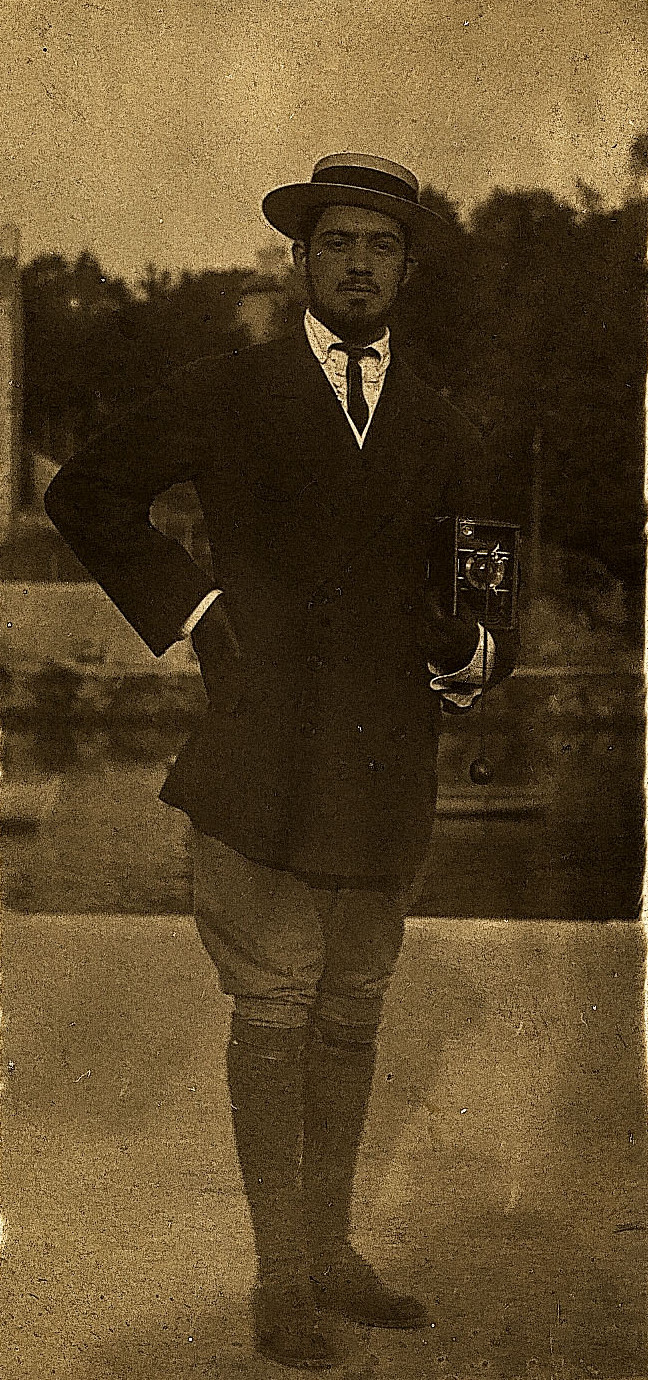
Amadeo de Souza-Cardoso à Pont-l'Abbé en 1912.

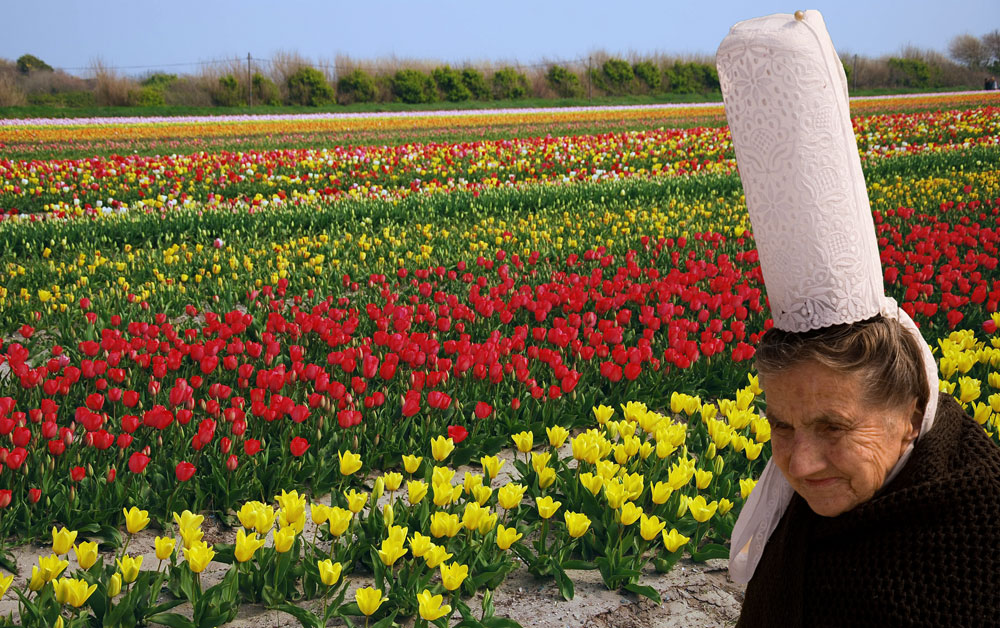
Maria Lambour en 2010.

- Georges Arnoult, député du Finistère de 1876 à 1885, propriétaire du manoir de Kerazan ;
- Marcel Landowski, compositeur, né à Pont-l'Abbé ;
- Violette Verdy, danseuse classique, directrice de ballet ;
- Bernard Berrou, écrivain ;
- Anne-Marie Audouyn de Pompéry, femme de lettres et essayiste, surnommée la « Sévigné cornouaillaise » ;
- Marie de Kerstrat, connue aussi sous le nom de Marie de Grandsaignes, développa un tourisme de luxe sur les bords de la rivière de Pont-l'Abbé entre 1882 et 1897 dans sa propriété ;
- Amadeo de Souza-Cardoso, peintre portugais ;
- Vincent Riou, navigateur ;
- Pierre Cloarec, coureur cycliste ;
- Armand René du Châtellier, archéologue, historien, ancien maire et son fils Paul du Chatellier, archéologue et préhistoire ;
- Youenn Drezen, écrivain ;
- Youenn Cóic, écrivain ;
- Serge Duigou, historien ;
- Yves Le Pape, sculpteur d'art sacré ;
- Bruno Geneste, poète et éditeur ;
- Guermeur (1758-1858 ?), personnage de la Révolution française ;
- Jérôme Kerviel, ex-trader ;
- Christian Gourcuff, entraîneur de Lorient, ancien entraîneur de l'US Pont-l'Abbé ;
- Jacques Queinnec, notaire, député, puis sénateur du Finistère ;
- Yohann Rivière, footballeur ;
- Abel Friant (1921-1945), résistant français, Chevalier de la Légion d'honneur mort en déportation ;
- Maria Lambour (1911-2014), dernière Pont-l'Abbiste à porter régulièrement la célèbre coiffe bigoudène ;
- Marie-Anne Le Minor, fabricante de poupées, dentelles et broderies bigoudènes, fondatrice de la Maison Le Minor ;
- Bruno Le Floc'h (1957-2012), auteur de bande dessinée ;
- Camille Jaouen (1949 à Pont-l'Abbé), poète ;
- Vincent l'Hénoret (1921-1961), prêtre assassiné au Laos, béatifié en 2016 ;
- Luc Le Mercier, peintre et sculpteur ;
- Yves Monot, évêque catholique de Ouesso en République du Congo ;
- Régis Le Bris (1975-), footballeur puis entraîneur ;
- Agathe Guillemot, athlète française.
- Le comédien Roland Bertin y est décédé.